# Charles de Gaulle
|  | «De Gaulle» redirigeix aquí. Si cerqueu la pel·lícula biogràfica, vegeu «De Gaulle (pel·lícula)». |

Charles André Joseph Marie de Gaulle (Lilla, 22 de novembre de 1890 - Colombey-les-Deux-Églises, 9 de novembre de 1970) fou un general francès i home d'Estat que va dirigir a les Forces Franceses Lliures durant la Segona Guerra Mundial. Més tard va fundar la Cinquena República Francesa el 1958 i va servir com el seu primer President 1959-1969.
A França, és conegut com a général de Gaulle o simplement Le Général, o pels seus detractors com "La Gran Zora".
Va ser un veterà de la Primera Guerra Mundial, que als anys 1920 i 1930, havia sortit a la llum com a defensor de la guerra amb blindats i de l'aviació militar, que considerava un mitjà per trencar l'estancament de la guerra de trinxeres. Durant la Segona Guerra Mundial, va assolir el rang temporal de general de Brigada, liderant un dels pocs contraatacs de blindats amb èxit de 1940 Caiguda de França, per a organitzar, a continuació, les Forces Franceses Lliures amb els funcionaris francesos exiliats a Anglaterra.
Abans d'escapar a Anglaterra, va fer un famós discurs per ràdio el juny de 1940, exhortant al poble francès a resistir a l'Alemanya nazi.
Després de l'alliberament de França el 1944, de Gaulle es va convertir en Primer Ministre del govern provisional Francès.
Encara que es va retirar de la política el 1946, a causa dels conflictes polítics, va retornar al poder amb el suport militar arran de la crisi de maig 1958. De Gaulle va dirigir la redacció d'una nova constitució per a la fundació de la Cinquena República,
i va ser elegit president de França.
Com a president, Charles de Gaulle va posar fi al caos polític i la violència que va precedir el seu retorn al poder. Encara que al principi van donar suport al govern francès a Algèria, es va decidir per una polèmica concessió de la independència del país, posant fi a una guerra costosa i impopular, però deixant a França dividida. Va renovar la moneda el gener de 1960 per controlar la inflació i va promocionar el creixement industrial. De Gaulle, va supervisar el desenvolupament d'armes atòmiques i va promoure una política exterior pan-europea, tractant de disminuir la influència anglosaxona dels EUA i el Regne Unit, va retirar França del comandament de l'OTAN, es va oposar a l'entrada de la Gran Bretanya a la Comunitat Europea i va reconèixer la Xina comunista. Durant el seu mandat, de Gaulle, també s'enfrontà a la controvèrsia i l'oposició política dels comunistes i els socialistes, i a l'onada de protestes del maig del 1968. De Gaulle es va retirar el 1969, però va seguir sent el líder més influent en la història moderna de França.
Era fill d'un mestre d'escola i s'educà en una família molt catòlica. Era descendent d'aristòcrates procedents de Normandia i Borgonya, i un oncle seu fou un famós estudiós celtista. Llegí Maurice Barrès, Henri Bergson i Charles Péguy. Del 1908 al 1912 estudià a l'Acadèmia Militar de Saint-Cyr i fou destinat al 33è regiment d'infanteria, on va romandre sota les ordres de Henri Philippe Pétain.

## Biografia

### Orígens famíliars
Fill d'una nissaga catòlica i conservadora, Charles de Gaulle és d'origen del Nord per la seva família materna (els Maillot que venien de Duinkerke). Basant-se en recerques de la pròpia família de Gaulle, especialment l'avi patern del general, els de Gaulle pretenien pertànyer a una molt antiga família de la noblesa d'espasa francesa, que tot i això no figura en cap registre de noblesa.
Probablement el més antic avantpassat del general de Gaulle, d'acord amb aquesta obra, seria Richard de Gaulle, escuder del rei Felip August, qui el va dotar d'una taxa d'Elbeuf-en-Bray Normandia, el 1210. Hi ha rastres d'una prop de 1420 Jehan de Gaulle que, després del desastre de la Azincourt, es van resistir durant gairebé dos anys als anglesos Vire, a l'oest de Normandia, abans de ser obligat a l'exili a Borgonya.
Per al segle xvi i xvii, trobem proves de capitaines-châtelains de Gaulle a Cuisery al sud de Borgonya. Gaspard de Gaulle, descrit pel rei Charles IX de cavaller, va ser delegat de Chalon-sur-Saône els Estats Generals de Blois de l'any 1576. Aquests de Gaulle havia instal·lat en Xampanya, on trobem les seves empremtes al Châlons-en-Champagne pels segles xvii i xviii, exercint càrrecs de justícia. La família finalment es va establir a París a mitjan segle xviii. El besavi del general de Gaulle, l'advocat del Parlament de París, va comparèixer davant un tribunal Revolucionari durant el Regnat del Terror, però va aconseguir evitar la guillotina, en conseqüència de la caiguda de Robespierre. Els De Gaulle ja residien durant gairebé cent cinquanta anys a París quan de Gaulle va néixer el 1890.

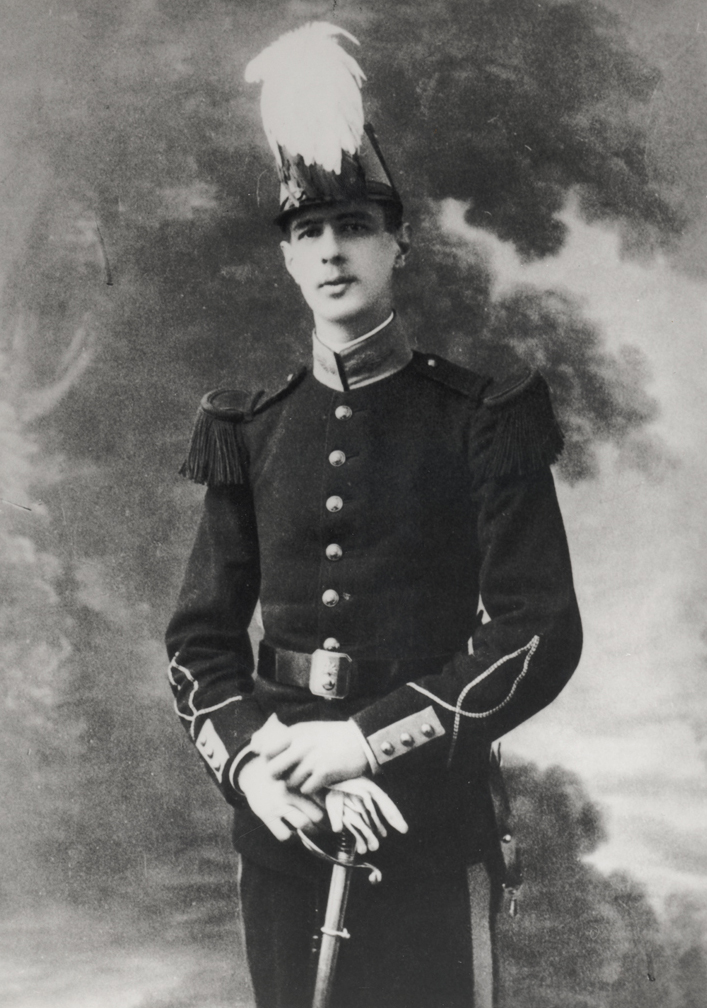
Charles de Gaulle amb l'uniforme de Saint-Cyr, 1910.

### Primera Guerra Mundial
Nomenat tinent l'1 d'octubre de 1913, va ser promogut a capità el gener de 1915. Va ser ferit el 15 d'agost de 1914 a la cama (fractura de peroné amb esclats a l'articulació), durant el seu primer combat, a Dinant. Va unir-se de seguida al 33è Regiment d'Infanteria al front de Xampanya per comandar la 7a companyia. Va ser ferit de nou, el 10 de març de 1915, a la mà esquerra a Mesnil-Les-Hurlus, a Xampanya, durant la batalla del Somme. Decidit a combatre, desobeí els seus superiors i ordenà disparar sobre les trinxeres enemigues, motiu pel qual va ser rellevat de les seves funcions durant 8 dies. Oficial exigent, la seva intel·ligència i el seu coratge davant l'enemic el van distingir fins al punt que el comandant del regiment li oferí de ser el seu adjunt.
El 2 de març de 1916 el seu regiment va ser atacat i delmat per l'enemic mentre que defensaven el poble de Douaumont, durant la batalla de Verdun. La seva companyia va ser destruïda durant la batalla i els supervivents van quedar encerclats. Intentant avançar, la violència del combat l'obligà a saltar al forat d'un obús per protegir-se, però els alemanys el feriren a la cuixa esquerra d'un cop de baioneta, fent-lo presoner.
Després d'una temptativa d'evasió fracassada a Osnabrück, va ser traslladat a la fortalesa d'Ingolstadt, a Baviera, un cap de càstig destinat a oficials presoners. Allà trobaria el futur general Georges Catroux, l'aviador Roland Garros, el periodista Rémy Roure, l'editor Berger-Levrault i el futur mariscal de la Unió Soviètica Mikhaïl Tukhatxevski. Descriu la seva sort de captiu com "un exili lamentable" en una carta a la seva mare. Per matar l'avorriment, de Gaulle organitzà pels seus companys conferències sobre l'estat de la guerra en curs. Però sobretot, intenta evadir-se en 5 ocasions, però sense èxit. Va ser alliberat després de l'armistici de l'11 de novembre de 1918, reunint-se amb els seus un mes després. Els dos anys i mig de captiveri li deixaren un regust amarg, tot considerant-se un revenant, un soldat inútil que no servia per a res. Tot i això, el 23 de juliol de 1919 fou condecorat amb la Legió d'honor i amb la Creu de Guerra 1914-1918 amb estrella de bronze.

### Període d'entreguerres

#### De Polònia a l'acadèmia de guerra: oficial conferenciant
En un inici Charles de Gaulle seguí la seva carrera militar sota la protecció de Pétain. Entre 1919 i 1921 va ser enviat a Polònia, que tot just havia aconseguit la seva independència. Allà participà en la formació del nou exèrcit polonès, combatent victoriosament contra l'Exèrcit Roig a la guerra poloneso-soviètica. Pronuncià diverses conferències i observà el retorn d'una guerra de moviments lligada a les circumstàncies.
El 7 d'abril de 1921 es casà amb Yvonne Vendroux, descendent llunyà d'un neerlandès Van Droog que al segle xvii va emigrar a Calais, a l'església de Notre-Dame de Calais. Tindrien tres fills:
- Philippe (n. 8 de desembre de 1921); almirall i senador
- Élisabeth (n. 15 de maig de 1924)
- Anne (1 de gener de 1928 – 6 de febrer de 1948)

En tornar a França, el capità de Gaulle va encarregar-se del curs d'història a l'Acadèmia de Saint-Cyr abans de ser admès a l'Escola Superior de Guerra el 1922. Allà entrà en conflicte doctrinal amb els seus superiors, car contestà la visió estratègica massa lligada a la planificació defensiva i la compartimentació del terreny, però beneficiant-se de la protecció del mariscal Pétain, no va obtenir unes bones notes, però continuà fent-se una reputació prometedora.
El 1924 el mariscal Pétain va fer rectificar unes notes qualificades d'injustes atorgades al seu protegit.
El 1925 va ser destinat a l'estat major del mariscal Pétain, vicepresident del Consell Superior de la Guerra. Allà el posaren com a conferenciant a l'escola de guerra i li demanà que preparés una història sobre la història del soldat. El 1927, en presència del mariscal Pétain, pronuncià a l'acadèmia de guerra tres conferències remarcades: «L'action de guerre et le chef», «Du caractère», i «Du prestige».

#### Teòric militar: els carros i l'exèrcit professional
Promogut a comandant de batalló el 25 de setembre de 1927, a l'octubre marxa a Trèveris per prendre el comandament del 19à batalló de caçadors a peu (BCP). Allà portà a terme un comandament enèrgic i continuà amb les seves conferències, igual que havia fet en el seu destí anterior. El 1929 va ser destinat a Llevant, passant dos anys amb la seva família a Beirut.
Gràcies al suport del mariscal Pétain, al novembre de 1931 va ser nomenat pel secretariat general de la defensa nacional a París. Aquest nou càrrec serà capital, car és el moment en què s'inicia als afers d'estat, car s'ha d'encarregar en particular de treballar en el projecte de la llei militar. El 25 de desembre de 1933 és promogut a tinent coronel.
És durant aquests anys en què Charles de Gaulle desenvoluparà les seves teories militars: publicà La Discorde chez l'ennemi (1924), Le Fil de l'épée (1932), Vers l'armée de métier (1934) i, finalment, La France et son armée (1938). Aquest darrer llibre, preparat per al mariscal Pétain el 1925, de Gaulle s'hi consagrà durant dos anys, però finalment no va complaure al mariscal, qui confiaria el treball a un altre. Això ferí de Gaulle, però malgrat tot dedicaria al mariscal Pétain la seva obra: «Car res mostra millor la vostra glòria, que la virtut que pot tenir lloc sota els llums del pensament». El 1938 de Gaulle decidí publicar-lo, després d'advertir-ho a Pétain. Per empitjorar les coses, el mariscal s'oferí a escriure un prefaci, oferta que de Gaulle no acceptà, sorgint una baralla entre els dos homes que no es tornarien a trobar fins al juny de 1940 i de manera fugaç.
A la seva primera obra, de Gaulle insistia en la necessitat de la unitat de comandament i de la nació, donant la primacia als polítics per damunt dels militars: segons de Gaulle, va ser només a causa de les seves divisions internes que Alemanya va perdre la guerra. En reprendre les seves conferències sobre el paper del comandament, el 1932, a Le Fil de l'épée senyala la importància de la formació dels comandants i del pes de les circumstàncies. Si de Gaulle estudià la importància de la defensa estàtica en el moment d'escriure: »Per França és una necessitat permanent la fortificació del seu territori […] L'encoratjament de l'esperit de resistència d'un poble per l'existència de fortificacions permanents, la cristal·lització, l'exaltació de les seves energies per la defensa de les places són fets que tant polítics com militars han de reconèixer en el passat i han de preparar per al futur.», no és menys sensible a les idees del general sobre la necessitat d'un cos cuirassat, unint les capacitats de foc i moviment, capaç d'iniciatives i d'ofensives valentes. Sobre aquest punt entrà completament en oposició amb les doctrines oficials, en particular les de Pétain.
A la seva obra Vers l'Armée de métier desenvolupà la qüestió de fons sobre la necessitat de crear un exèrcit professional en comptes de la conscripció. Llavors esdevingué el promotor per la creació d'unes unitats cuirassades autònomes deslligades a la infanteria. En general, aquesta idea trobà opinions favorables, amb les excepcions notables de Paul Reynaud, diputat del centredreta, o de Philippe Serre.
A l'estranger, en canvi, la idea del general Jean-Baptiste Eugène Estienne d'emprar els blindats com una punta de llança motoritzada, idea agafada per de Gaulle, suscità una gran atenció als cercles militars (Heinz Guderian, Liddell Hart). Vers l'armée de métier només va obtenir un breu èxit a França a títol de curiositat, però confirmà les concepcions del general Guderian, creador de la força mecanitzada alemanya.
Malgrat tot, al contrari que el seu influent amic el coronel Émile Mayer, de Gaulle, seguidor de la professionalització de l'exèrcit de terra, no va percebre la importància de l'aviació ni li atribuí un paper secundari: «les tropes de terra rebran de l'aviació un ajut precís pel que fa al seu camuflatge. El fum estès sobre el terra des de l'aire en pocs minuts amaguen grans superfícies de terra més que no pas el soroll de les màquines voladores que cobreixen els motors de seguiment.» Caldria esperar fins a l'edició de 1944 perquè s'adjuntés una frase: «Però sobretot en agafar ella mateixa la visió directa i la profunditat, l'aviació esdevé per l'excel·lència de l'arma pels efectes que combinen amb els efectes de ruptura i d'explotació de grans unitats mecàniques.»
A París, de Gaulle freqüenta diverses personalitats al voltant del coronel Mayer, favorable a una reforma de l'estratègia: l'estat major no ha d'acontentar-se amb una estratègia defensiva darrere de la línia Maginot. Però ni l'un ni l'altre no van ser escoltats. Partint de les estratègies del general Fuller i del crític militar britànic Liddell Hart, de Gaulle defensà una guerra de moviments encapçalada per soldats professionals, amb el suport de les unitats cuirassades.
En canvi, a Alemanya, les teories de De Gaulle van ser seguides amb gran interès a les altes esferes. Albert Speer informà que Adolf Hitler llegí en diverses ocasions el llibre de De Gaulle i afirmà que havia après molt gràcies a ell.

#### Idees i trobades polítiques abans de la guerra
Charles de Gaulle va fer una conferència a la Sorbona durant la primavera de 1934, sota els auspicis del cercle Fustel de Coulanges, un aparador de l'Acció Francesa. Originalment influenciat per la tradició monàrquica, Charles de Gaulle, militar sotmès al deure de reservar, revela a la seva correspondència privada la seva poca consideració vers el parlamentarisme, preferint un règim fort, tot i que públicament es manté allunyat de l'antirepublicanisme existent a una part de l'exèrcit. Aquesta malfiança vers el parlamentarisme explica que de Gaulle se sentís abans de la guerra propera a Acció Francesa, tot i que la posició de Maurras vers els acords de Múnic no l'allunyen. Així, Paul Reynaud, que trobà durant la captivitat a Alemanya amb la germana del general de Gaule, Marie-Agnès Caillau, va escriure parlant sobre ella: «Molt franca, intel·ligent i bona, ens explica que en Charles era monàrquic, que defensava a Maurras contra el seu germà Pierre fins a tenir llàgrimes als ulls durant una discussió. Però en el moment de Múnic, desaprovà completament l'actitud de Maurras.» De la mateixa manera, Christian Pineau va dir a André Gillois «que el general havia reconegut davant d'ell que havia estat inscrit a l'Acció Francesa i que s'havia unit a la República per no anar contra el sentiment dels francesos.» Així mateix, el resistent d'esquerres Claude Bourdet qualificaria de Gaulle d'home de dretes, que durant molt temps va estar proper a l'Acció Francesa, que va esdevenir republicà per mimetisme. Segons Edmond Micheleet, de Gaulle va estar influenciat per Marras. · 
Malgrat tot, les seves idees topaven per un costat amb el profund conservadorisme dels dirigents militars, i per l'altre costat per les reticències dels republicans davant un militar de reputació maurrasiana.
Per tant, si el pensament de Maussas va influenciar a de Gaulle, ·  aquest també va ser un deixeble de Péguy, influenciat pel socialisme de Pierre Leroux i de Bergson. Va estar format pel coronel Mayer, oficial d'origen jueu, dreyfysiard i socialitzant. Abans de la I Guerra Mundial assistí a Lilla als mítings de Jaurès, i també freqüentà el "Club de Faubourg", de tendència socialista, i els moviments no conformistes dels anys 30. S'uní igualment als Amis de Temps Présent, setmanari del moviment catòlic progressista i proper al "Sillon" de Marc Sangnier, moviment que va ser favorable al Front Popular i a la intervenció de França al costat dels republicans espanyols.
L'1 de gener de 1934, Charles de Gaulle publica a la revista militar un estudi sobre la mobilització econòmica a l'estranger. Cercant exemples per França, cita la Itàlia mussoliniana.
De fet, abans de la guerra, de Gaulle no és pas un home ideològic sinó que més aviat és un home d'acció i d'ambició.
Així s'apropà a diversos homes polítics de diverses tendències per fer-se conèixer i fer progressar les seves idees. Freqüentà Paul Reynaud, amb qui s'escrigué fins a 60 vegades entre 1936 i 1940, s'apropà igualment a, qui després de trencar amb Léon Blum, volia unir-se al projecte socialista dels valors d'ordre, autoritat i nació. De Gaulle es trobà amb Marcel Déat en diverses ocasions gràcies a un amic, l'advocat Jean Auburtin; ambdós homes van mantenir el contacte fins a la vigília del conflicte. De Gaulle afirmà que, a proposta de Marcel Déat al novembre de 1937, «Déat té sense cap mena de dubte un gran talent i un gran valor. Això és el que vol. Però paciència, crec que el veurem volar molt alt.»
En la publicació de l'obra, Léon Blum manifestà la seva viva hostilitat vers les idees de l'exèrcit professional del coronel de Gaulle en 3 articles publicats a le Populaire, car creia que seria emprat contra la gent, especialment contra els vaguistes. I, de fet, com mostra una carta de 1935 enviada a Paul Reynaud, de Gaulle no excloïa aquesta possibilitat. Certs passatges dels llibres publicats pel coronel de Gaulle suscitaren plantejaments aprobats per l'Action française.
El 1935, de Gaulle aprovà el pacte francosoviètic signat per Laval i Stalin, evocant l'aliança de Francesc I amb els musulmans contra Carles V per justificar una aliança destinada a assegurar la supervivència del país per justificar un acord amb els russos: «Un horror que tenim pel seu règim». La visió de De Gaulle és que s'abstrau de les ideologies que tenen poc a veure amb ell enfront de les permanences geopolítiques i nacionals, l'aliança amb els russos, no contra el comunisme, de la mateixa manera que la guerra és contra Alemanya, no pas contra el nacionalsocialisme.
Charles de Gaulle explica a Vers l'armée de métier que la condició per portar les idees són abandonar el servei militar universal en favor d'un exèrcit motoritzar format exclusivament per professionals: «cal que aparegui un mestre, independentment dels seus judicis, implacables en les seves ordres, amb el crèdit de l'opinió. Només servidor de l'Estat, nu de prejudicis, menyspreador de les clienteles, compromès en la seva tasca, integrat amb l'exèrcit, devot dels qui comanda, home prou fort per imposar-se, hàbil en la seducció, prou gran per una gran obra, igual que el ministre, soldat o polític, a qui la pàtria deurà l'economia propera de la seva força.»
Malgrat tot, Blum a poc a poc s'interessaria més en els tancs i finalment hi donaria suport en el moment de la guerra.
El juliol del 1937, el coronel de Gaulle va ser destinat al 507è regiment de carros de combat, amb seu a Montigny-lès-Metz. Allà es troba amb la seva eina. Pren el comandament de manera interina al setembre següent, sota les ordres del general Charles Delestraint. El 25 de desembre de 1937 va ser promogut a coronel. Des de les maniobres, intentà imposar, contràriament al reglament, la seva concepció de l'ús autònom dels blindats, la qual cosa li va valer l'hostilitat del seu superior, el general Henri Giraud.

### Segona Guerra Mundial
En el moment d'esclatar la guerra, Charles de Gaulle era coronel, comandant el 507è regiment de carros de combat (RCC) a Metz. El gener de 1940, envià a 80 personalitats, entre les quals Léon Blum, Paul Reynaud i els generals Maurice Gamelin i Maxime Weygand, un memorand sobre la campanya de Polònia. Titulat L'Avènement de la force mécanique ("L'adveniment de la força mecànica"), el text insistia en la necessitat d'aliar els tancs i l'aviació.
Tres dies abans de l'ofensiva alemanya del 10 de maig, que conduiria a un avanç veloç del front francès, el coronel de Gaulle va ser advertit de la decisió del comandament de confiar-li la 4a divisió cuirassada, la principal unitat blindada de l'exèrcit francès (364 blindats), de la qual prendria el comandament l'11 de maig.

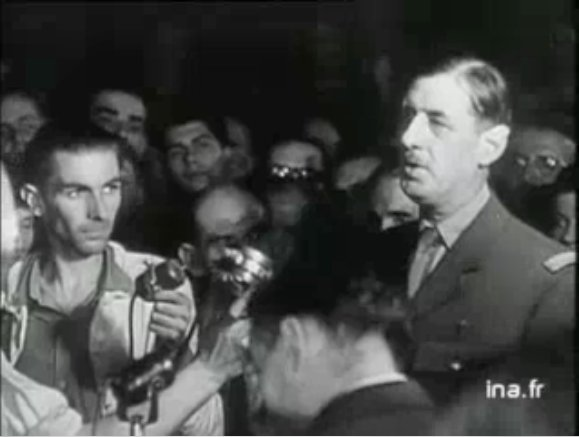
De Gaulle parlant després de l'alliberament de París.

El 15 de maig, va rebre la missió de retardar l'enemic a la regió de Laon a fi de guanyar el temps necessari perquè el 6è Exèrcit pogués bloquejar la ruta de París. Però la seva divisió encara estava en curs de constitució, i les seves unitats mai no havien operat conjuntament. Dirigí un contraatac contra Montcornet, al nord-est de Laon. Aquest és un dels pocs moments en què les tropes alemanyes han de recular. Preveient la ràpida desfeta de l'exèrcit francès sota l'ofensiva alemanya, els civils i militars desarmats omplint les carreteres, afirmà que va ser durant la jornada del 16 de maig que "el que podia fer posteriorment va ser allà que va prendre la resolució." Havent rebut només una de les seves unitats de la 4a divisió, el coronel de Gaulle llançà un primer atac amb 80 tancs per intentar tallar les línies de comunicacions alemanyes el 17 de maig. Després d'haver assolit els seus objectius a la vila de Montcornet, la 4a divisió no va rebre reforços, havent-se de replegar davant la intervenció de reforços alemanys. La resta d'unitats de la 4a cuirassada van unir-se, llançant-se de nou a l'atac amb 150 carros que, després d'haver assolit els primers objectius, van ser aturats per la intervenció de l'aviació i l'artilleria alemanyes.

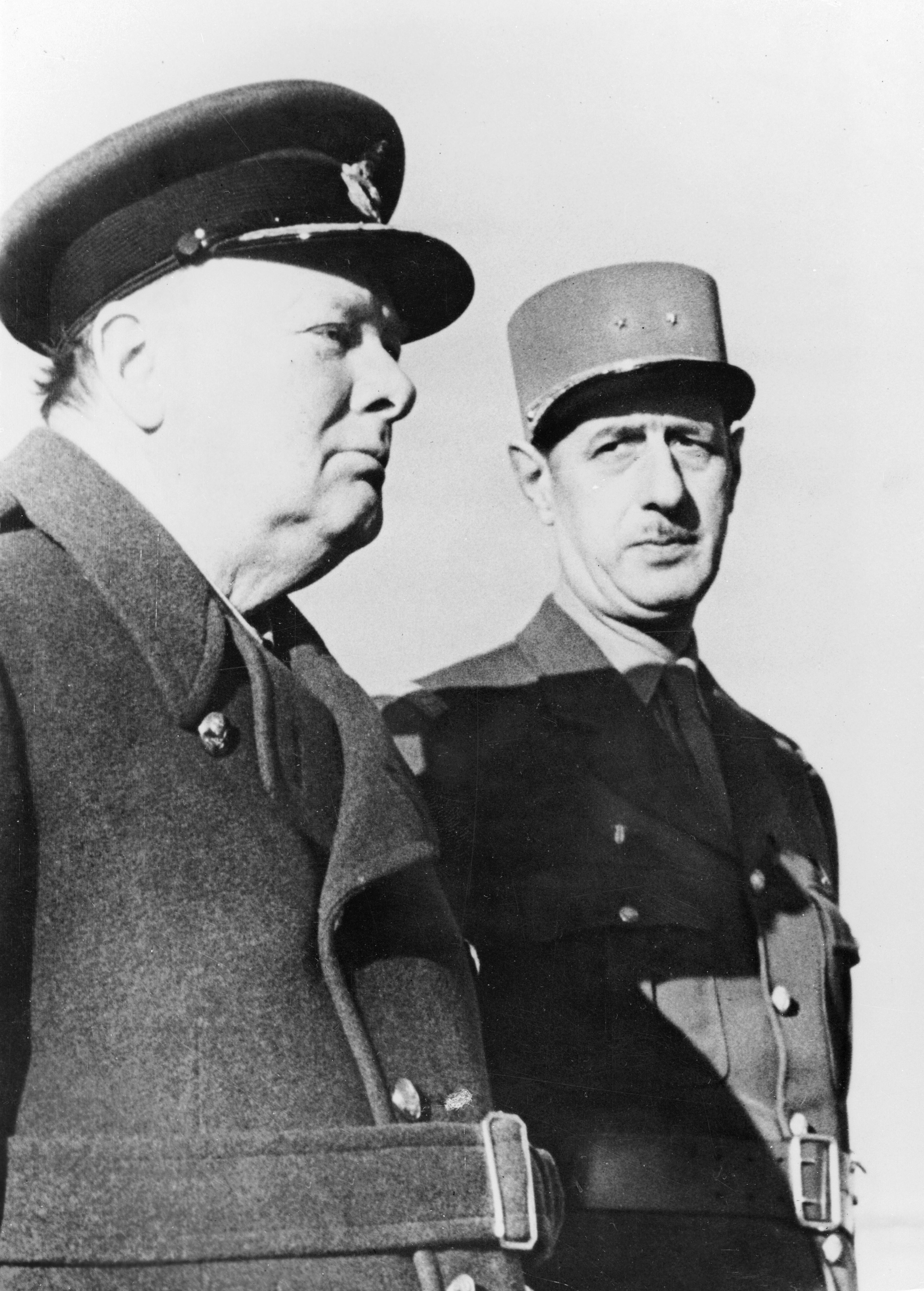
Charles de Gaulle amb el Primer Ministre del Regne Unit, Winston Churchill.

El 25 de maig de 1940 Charles de Gaulle va ser nomenat general de brigada a títol provisional. Aquest nomenament, en una promoció de sis coronels, corresponia al fet que de Gaulle, en tant que comandant d'una divisió cuirassada des del 7 de maig de 1940, ja feia funcions de general, i els seus tres col·legues comandants de divisió cuirassada ja eren generals. El nomenament suscità la satisfacció de Charles Maurras a l'Acció Francesa.
Tres dies després, el 28 de maig, atacà en dues ocasions per destruir una bossa conquerida pels alemanys al sud del Somme, a l'alçada d'Abbeville. Malgrat que la unitat s'hagué de desplaçar 200 km, l'operació resultà en un èxit, que permeté fer més de 400 presoners i re reabsorvir tota la bossa, a excepció d'Abbeville, a causa de la superioritat en nombre i de l'artilleria alemanya. Això impedí que no pogués travessar el Somme al nord de la ciutat, i que el segon atac no permetés prendre la ciutat a la unitat. Comentant el comportament militar de De Gaulle sobre el terreny, l'historiador Henri de Wailly afirmà que, lluny d'estar particularment brillant, mostrà durant la batalla "les mateixes febleses i les mateixes incompetències" que la resta de dirigents militars. Pel seu costat, el general Weygand, cap dels exèrcits, concedí a de Gaulle una citació molt elogiosa en tant que comandant d'una divisió cuirassada prop d'Abbeville: «Cap admirable segur i enèrgic. Amb la seva divisió ha atacat el cap de pont d'Abbeville molt sòlidament ocupat per l'enemic. Ha trencat la resistència alemanya i progressat 14 kilòmetres a través de les línies enemigues, fent centenars de presoners i capturant un material considerable.»
El 6 de juny, el general de Gaulle va ser convocat d'urgència a París per Paul Reynaud, president del Consell, per ocupar un càrrec ministerial al seu govern com a sotssecretari d'estat de la Guerra i a la Defensa Nacional. Charles de Gaulle sortí llavors de la jerarquia militar. Tenia la missió de coordinar l'acció amb el Regne Unit per seguir el combat. El 9 de juny es trobà amb Churchill, a qui intentà en va de convèncer de llançar més forces al combat, especialment aèries. El 10 de juny de Gaulle abandonà París, que havia estat declarada ciutat oberta. Anà llavors a Orleans, Briare i Tours. Aquest va ser el moment de les darreres reunions del Comitè Suprem Interaliat on Churchill, des de la conferència de Briare on de Gaulle havia participat, intentà de convèncer el govern francès de continuar la guerra. El 16 de juny anà de missió a Londres. Allà dictà per telèfon la nota de Jean Monnet a Paul Reynaud titulada Anglo-French Unity, on cridava a una possible unió franco-britànica. De tornada de la missió, a Bordeus, s'assabentà el 17 de juny de 1940 de la dimissió de Paul Reynaud, la seva substitució pel mariscal Pétain i demanà l'armistici. El mateix dia, el general Weygand, llavors cap de l'estat major de l'exèrcit, va ser nomenat ministre de la Defensa Nacional. El traspàs de poders al mariscal Pétain va tenir lloc l'endemà, de Gaulle encara era membre del govern i corria un cert risc. Després de mantenir converses amb l'oficial d'enllaç britànic, general Edward Spears, va decidir que havia de marxar a Londres. Es trobà amb Paul Reynaud per fer-li saber el seu projecte. Aquest li va fer remetre per mitjà del seu antic director de gabinet, Jean Laurent, 100.000 francs, provinents dels fons secrets per la seva logística a Londres. El 17 de juny, acompanyant a Spears que no havia aconseguit convèncer a Reynaud i a Georges Mandel d'unir-se amb ell a Londres amb el seu ajudant de camp Geoffroy Chodron de Courcel amb el de Havilland Flamingo que Churchill havia posat a la seva disposició.

#### La Crida del 18 de juny de 1940

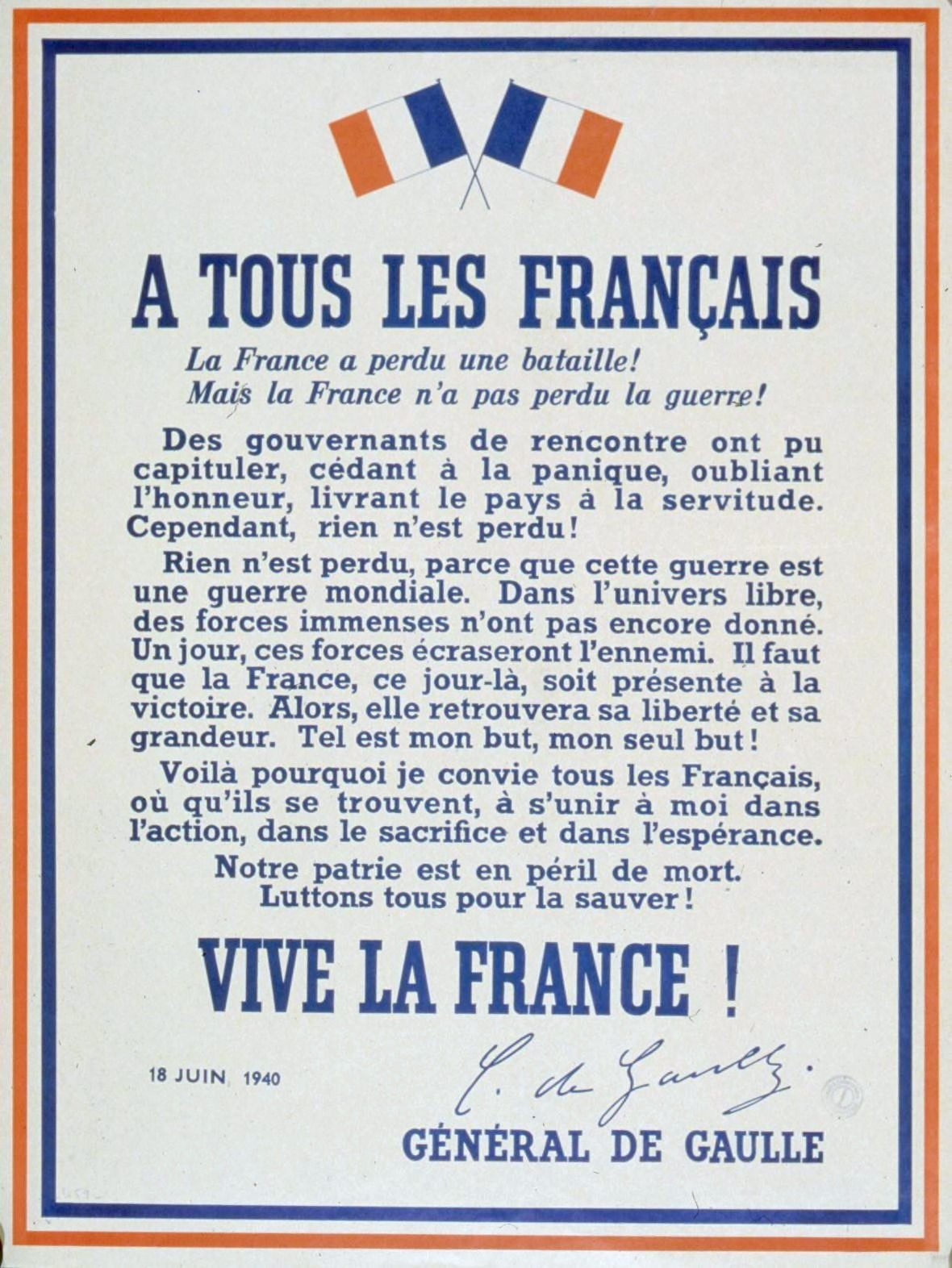
Cartell amb la Crida del 18 de juny.

El 18 de juny de 1940, de Gaulle es preparà per parlar als francesos mitjançant Ràdio Londres de la BBC. Aquell dia, cridà als francesos a la resistència des del seu retir a Anglaterra. A França, la Crida del 18 de juny es va poder escoltar a les 19 hores. A partir d'aquell dia, aquest text esdevingué una de les al·locucions de la història de França i l'origen del mite que feu del general el "pare de la Resistència", encara que no pren consciència de l'interès de la Resistència interior fins al 1941. L'enregistrament no es va conservar, al contrari del discurs del 22 de juny de 1940, que es confon a vegades amb la veritable crida.

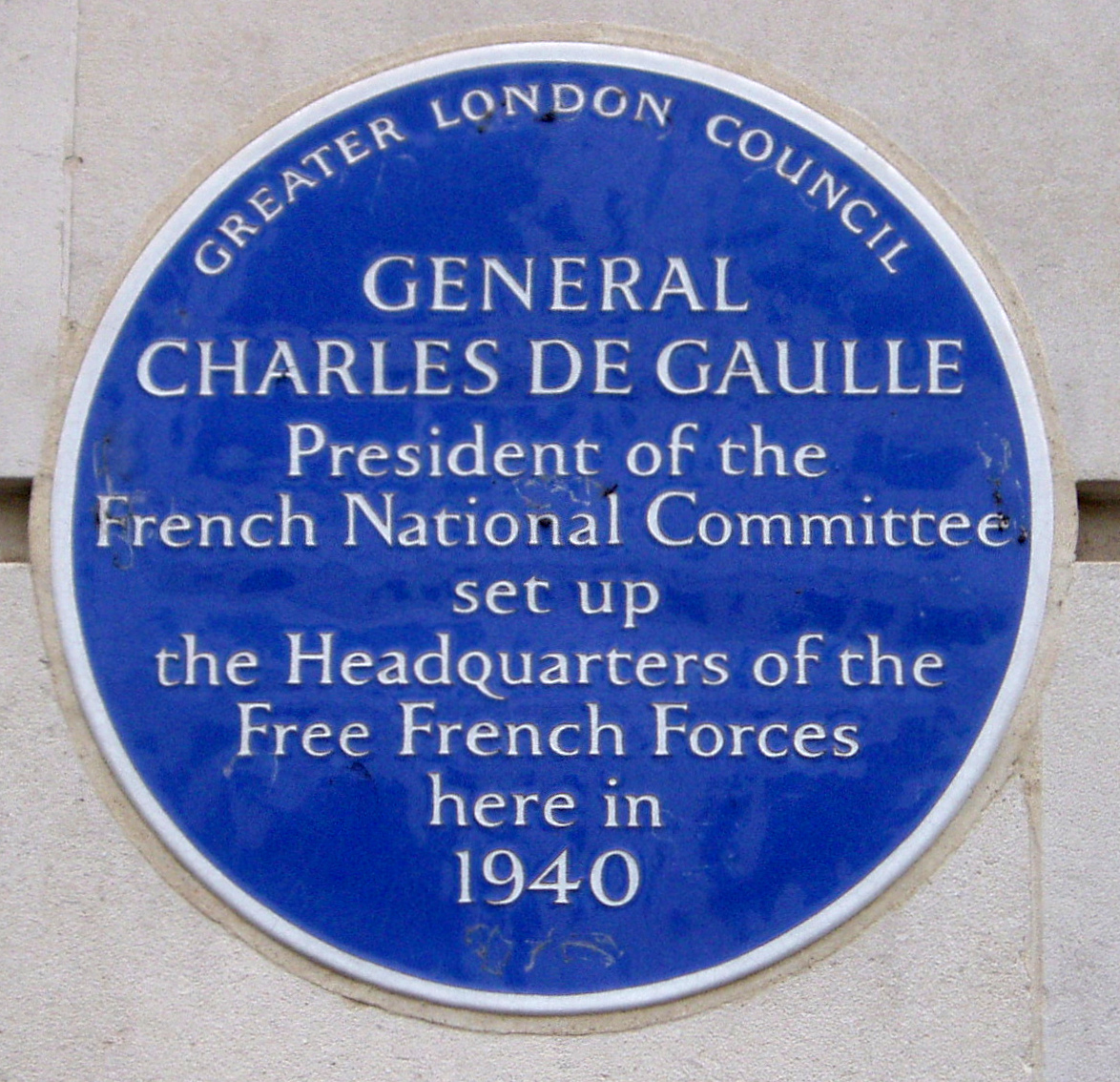
Placa commemorativa al Carlton House Terrace (Londres), quarter general de De Gaulle a Londres

El govern britànic anteriorment havia proposat al ministre de l'interior francès Georges Mandel de passar al Regne Unit i que ell també llancés una crida. Pels seus advertiments repetits contra les amenaces del III Reich i de la seva oposició a Leon Blum, Mandel ha estat senyalat com un home d'estat i de caràcter. Durant el 18 de juny, el consell de ministres britànic discutí el text de De Gaulle. El govern britànic tendia a oposar-se, però Winston Churchill el va defensar. Els vells muniquesos, darrere del ministre d'exteriors lord Halifax, encara volien tractar amb el govern de Pétain i intentar esbrinar si veritablement havia signat l'armistici. Winston Churchill, que ja es mostrava ferm davant Hitler des de feia temps i convençut seguidor de la continuïtat de les hostilitats, va haver de posar la seva autoritat a la balança. De Gaulle finalment va poder pronunciar el seu text, però va haver d'acceptar modificar les dues primeres línies en un sentit menys dur pel govern francès.
El 19 de juny, Weygand, superior jeràrquic de De Gaulle, li ordenà tornar de Londres, ignorant la invitació a continuar la lluita que aquest li havia fet. Però després que de Gaulle hagués estat degradat al rang de coronel pel seu ministre, van ser dos tribunals militars que el van convocar successivament, el primer pronunciant una pena simbòlica, però el segon condemnant a mort el cap de la França Lliure el 2 d'agost de 1940.

#### La França Lliure
A Londres, de Gaulle creà i dirigí les Forces Franceses Lliures. L'objectiu no era pas crear una legió de voluntaris per continuar la lluita al costat de l'Imperi Britànic; sinó que per a de Gaulle era mantenir França dins de la guerra contra Hitler, formant un exèrcit i un contra-estat dotat de tots els atributs de sobirania i de legitimitat, tenint com a base territorial els territoris de l'imperi colonial francès, futura plataforma des d'on llançar la reconquesta.
Des de l'inici de l'estiu de 1940, a partir de pràcticament res i amb un grapat de voluntaris, de Gaulle formà les bases d'una marina (FNFL), d'una aviació (FAFL, forces terrestres (FFL), un servei d'informació (la BCRA del coronel Passy). La Creu de Lorena, proposada per l'almirall Muselier esdevindria el seu emblema. L'estàtus jurídic de la França Lliure i les seves relacions amb el govern britànic són fixades pel jurista René Cassin. La França Lliure també disposa de la seva banca, el seu diari oficial, les seves condecoracions (de Gaulle creà l'Orde de l'Alliberament a Brazzaville l'octubre de 1940, per honorar els seus «companys». Els comitès francesos lliures actius al món sencer es constituïren i tractà de reunir amb de Gaulle els francesos a l'estranger, les opinions i els governs.

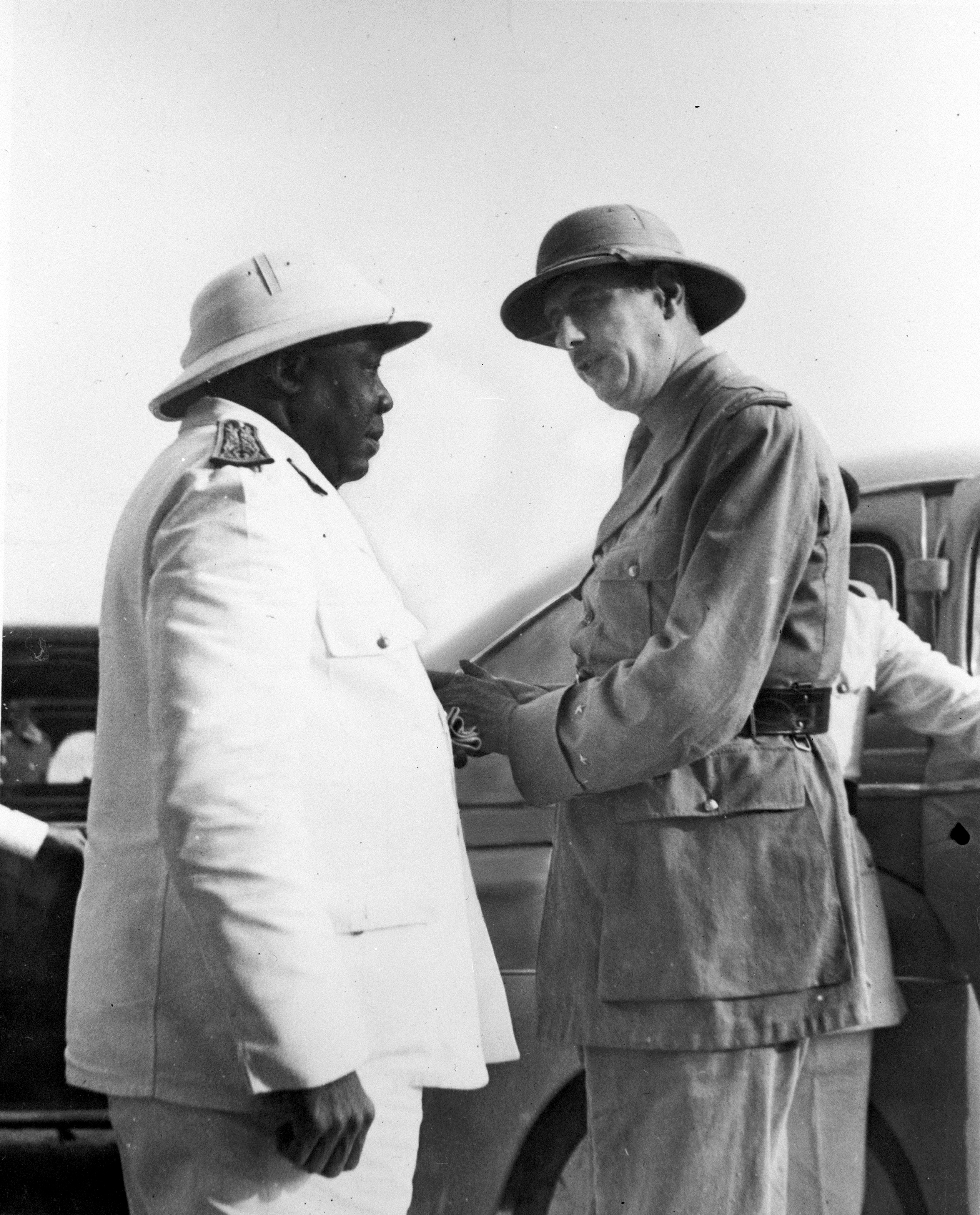
De Gaulle i el governador general Félix Éboué a l'Àfrica Equatorial Francesa, vers la fi de 1940

A França, de Gaulle va ser condemnat dues vegades in absentia, a 4 anys de presó i a la pèrdua de la nacionalitat francesa i, a més, el 2 d'agost de 1940, el Tribunal Militar de Clermont-Ferrand el condemnà a mort, a degradació militar i a la confiscació dels seus béns mobles i immobles, per traïció, per atemptar contra la seguretat exterior de l'Estat, per deserció a l'estranger en temps de guerra a un territori en estat de guerra i setge. A Gran Bretanya, es trobà a canvi amb el suport de Winston Churchill, a més del del Parlament, del de la premsa i del de l'opinió pública. Aquest suport, així com el de l'opinió pública estatunidenca, seria posteriorment un bé preciós en els moments de tensió amb Londres i Washington.
En assolir la unió de les diverses possessions colonials franceses, principalment a l'Àfrica gràcies a la ràpida unió del governador Félix Éboué (el 28 d'agost van ser el Txad, el Congo i el Camerun, mentre que el Gabon va ser conquerit durant el mes de novembre de 1940), de Gaulle se situà al capdavant del Comitè Nacional Francès a partir del 24 de setembre de 1941. però sobretot aconseguí que França continués estant present entre els Aliats, mitjançant les Forces Franceses Lliures que continuaren els combats als diferents fronts. Per un altre costat, a partir de 1941-42, estimulà que se li unís la resistència interior, gràcies al coronel Passy, a Pierre Brossolette i a Jean Moulin. El 13 de juliol de 1942 el Comitè Nacional Francès proposà al govern britànic, que acceptà, modificar l'apel·latiu oficial de "França Lliure" pel de "França Combatent", a fi d'integrar la Resistència Interior.
Nombrosos factors s'oposaven a la reconciliació entre la Resistència Interior i de les Forces Franceses Lliures. Al llibre La France de Vichy, Robert O. Paxton assenyala que el 1940, molts resistents d'esquerra es negaven a veure un cap decent en un militar que veien molt proper a Acció francesa. Molts resistents de dreta li reprotxaren la seva dissidència explícita vers Vichy, a menys que preferissin, com, estar relacionats amb els serveis secrets britànics. Segons Jean Pierre-Bloch, Christian Pineau, Henri d'Orléans la reunió de la República només hauria estat quelcom tàctic.

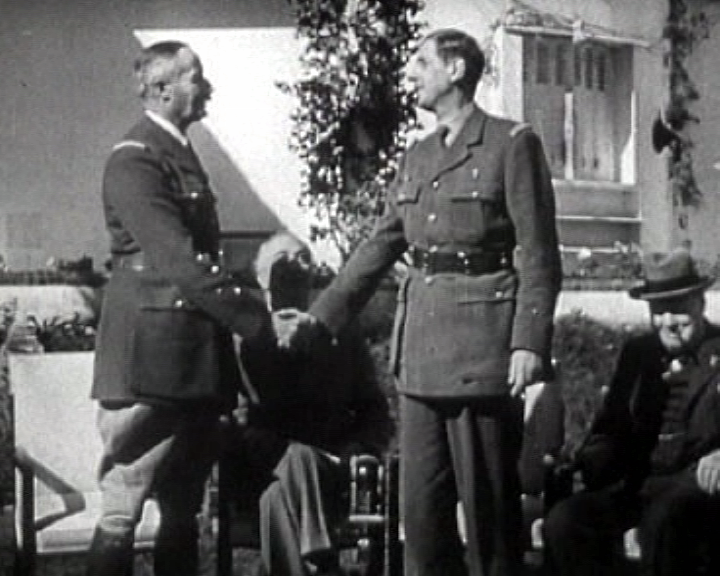
El general de Gaulle, estrenyent la mà del général Giraud, després que li ho demanessin Franklin Delano Roosevelt (al centre) i Winston Churchill (a la dreta), durant la conferència de Casablanca el 14 de gener de 1943.

Des de 1940, de Gaulle no deixà d'intentar protegir adequadament els interessos de França, tant durant la guerra com després. El 7 d'agost de 1940 va aconseguir de Churchill la signatura de l'acord de Chequers, segons el qual el Regne Unit es comprometia a salvaguardar la integritat de totes les possessions franceses i la "restauració integral de la independència i la grandesa de França". El govern britànic es comprometé a finançar totes les despeses de la França Lliure, però de Gaulle insistí que aquests imports fossin bestretes reemborsables i no pas donatius que llancessin una ombra sobre la independència de la seva organització.
Però malgrat les relacions de confiança, segellades mitjançant tractats, entre Churchill i de Gaulle, ambdós homes van tenir unes relacions tenses, generades per l'anglofòbia que havia manifestat el general a les dècades de 1920 i 1930. I quan Churchill, ja sense arguments, va dir a de Gaulle «Però vostè no és França! Vós sou la França combatent, ho hem consignat tot per escrit.», de Gaulle replicà immediatament: «Jo actuo en nom de França. Jo lluito al costat d'Anglaterra però no pas per compte d'Anglaterra. Jo parlo en nom de França i jo sóc responsable davant d'ella.» Churchill abdicà afirmant que «jo havia esperat que podríem lluitar braç a braç. Però les meves esperances s'han esfumat perquè sou tan combatiu que no esteu content de lluitar contra Alemanya, Itàlia i Japó, sinó que a més voleu lluitar contra Anglaterra i Amèrica...» De Gaulle es replantejà el debat dient «M'ho prenc com una broma, però no pas del millor gust. Si hi ha un home de qui els anglesos no es poden queixar, aquest sóc jo.». En una altra ocasió, de Gaulle afirmà que els francesos el veien com una reencarnació de Joana d'Arc, a la qual cosa Churchill replicà que els anglesos l'havien enviat a la foguera. Clementine Churchill, qui admirava a de Gaulle, l'advertí en una ocasió: «General, no heu d'odiar els vostres amics més del que odieu els vostres enemics.» De Gaulle afirmà, en una sentència que s'ha fet famosa, que «França no té amics, només interessos.»
Les relacions amb Franklin Delano Roosevelt van ser més problemàtiques. El President americà, personalment francòfil, havia quedat decebut amb l'enfonsament de França el 1940 i els seus sentiments vers de Gaulle es refredaren a causa del fracàs de la seva empresa a Dakar el 1940. Els antigaullistes francesos eren nombrosos a Washington, entre ells l'antic secretari general del Quai d'Orsay Alexis Léger, qui descriuria a de Gaulle d'aprenent de dictador. A més, Roosevelt estava molt mal informat de la situació a França per l'ambaixador americà a Vichy, l'almirall Leahy, alhora molt intoxicat pels petainistes. Per tant, no hi havia cap confiança vers de Gaulle. Segons comentà de Gaulle a Churchill explicant en part l'actitud francesa vers els Estats Units, «Sóc massa pobre per ajupir-me». Per un altre costat, al contrari que de Gaulle qui es basava principalment en l'imperi francès, el president estatunidenc era profundament hostil al sistema colonial. Roosevelt projectava fer de França un estat feble, i el projecte del Govern Militar Aliat dels Territoris Ocupats (Allied Military Government of Occupied Territories - AMGOT)també anava molt lluny en aquest sentit, en tractar a França com un vençut, i no pas com una de les potències guanyadores. L'odi de Roosevelt vers de Gaulle arribava a cotes exagerades (fins al punt de considerar de Gaulle com un tirà en potència, o com a mínim com un oportunista) i ofenent fins i tot els seus col·laboradors, incloent-hi el Secretari d'Estat Cordell Hull, qui finalment es posaria al costat de la França Lliure i del seu cap.
El 1943, els governs a l'exili anglès estaven satisfets amb les relacions de bon veïnatge amb els gaullistes. Tots els governs, a més de legals, estaven situats en una posició més còmoda que els gaullistes que eren, de fet, dissidents contra el govern de Pétain que els francesos havien nomenat mitjançant condicions reconegudes legals, en principi, per les grans potències. Aquesta situació, però, anà canviant a poc a poc. Però el 1943, el govern belga a l'exili de Hubert Pierlot i Paul-Henri Spaak precipità els moviments en ser els primers a reconèixer oficialment els Francesos Lliures i a de Gaulle com els únics representants legítims de França. El govern britànic havia intentat dissuadir els belgues, creient que la seva iniciativa serviria de model a altres governs a l'exili. Els mateixos estatunidencs van intervenir, creient poder emprar les relacions comercials amb Bèlgica per fer-hi pressió (principalment mitjançant les seves comandes d'urani del Congo Belga); però el govern de Saak va fer saber que Bèlgica considerava que el govern Pétain estava desproveït de legitimitat i que el Comitè dels Francesos Lliures, més tard el Govern provisional de França, eren els únics capaços de representar legalment a França.

#### El sabotatge del seu avió
El 21 d'abril de 1943 estava previst que de Gaulle volés amb un Wellington des de l'aeròdrom de Hendon fins a Escòcia per fer una inspecció a la Marina Francesa Lliure. En enlairar-se, la cua de l'avió va caure, i l'avió gairebé s'estavellà a l'embarcador. Només se salvaren per l'habilitat del pilot, Peter Loat. En inspeccionar-ho es va descobrir que la biela separadora havia estat sabotejada, fent servir àcid. Van dir a Loat que els responsables eren sabotejadors alemanys, però aquest no els cregué. L'historiador militar William Breuer es mostrà d'acord, senyalant el fet que a l'inici de la guerra i durant la resta del conflicte, els serveis secrets britànics havien detingut tots els espies nazis de Gran Bretanya, i mitjançant els "agents dobles", sabien de l'arribada de nous espies a temps per rebre'ls tan bon punt arribaven. A més, la zona de manteniment de Hendon estava molt restringida, fent pràcticament impossible per a un sabotejador ni tan sols arribar on estava el Wellington de De Gaulle. Els serveis secrets britànics ho investigaren, però no es va fer cap detenció. Semblava que no hi havia cap dubte al cap de De Gaulle que havien intentat assassinar-lo. De Gaulle en culpà als Aliats Occidental, i més tard manifestaria que ja mai més no va confiar en ells.

#### L'alliberament

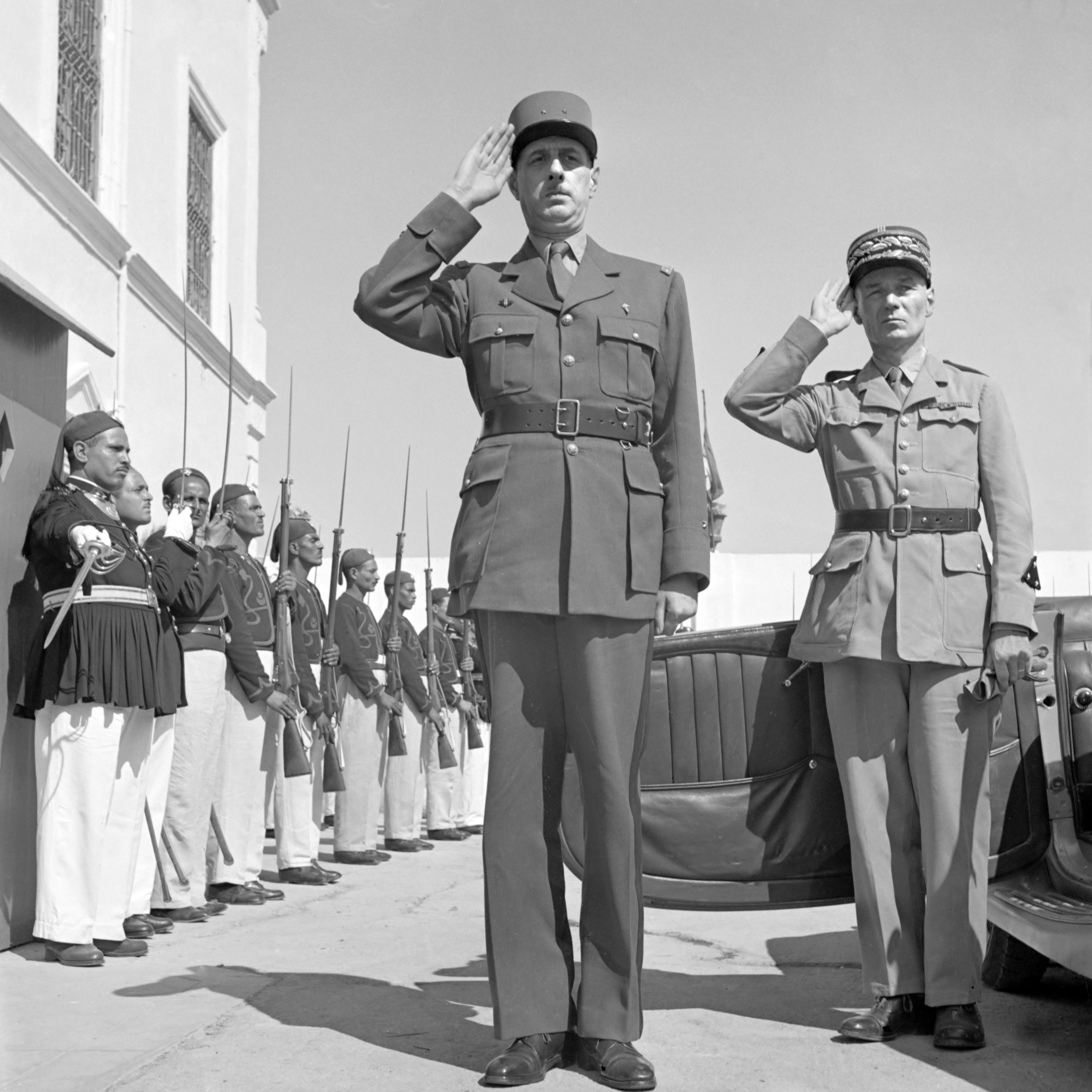
Amb el general Charles Mast a Tunis, 1943

Malgrat la seva exclusió per part de Roosevelt al desembarcament al nord d'Àfrica, i sobretot malgrat el suport estatunidenc a l'almirall François Darlan i al general Henri Giraud, de Gaulle aconseguí desembarcar a Alger al maig de 1943. el Comitè nacional francès es fusionà amb el Comandament en cap civil i militar francès, dirigit per Giraud, esdevenint el Comitè francès de l'Alliberament Nacional (Comité français de la Libération nationale - CFLN), amb Giraud i de Gaulle com copresidents. Però en pocs mesos, de Gaulle marginà a Giraud en el si del CFLN, davant la multitud al novembre a favor de la formació d'un nou govern i d'afirmar-se com l'únic cap polític de les forces aliades franceses. Les Forces Franceses Lliures es fusionaren amb l'Exèrcit d'Àfrica, posades sota el comandament de Giraud: l'Exèrcit francès de l'Alliberament, format per 1.300.000 soldats, participant en els combats conjuntament amb els Aliats. El 3 de juny de 1944 el CFLN esdevindria el Govern provisional de la República Francesa (GPRF).
De Gaulle tenia en gran consideració al comandant aliat, general Dwight Eisenhower. El 1943 a l'Alger, Eisenhower assegurà a de Gaulle que una força francesa alliberaria París i va fer els arranjaments necessaris perquè la divisió del general fos traslladada del nord d'Àfrica fins al Regne Unit per participar en l'alliberament. Eisenhower estava impressionat per la combativitat de les unitats de la França Lliure i "agraït per la part desenvolupada en destruir les restes de la resistència alemanya"; a més havia detectat fins a quin punt eren devots de De Gaulle i com de preparats estaven per acceptar-lo com a líder nacional.

##### Preparatius pel Dia-D
A mesura que els preparatius per l'alliberament d'Europa tenien lloc, els americans en particular trobaven la tendència de De Gaulle a veure-ho tot des de la perspectiva francesa fins a ser extremadament esgotador. Roosevelt, que es negava a reconèixer cap autoritat provisional francesa fins a la celebració d'unes eleccions; a més de negar-se a permetre a Churchill que donés detalls estratègics a de Gaulle sobre la imminent invasió a causa que no confiava que es guardés la informació per a si mateix. Se sabia de la vulnerabilitat dels codis francesos, i com que els francesos es negaren a fer servir els codis britànics o estatunidencs, creava un gran risc de seguretat.
Malgrat tot, pocs dies abans del Dia-D, Churchill, la relació del qual vers de Gaulle s'havia deteriorat des dels dies en què aquest arribà a Gran Bretanya, decidí que necessitava mantenir-lo més o menys informat dels desenvolupaments, i el 2 de juny envià un avió i al seu representant, Duff Cooper a Alger per portar a de Gaulle de tornada a Gran Bretanya. De Gaulle es negà a causa de la intenció de Roosevelt d'instal·lar un govern militar aliat provisional als antics territoris ocupats abans de celebrar-se eleccions; però finalment acceptà i volà cap a Gran Bretanya l'endemà.
En arribar a RAF Northolt el 4 de juny rebé una benvinguda oficial i una carta que deia "Benvolgut general! Benvingut a aquestes costes, grans fets militars estan a punt de tenir lloc!". Després, al seu tren personal, Churchill l'informà que volia que fes una al·locució radiofònica, però quan l'informà que els americans seguien negant-se a reconèixer el seu dret legítim sobre el govern de França, i després que Churchill li suggerí que demanés una trobada amb Roosevelt per millorar la seva relació amb el President, de Gaulle replicà aïrat, demanant saber per què havia de "pidolar la seva candidatura per governar França a Roosevelt; el govern francès existeix".
De Gaulle estava preocupat perquè tingués lloc una revolta i que els comunistes poguessin prendre el poder en el buit que seguiria a la retirada de França. Durant les converses que seguiren, de Gaulle participà en un furiós intercanvi amb el ministre laborista Ernest Bevin i, comentant les seves preocupacions sobre la validesa de la nova moneda que circularia quan els Aliats alliberessin França, de Gaulle respongué "au i feu la guerra amb la vostra moneda falsa, la qual no és reconeguda pel govern de la República per cap concepte". Churchill va perdre els estreps, afirmant que la Gran Bretanya no actuaria separada d'Amèrica, I que sota aquelles circumstàncies, si havia d'elegir entre França i els Estats Units, el Regne Unit sempre escollirien els darrers. De Gaulle acceptà amb desgana que les coses haguessin de ser així. L'endemà, de Gaulle es negà a dirigir-se al poble de França perquè de nou el discurs no reconeixia per cap concepte l'autoritat del govern provisional; advertint fins i tot als francesos que obeïssin les ordres dels comandaments aliats fins que «els mateixos francesos elegissin els seus representants i el seu govern». La discussió augmentà de to, amb de Gaulle afirmant que Churchill era un "gàngster", i aquest acusà al general francès de "traïció en plena batalla", volent ficar-lo en un avió i tornar-lo cap a Alger, "encadenat si era necessari".
En els anys que havien de venir, l'hostil dependència de la relació durant la guerra de De Gaulle i els seus futurs pars polítics ressorgirien la històrica rivalitat nacional i colonial i acabarien enemistant francesos i anglesos, i inicià la gran desconfiança de la França de postguerra vers els Estats Units i el Regne Unit.

##### El retorn a França

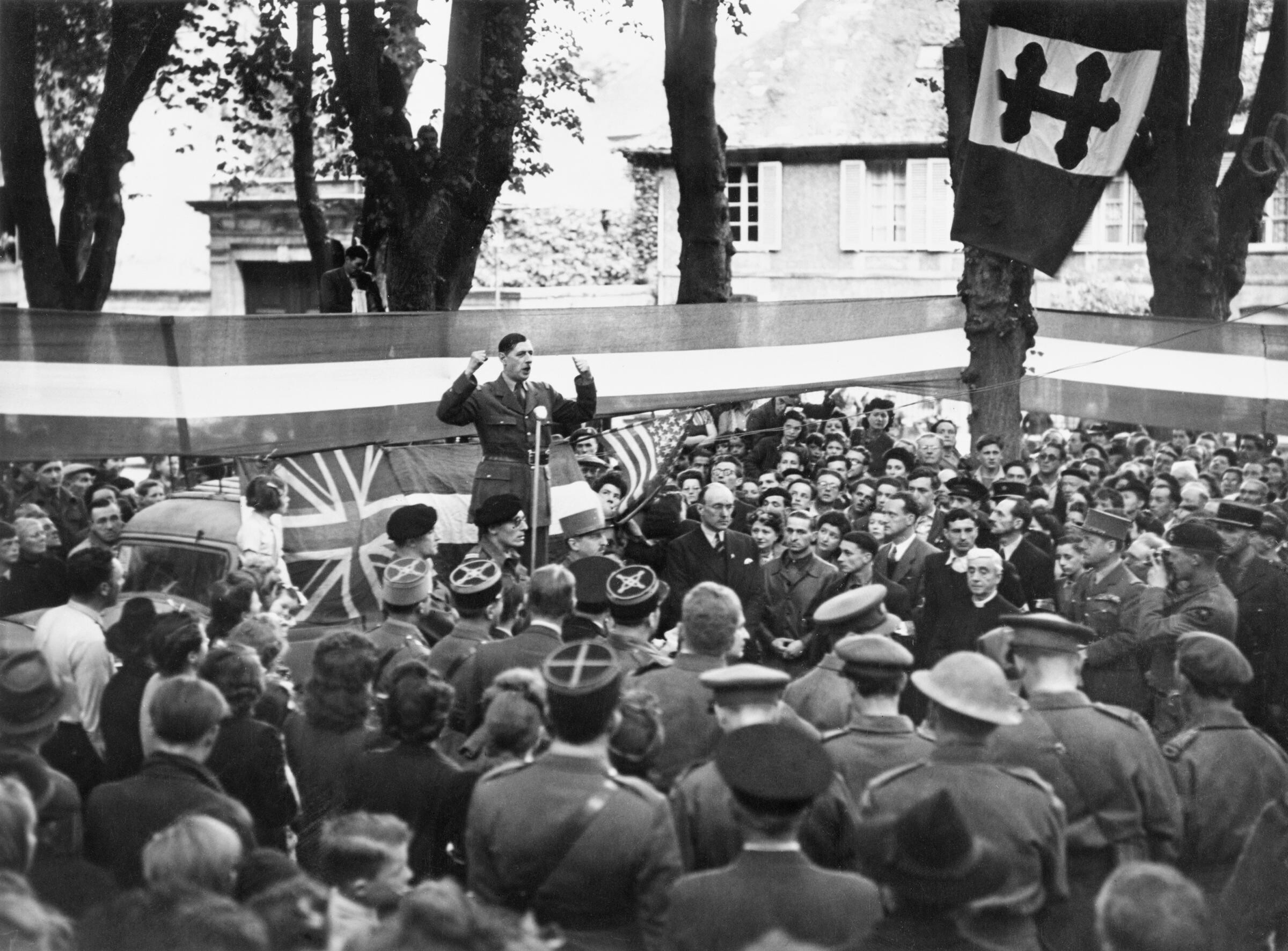
Charles de Gaulle pronunciant un discurs als ciutadans de Bayeux, 14 de juny de 1944.

Potser inevitablement, de Gaulle ignorà les Anglo-Saxons i proclamà l'autoritat de les Forces de la França Lliure a França l'endemà. Sota l'autoritat del General de Lattre de Tassigny, França envià al camp de batalla un exèrcit (una força conjunta de tropes de la França Lliure conjuntament amb tropes colonials franceses provinents de l'Àfrica) al front occidental. Desembarcats inicialment durant l'operació Drac, el desembarcament aliat al sud de França, el Primer Exèrcit Francès alliberà un terç del país i s'uní activament en la lluita contra Alemanya. A mesura que la invasió progressava, de Gaulle començà a fer plans per tornar a França.
El 14 de juny de 1944 de Gaulle abandonà Gran Bretanya pel que se suposava que seria un viatge d'un dia. Malgrat haver acordat que només tindria dos acompanyats, va ser acompanyat per un gran seguici i amb un gran equipatge. Desembarcà a la platja de Courseulles-sur-Mer, a bord del destructor La Combattante. Un cop a França, de Gaulle va ser àmpliament vitorejat pels habitants de les ciutats que visità, com la molt danyada Isigny. Finalment arribà a la ciutat de Bayeux, la qual proclamà la capital de la França Lliure i on pronuncià un discurs (i on els francesos descobriren la seva imponent silueta, mesurava 1,93 m). Nomenà el seu aide-de-camp Francois Coulet com a cap de l'administració civil i se'n tornà al Regne Unit aquell mateix vespre. Encara que la posició oficial del comandament suprem aliat seguia sense modificacions, els oficials aliats locals trobaren més pràctic tractar les qüestions del dia a dia amb l'administració de Bayeux. D'aquesta manera, la rapidesa de De Gaulle evità que es posés en funcionament el Govern Militar Aliat dels Territoris Ocupats (Allied Military Government of Occupied Territories – AMGOT), previst pels americans, que hauria fet de França un estat administrat i ocupat principalment pels britànics i estatunidencs. Per a de Gaulle «calia posar als Aliats davant el fet consumat. Les nostres noves autoritats ja estan al seu lloc, i veuràs com no faran res.»
De Gaulle tornà a Alger el 16 de juny i d'allà es dirigí a Roma per trobar-se amb el Papa i amb el nou govern italià. A inicis de juliol visità finalment a Roosevelt a Washington, on va rebre 17 salves com a salutació a un cap militar, en lloc de les 21 d'un cap d'estat. La visita va ser mancada de confiança per ambdós costats, d'acord amb el representant francès, encara que Roosevelt va fer algunes concessions vers el reconeixement de la legitimitat de l'administració de Bayeux.
Mentrestant, amb els alemanys retirant-se davant de l'avanç aliat, hi havia una àmplia voluntat d'atacs de revenja contra els acusats de col·laboracionisme. Diversos oficials i membres de la Milice van ser assassinats, sovint mitjançant mètodes excepcionalment brutals, provocant que els alemanys prenguessin represàlies, com la destrucció del poble d'Oradour-sur-Glane i l'assassinat dels seus 642 habitants. De poc valor estratègic, la ciutat de París no figurava entre les prioritats dels objectius aliats, però tant de Gaulle com el comandant de la 2a Divisió Cuirassada, el general Philippe Leclerc, estaven amoïnats per un possible intent comunista de prendre la capital i que esclatés una guerra civil a França. De Gaulle es mogué entre fils amb èxit per tal que París fos considerada una prioritat, principalment per motius humanitaris, i obtingué que comandant suprem aliat, el general Dwight D. Eisenhower, la promesa que tropes franceses entrarien en primer lloc a la ciutat. Uns dies després, la divisió del general Leclerc penetrà als afores de la ciutat, i després de sis dies de lluita on la Resistència jugà la part principal, la guarnició alemanya de 5.000 homes es rendí el 25 d'agost, tot i que alguns combats esporàdics van tenir lloc durant els següents dies. En rendir-se, el comandant alemany general Dietrich von Choltitz ignorà les ordres de Hitler de destruir totalment la ciutat.
Afortunadament per a de Gaulle els alemanys havien retirat els membres del govern de Vichy i els havien portat a Alemanya uns dies abans del 20 d'agost; això li permeté entrar a París com a alliberador enmig d'una eufòria generalitzada, però hi havia una gran preocupació vers que elements comunistes de la Resistència, que havien fet molt per netejar el camí pels militars, intentessin aprofitar l'oportunitat per autoproclamar-se el "govern del poble" a la capital. De Gaulle contactà amb Leclerc i demanà la presència de la 2a Cuirassada perquè l'acompanyés a la desfilada massiva que tindria lloc als Camps Elisis, tant per motius de prestigi com de seguretat. Això va ser en part pel fet que la unitat de Leclerc estava lluitant com a part del Primer Exèrcit estatunidenc i tenien ordres estrictes de continuar fins al proper objectiu sense obeir ordres de ningú més. Al vespre, el general Omar Bradley decidí que la divisió de Leclerc seria indispensable pel manteniment de l'ordre i l'eliminació de les darreres bosses de resistència a la capital. Abans, el 21 d'agost, de Gaulle havia nomenat al general Kœnig com a Governador de Paris.

##### La desfilada del 26 d'agost de 1944

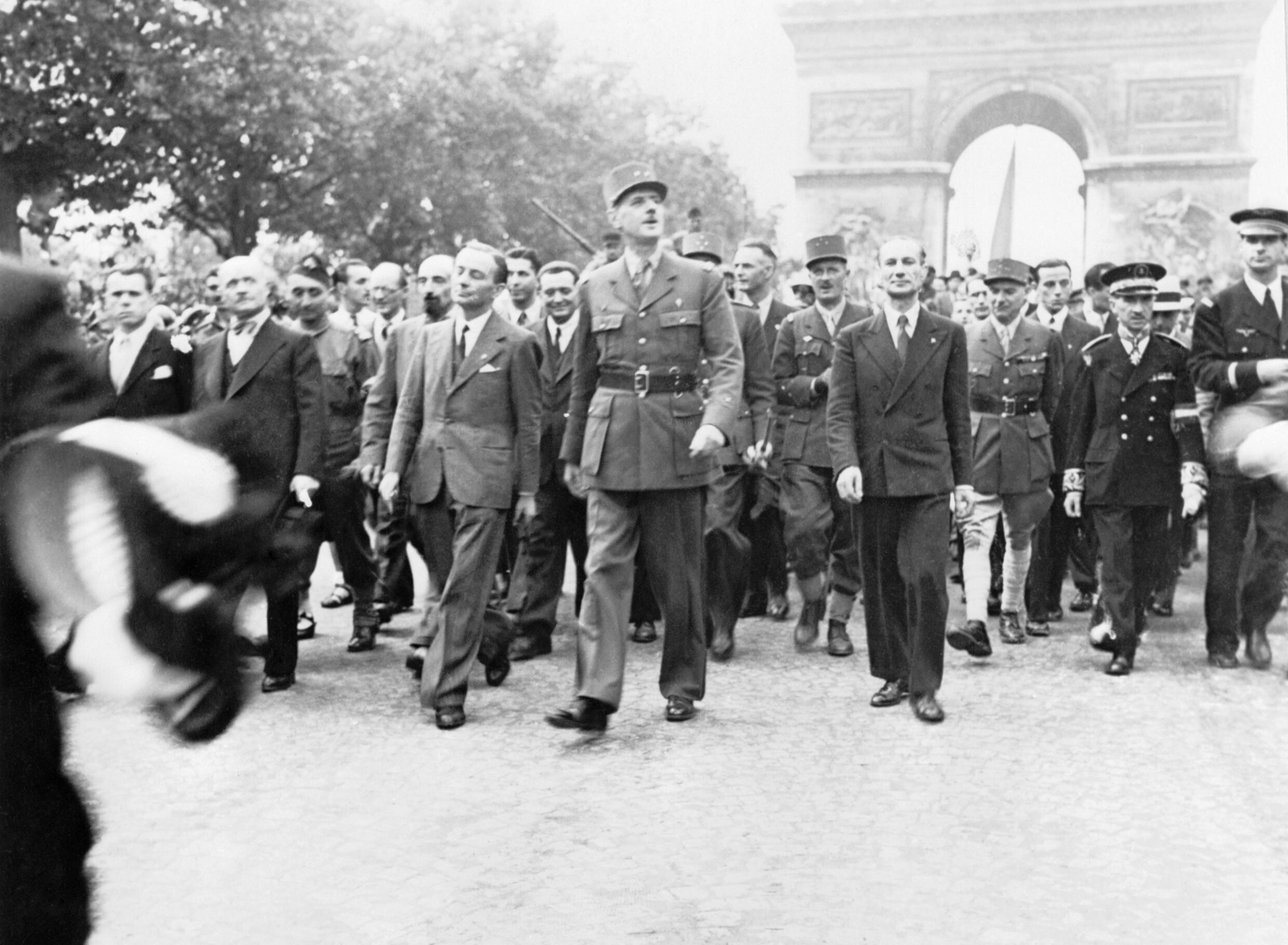
El general de Gaulle i el seu seguici avança per l'avinguda dels Camps Elisis el 26 d'agost de 1944, en una desfilada triomfal que reuní un milió de persones.

El 26 d'agost de 1944 va tenir lloc "l'entrada oficial" de Charles de Gaulle a París. La marxa s'inicià a l'Arc de Triomf, baixaria per l'avinguda dels Camps Elisis i finalment es dirigiria a la catedral de Notre-Dame on se celebraria un Te Deum. De Gaulle considerà que en aquella marxa l'havia d'acompanyar la 2a Cuirassada; i va ser una de les més arriscades de la història, car París encara estava ple de franctiradors alemanys i col·laboracionistes, a més que en aquella munió de gent, uns pocs avions alemanys i un comando cuirassat decidit podia ocasionar una gran tragèdia. Però malgrat els riscos, de Gaulle decidí seguir amb la desfilada, car podia aprofitar per al seu propi benefici i futur polític l'onada d'entusiasme produït per l'alliberament. Segons de Gaulle, «Aquesta desfilada aconseguirà la unió política de França.»
A les dues de la tarda, de Gaulle es posà en posició de ferms davant la Tomba del Soldat desconegut, diposità una corona de flors i saludà al Regiment del Txad. A continuació, un cotxe de policia baixà per l'avinguda anunciant que de Gaulle "confiava la seva seguretat al poble de París" i quatre tancs començaren a baixar. A continuació, sol, avançava el general de Gaulle, seguit pels generals Leclerc, Juin, Kœnig, d'Argenlieu, Valin i Bloch-Dassult, els prefectes Flouret i Luizet, el delegat militar Chaban-Delmas, els caps de la Resistència, els membres del CNR, del CPL i del COMAC Mentrestant, les voreres de l'avinguda estaven ocupades per milers de parisencs. Com el mateix de Gaulle afirmà:
«Ah ! Quina marea humana! Una multitud immensa s'amuntega a ambdós costats de la calçada. Potser són dos milions d'ànimes. Les teulades també estan plenes de gent. A totes les finestres hi ha grups compactes, barrejats amb les banderes. Raïms humans pengen de les escales, dels pals, dels fanals. Tan lluny com porti la mirada, només arribo a veure una marea viva, al sol, sota la tricolor.».
Mentre que la desfilada avançava per la plaça de la Concòrdia hi va haver foc de metralladores per part de membres de la Milícia de Vichy i quintacolumnistes. Més tard, en entrar a la catedral de Notre-Dame per ser rebut com a cap del govern provisional pel Comitè d'Alliberament, van tornar a sonar trets, i Leclerc i Kœnig intentaren agafar-lo per amagar-lo darrere de la porta, però de Gaulle seguí avançant impertorbable. Mentre que la batalla seguia a fora, avançà tranquil·lament cap a l'interior de la nau; mentre que a l'exterior començava un tiroteig. Segons afirmà un corresponsal de la BBC:
«...el General es presenta a la gent. Ell s'està rebent ... han obert foc!... disparen per tot arreu... aquesta va ser una de les escenes més dramàtiques que mai hagi vist.... El general de Gaulle caminava cap endavant cap el que em semblava que era una pluja de foc... però se'n va anar cap al davant sense vacil·lar, amb les espatlles tirades enrere, i caminant recte pel passadís central, fins i tot mentre les bales plovien sobre ell. Era el més extraordinari exemple de coratge que he vist... hi va haver explosions, explosions sobre ell, però, semblava tenir una vida absolutament encantada.»
Més tard, a la gran sala de l'Hôtel de Ville, de Gaulle va ser rebut per una munió de gent festiva, proclamà la continuïtat de la Tercera República en una proclama característicament francocentrista:
«París ultratjat, París trencat, París martiritzat, però París alliberat! Per si mateix, alliberat per la seva gent, amb l'ajut de tota França! No descansarem fins que marxem, tal com hem de fer, endins del territori enemic com a conqueridors. França té el dret d'estar a primera línia entre les grans nacions que han d'organitzar la pau i la vida del món. Té el dret de ser escoltada als quatre racons del món. França és una gran potència mundial. Ho sap i actuarà de manera que la resta ho sàpiga.»
Aquella nit els alemanys llançaren un bombardeig artiller i aeri sobre París com a revenja, matant prop d'un miler de persones i ferint diversos milers més. La situació a París seguí tensa, i uns dies després de Gaulle, encara insegur sobre el curs dels fets, demanà al general Eisenhower que enviés tropes americanes a la capital com a demostració de fortalesa. Ho va fer "no sense certa satisfacció", and i el 29 d'agost, la 28a divisió d'infanteria estatunidenca es desvià del seu camí cap al front i desfilà pels Camps Elisis. Aquell mateix dia, els governs de Washington i Londres acceptaren el que estava succeint i acceptaren la posició de la França Lliure. L'endemà, el general Eisenhower donà de facto la seva benedicció visitant a de Gaulle a París.

### El Govern Provisional de França: 1944-1946
Amb els partits anteriors a la guerra i molts dels seus líders desacreditats, ni de Gaulle ni cap dels seus associats no van tenir pràcticament oposició per formar una administració interina. Per tal de no ser vistos com que presumien de la seva posició en aquells moments d'austeritat, de Gaulle no va voler emprar cap de les residències oficials, com l'Hôtel Matignon o el Palau Presidencial de l'Elisi, sinó que residí a la seva vella residència al Ministeri de la Guerra. Quan es reuniren amb ell la seva dona i les seves filles, es traslladaren a una petita vila al llindar del bois de Boulogne on anteriorment havia residit Hermann Göring.
Les condicions de vida immediatament després de l'alliberament eren fins i tot pitjors que sota l'ocupació nazi. Una quarta part de les cases estaven malmeses o destruïdes, els serveis públics bàsics estaven aturats, el petroli i l'electricitat eren molt escassos i, a part dels rics que podien pagar preus molt alts, la població tenia molt poc menjar. Va haver-hi moltes manifestacions per tota França protestant per l'aparent manca d'acció per millorar el subministrament de menjar, mentre que a Normandia es feia pillatge contra els forns. El problema era que si bé la producció de blat estava a un 80% dels nivells de la preguerra, el transport pràcticament estava paralitzat a tota França. Grans zones de carreteres havien estat destruïdes pels bombardeigs, l'equip més modern, el material rodant, els camions i els animals de granja havien estat portats a Alemanya; i els ponts sobre el Sena, el Loira i el Roine entre París i el mar havien estat destruïts. El mercat negre va elevar els preus quatre vegades per sobre el nivell de 1939, fent que el govern imprimís moneda per tal de millorar l'oferta de diners, la qual cosa només va fer créixer la inflació.

#### Aturant la Resistència Comunista
Un cop havien acabat les celebracions, de Gaulle començà a trobar-se amb les figures de la Resistència que, un cop els alemanys havien marxat, intentaven continuar com una força política i militar, i demanaren que se'ls cedís un edifici governamental perquè els servís com a quarter general. La Resistència, en la que els comunistes competien amb altres branques pel lideratge, havien desenvolupat el seu propi manifest pels canvis socials i polítics conegut com el Consell Nacional de la Resistència (CNR), i volien un estatus especial per entrar a l'exèrcit sota les seves pròpies banderes, rangs i honors. Malgrat el seu suport decisiu en donar-li suport contra Giraud, de Gaulle va decebre diversos caps de la Resistència quan els va dir que, malgrat que els seus esforços i sacrificis havien estat reconeguts, ja no calia que juguessin cap paper i que, tret que s'unissin a l'exèrcit regular, havien de cedir les seves armes i tornar a la vida civil.
Creient que eren una força revolucionària perillosa, de Gaulle es mogué per trencar els comitès d'alliberament i d'altres milícies. La visió política dels comunistes representava el contrari de la seva pròpia visió, i estava amoïnat pel suport que rebien del públic. El poder potencial dels comunistes també amoïnava el govern estatunidenc. A inicis de maig de 1943, el secretari d'estat havia escrit a Roosevelt que calia urgentment intentar aturar l'ascens del comunisme a França.

#### Constitució del Govern Provisional
El 10 de setembre de 1944 es formà el Govern Provisional de la República Francesa, també anomenat Govern d'Unanimitat Nacional. Incloïa diversos membres de les forces de la França Lliure com Gaston Palewski, Claude Guy, Claude Mauriac i Jacques Soustelle, conjuntament amb membres dels partits principals, que incloïen els socialistes i un nou partit democrata-cristià, el MRP, sota el lideratge de Georges Bidault, qui exercí de ministre d'exteriors. El president del Senat Jules Jeanneney va tornar a ser la segona autoritat del país, car gràcies als seus lligams amb la Unió Soviètica, de Gaulle només cedí dues posicions menors als comunistes al seu govern. Tot i que eren una gran força política amb més d'un milió de membres, del tot el govern de 22 membres, només Augustin Laurent i Charles Tillon (cap dels Francs-tireurs et partisans - Main-d'œuvre immigrée, que havien estat un dels membres més actius de la Resistència) van rebre un ministeri. En canvi, de Gaulle perdonà el líder comunista Maurice Thorez, que havia estat sentenciat a mort in absentia pel govern francès per deserció. Quan Thorez tornà de la Unió Soviètica va pronunciar un discurs en suport a de Gaulle on afirma que, en aquells moments, la guerra contra Alemanya era l'únic que importava.
També hi havia diverses cares noves al govern, inclòs un acadèmic literari, Georges Pompidou, que havia escrit a un dels agents reclutadors de De Gaulle oferint els seus serveis, i Jean Monnet, que, malgrat la seva anterior oposició al general, ara reconeixia la necessitat de la unitat i serví com a Comissionat pel Pla Econòmic. De rang equiparable al de Ministre i només sotmesos al Primer Ministre, es van nomenar diversos Comissaris de la República per restablir les institucions democràtiques i per estendre la legitimitat del govern provisional. Diversos membres de la França Lliure serviren com a comissionats, com Henri Fréville, Raymond Aubrac i Michel Debré. De Gaulle també nomena de manera controvertida a Maurice Papon com a Comissionat per Aquitània, malgrat haver estat involucrat en la deportació de jueus mentre servia com a oficial superior de policia al règim de Vichy durant l'ocupació.

#### Gira per les ciutats principals
La política de De Gaulle era ajornar les eleccions mentre 2,6 milions de francesos es trobaven a Alemanya com a presoners de guerra i com a treballadors forçats. A mitjans de setembre s'embarcà en una gira per les principals ciutats franceses per incrementar la seva projecció i afermar la seva posició. Tot i que rebé una rebuda majoritàriament positiva de les multituds que sortiren a rebre'l, era conscient que els mateixos també havien aclamat el mariscal Pétain mentre que presidia el règim de Vichy. Raymond Aubrac afirmà que el general no es mostrà a gust en les funcions socials: a Marsella i a Lió mostrà una gran irritació quan va haver de seure al costat dels caps de la Resistència, i va ser particularment mordaç pel que veia com a demostracions vulgars d'exuberància entre els joves durant les desfilades del Maquisard que precedia el seu discurs. Quan arribà a Tolosa de Gaulle va haver de fer front els líders d'un grup que s'havien proclamat el govern provincial de la ciutat.
Durant la gira, de Gaulle mostrà la seva habitual mancança de preocupació per la seva pròpia seguretat entre les multituds, convertint-se en un objectiu senzill per a un assassí. Tot i que era tímid per naturalesa, el bon ús de l'amplificació i de la música patriòtica li van permetre lliurar el seu missatge que França estava fragmentada i patint, i que junts s'alçarien de nou. En cada discurs feia que tots s'unissin amb ell cantant La Marsellesa, abans d'acabar aixecant les mans a l'aire i cridant "Vive la France!"

#### Les purges legals
Mentre que la guerra arribava a les seves etapes finals, França es va veure obligada a fer front a la realitat de com s'havien comportat els seus ciutadans durant l'ocupació alemanya. A França, els col·laboradors van ser castigats molt més severament que en altres països ocupats. Immediatament després de l'alliberament, incomptables dones van ser acusades de confraternització amb l'enemic; van ser rapades públicament als carrers o empastifades amb plomes, encara que un nombre significatiu van ser menys afortunades i van ser assassinades. Amb molts dels seus membres perseguits i morts pels nazis o per la Milice, els Partisans van executar unes 4.500 persones, i els comunistes continuaren pressionant per llançar accions severes contra els col·laboradors. Només a París, unes 150.000 persones van ser detingudes en algun moment, sospitoses de col·laboració, tot i que la majoria eren posteriorment posades en llibertat. Entre aquests trobem l'industrial Louis Renault, l'actriu Arletty (qui va viure amb un oficial alemany al Ritz de París), el tenor Tino Rossi, l'actor Sacha Guitry i Coco Chanel.
Profundament conscient de la necessitat de mantenir la iniciativa i de mantenir el procés sota un ferm control judicial, de Gaulle nomenà a François de Menthon com a ministre de justícia perquè s'encarregués de la purga legal (l'Épuration Légale) per castigar els traïdors i esborrar les restes que règim de Vichy. Sabent que caldria fer els ulls grossos amb diversos "col·laboradors econòmics" (com la policia i funcionaris menors que havien treballat sota el règim de Vichy per tal de mantenir en marxa el país) assumí, com a cap d'estat, el dret de commutar penes de mort. En total, de prop de les 2.000 sentències de mort dictades pels tribunals, s'executaren menys de 800. de Gaulle commutà personalment 998 de les 1554 penes de mort que se li presentaren, incloses les de les dones. Molts van rebre penes de presó o d'humiliació nacional (pèrdua de drets civils). Generalment s'està d'acord que la purga no es va realitzar bé, amb penes o bé massa severes o massa indulgents. És també notable que la gent que no es podia pagar un bon advocat rebé un tracte més dur. A mesura que passava el temps i els sentiments s'apaivagaven diversos pesos pesants del règim de Vichy, com Maurice Papon o René Bousquet, escaparen de la justícia declarant haver treballat en secret per a la Resistència o que havien fet un doble joc, treballant pel bé de França en servei de l'ordre establert.
Posteriorment hi havia la qüestió sobre què calia fer amb els antics dirigents de Vichy quan finalment fossin tornats a França. El mariscal Pétain i Maxime Weygand eren herois de la I Guerra Mundial i ara ja eren molt vells; condemnats per traïció, Pétain rebé una pena de mort, commutada a cadena perpètua pel seu antic protegit de Gaulle; mentre que Weygand va ser finalment absolt. En total, 3 dirigents de Vichy van ser executats: Joseph Darnand, que esdevingué oficial de les SS i comandà els paramilitars de la Milice que caçà membres de la Resistència, va ser executat a l'octubre de 1945; mentre que Fernand de Brinon, el tercer màxim funcionari del règim, va ser considerat culpable de crims de guerra i executat a l'abril de 1947. els dos judicis del col·laborador més infame de tots, Pierre Laval, que participà en l'assassinat de jueus van ser àmpliament criticats per la negativa a permetre'l defensar-se a si mateix, tot i que Laval es mostra antagonista al tribunal a causa del seu estrany comportament. Va ser trobat culpable de traïció al maig de 1945 i de Gaulle va ser ferm en el fet que no se li commutaria la pena de mort, dient que l'execució de Laval era "un gest simbòlic indispensable necessari per raons d'estat". Existia la creença generalitzada, particularment durant els anys que seguiren, que de Gaulle intentà apaivagar tant els polítics de la Tercera República com els antics dirigents de Vichy que havien fet de Laval el boc expiatori.

#### L'hivern de 1944
L'hivern de 1944 va ser una època miserable: la inflació no semblava que pogués baixar, i la vida de la gent corrent es veia encara molta afectada per l'escassetat. El Primer Ministre i d'altres gaullistes es van veure obligats a intentar equilibrar els desigs de la gent i dels funcionaris a un retorn de la vida normal amb la pressió del MRP de Bidault i dels comunistes per a un programa de nacionalització a gran escala i d'altres canvis socials que formaren els principis fonamentals de la Carta del CNR. A la fi de 1944 la indústria carbonera i d'altres empreses energètiques van ser nacionalitzades, sent seguides poc després pels principals bancs i institucions financeres, la marina mercant, les principals indústries aeronàutiques, les aerolínies i diverses de les indústries principals, com Renault; el propietari de la qual estava acusat de ser un col·laborador i d'haver fet grans beneficis treballant pels nazis. En alguns casos els sindicats, creient que les coses no anaven prou de pressa, crearen comitès de treballadors per dirigir les empreses. Les dones van poder votar per primera vegada, s'introduí un nou sistema de seguretat social per cobrir la major part dels costos mèdics, els sindicats van créixer i s'introduí el control de preus per intentar aturar la inflació. A petició de De Gaulle al desembre de 1944 es creà el diari Le Monde per tal que França pogués tenir un diari de qualitat, de manera semblant al que succeïa en altres països. Le Monde passà a ocupar els locals i instal·lacions de l'antic diari Le Temps, la independència i reputació del qual havia quedat molt malmesa durant els anys de Vichy.
Durant aquest període hi va haver diversos desacords menors entre França i la resta dels Aliats. L'ambaixador britànic a França, Duff Cooper afirmà que durant aquesta època semblava que de Gaulle buscava insults reals o imaginaris per ofendre's sempre que fos possible. De Gaulle creia que el Regne Unit i els Estats Units volien mantenir els seus exèrcits a França després de la guerra i que estaven treballant en secret per quedar-se amb les possessions franceses d'ultramar per evitar que tornés a assolir la seva antiga força política i econòmica. L'octubre es queixà que els Aliats no equipaven pas adequadament el nou exèrcit francès i donà instruccions a Bidault perquè fes servir el veto francès al Consell d'Europa.
El Dia de l'Armistici de 1944, Winston Churchill va visitar França per primera vegada des de l'alliberament, rebent una bona recepció a París on diposità una ofrena floral a Clemenceau. L'ocasió també va ser la primera aparició oficial de l'esposa de De Gaulle, Yvonne, però la visita va ser menys amigable del que semblà. De Gaulle havia donat instruccions estrictes que no hi havia d'haver excessives mostres públiques d'afecte cap a Churchill i que no se li atorgaria cap distinció oficial sense la seva aprovació prèvia. Quan la multitud aclamà Churchill durant una desfilada per l'Elisi, se sentí comentar a de Gaulle "Ximples i cretins! Guaita la xusma victorejant el vell bandit!"

#### La visita a la Unió Soviètica
Amb l'Exèrcit Roig avançant més ràpidament dins del territori alemany que no pas els Aliats, de cop i volta tothom s'adonà que la Unió Soviètica estava a punt de dominar grans zones de l'Europa Oriental. De fet, a les conferències de Cairo i Teheran de 1943 el Regne Unit i els Estats Units havien acordat permetre que Bulgària, Romania i Hongria caiguessin sota l'esfera d'influència soviètica després de la guerra, mentre que Iugoslàvia tindria una influència compartida. La Gran Bretanya mantindria l'hegemonia sobre Grècia, i no hi havia hagut un acord sobre Polònia, els territoris orientals de la qual es trobaven en mans soviètiques d'acord amb el tractat de Brest-Litovsk, i que mantenia un govern a l'exili de Londres. De Gaulle no havia estat convidat a assistir a cap de les tres Conferències dels Tres Grans, encara que les decisions de Stalin, Churchill i Roosevelt sobre les divisions d'Europa tenien una gran importància per a França.
En aquells moments ja s'albirava que, encara que fossin aliats momentanis, durant els anys següents les democràcies capitalistes occidentals cada vegada toparien més amb la ideologia comunista. De Gaulle i el seu ministre d'exteriors Bidault afirmaren que no estaven a favor de la creació d'un "Bloc Occidental" que estaria separat de la resta d'Europa, i esperaven que una França resurgent podria actuar com a "tercera força" a Europa per temperar les ambicions de les dues superpotències emergents, els Estats Units i la Unió Soviètica. Començà demanant una audiència amb Stalin per pressionar la seva política d'«encarar ambdós costats», rebent finalment una invitació a final de 1944.
De Gaulle volia poder accedir al carbó alemany del Ruhr com a reparacions després de la guerra, que s'incorporés com a territori francès la riba esquerra del Rin i que la línia Oder-Neisse esdevingués la frontera oriental alemanya. De Gaulle començà demanant que França entrés en un tractat amb la Unió Soviètica sobre aquestes bases, però Stalin, que seguia en contacte constantment amb Churchill, replicà que era impossible arribar a aquest acord sense el consentiment de britànics i estatunidencs. Suggerí que seria possible afegir França al ja existent Acord anglo-soviètic si es mostraven d'acord en reconèixer el Comitè de Lublin com a autèntic govern polonès, però de Gaulle es negà afirmant que fer-ho no seria francès. Durant la visita, de Gaulle visità Stalingrad acompanyat de Viatxeslav Mólotov, on va quedar profundament commogut per l'escena de la matança que va tenir lloc allà, i sorprengué Mólotov en referir-se al «nostre sacrifici conjunt».
Encara que el tractat finalment va ser signat per Bidault i per Mólotov, portava una gran importància simbòlica pel fet que permetia demostrar que de Gaulle era reconegut com el cap d'estat oficial i mostrava que la veu de França estava sent escoltada, malgrat que per a Stalin tingués poca rellevància a causa que França no tenia un autèntic poder polític i militar; això no afectà el resultat de la liquidació de postguerra. Stalin posteriorment comentaria que com Churchill i Roosevelt, trobà que de Gaulle era maldestre i obstinat, i creia que no era «una persona complicada». Stalin també creia que li mancava realisme en reclamar els mateixos drets que les principals potències i no posà objeccions a la negativa de Roosevelt a deixar que de Gaulle assistís a les conferències dels Tres Grans que havien de celebrar-se a Ialta i a Potsdam.

#### Estrasburg
A final de 1944 les forces franceses continuaven avançant conjuntament amb els exèrcits americans, però durant l'ofensiva de les Ardenes va haver-hi una discussió a causa de l'ordre d'Eisenhower que les tropes franceses evacuessin Estrasburg, que tot just acabava de ser alliberada i constituïa un dels puntals per llaçar un contraatac. Estrasburg era un important símbol polític i psicològic de la sobirania francesa sobre Alsàcia-Lorena, i de Gaulle, afirmant que la seva pèrdua faria caure el govern, es negà a permetre una retirada, proclamant que «Estrasburg serà el nostre Stalingrad». A una reunió del govern francès arribà a proclamar que els francesos moririen sols allà si els Estats Units retiraven les seves tropes. Churchill es posà al costat dels francesos i Eisenhower, impressionat per la decisió francesa, decidí deixar allà les seves tropes a la ciutat a risc que quedessin aïllades, decisió per la qual de Gaulle expressà la seva extrema gratitud.
A inicis de 1945 era evident que el control de preus establert per controlar la inflació només havia servit per inflar el mercat negre, i els preus continuaren creixent. Però en aquells moments l'exèrcit havia augmentat fins a 1,2 milions d'homes, i gairebé la meitat del pressupost del país anava dirigit a la despesa militar. De Gaulle va haver de fer front a la seva primera gran disputa ministerial quan el molt hàbil però de mentalitat dura ministre d'economia Pierre Mendes-France demanà un programa d'una severa reforma monetària, a la que s'oposà el ministre de finances Aimé Lepercq, que preferia un programa d'un fort endeutament per estimular l'economia. Quan de Gaulle, sabent que no havien ganes d'aplicar un programa de grans mesures d'austeritat es posà al costat de Lepercq, Mendes-France presentà la seva dimissió, la qual no va ser acceptada perquè de Gaulle sabia que el necessitava. Lepercq va morir poc després en un accident de circulació, sent succeït per Pleven, però quan al març Mendes-France demanà sense èxit que s'establissin impostos sobre els profits del capital i pel bloqueig de certs comptes bancaris, tornà a oferir la seva dimissió, la qual aquest cop va ser acceptada.

#### La Conferència de Ialta
Després de travessar el Rin, el Primer Exèrcit Francès capturà una gran zona de territori al sud d'Alemanya, però encara que això posteriorment permetria a França aparèixer com a part a la rendició alemanya, Roosevelt en particular es negà a permetre qualsevol discussió sobre que de Gaulle participi en les conferències dels Tres Grans que dividiren el món de postguerra. Com que els americans planejaven tornar les seves tropes a Amèrica tan bon punt acabés la guerra, Churchill, que compartia moltes de les preocupacions de De Gaulle sobre la inexperiència dels Estats Units i la Unió Soviètica sobre els afers mundials, s'adonà de la necessitat que les tropes franceses ajudin a administrat Alemanya i pressionà durament per tal que França fos inclosa a la «taula interaliada», però el 6 de desembre de 1944, el president americà envià un telegrama a Stalin i Churchill on afirmava que la presencià de De Gaulle seria «introduir un factor complicat i indesitjable».
A la Conferència de Ialta de febrer de 1945, Churchill i Roosevelt acordaren que Polònia hauria de ser governada pel Comitè de Lublin, així com que hauria de cedir a la Unió Soviètica les seves terres orientals a canvi de territori alemany. També s'acordà que Alemanya hauria de ser desarmada i ocupada després de la guerra, i que els criminals de guerra haurien de ser portats davant la justícia, i finalment que la Unió Soviètica hauria d'entrar a la guerra contra el Japó.
Malgrat l'oposició de Stalin, Churchill i Roosevelt insistiren que s'hauria de permetre tenir a França una zona d'ocupació a l'Alemanya de postguerra, i assegurar-se que estava inclosa entre les cinc nacions que convidarien les altres a la conferència per establir les Nacions Unides. Aquest punt era important, car garantia un seient permanentment a França al Consell de Seguretat, una posició de prestigi entre les nacions que encara avui manté. Tot i que Churchill havia intentat i havia fet grans avenços en la lluita pels interessos de França a Ialta (esforços que mai no li van ser reconeguts), de Gaulle mai no perdonà als líders dels Tres Grans que no el convidessin a la cimera i continuà rabiant per aquest fet com si hagués estat un factor negatiu a la política europea durant la resta de la seva vida.

#### El President Truman
En el seu viatge de tornada de Ialta, Roosevelt demanà a de Gaulle si es podrien trobar a Alger per parlar. El general rebutjà, creient que no hi havia res més a dir, i per això rebé una esbroncada de Georges Bidault i de la premsa francesa, i un molt airat Roosevelt criticà a de Gaulle al Congrés dels Estats Units. Poc després, el 12 d'abril de 1945, Roosevelt va morir, i malgrat la seva difícil relació, de Gaulle declarà una setmana de dol a França i envià una emotiva i conciliadora carta al nou President Harry S. Truman, en la que afirmava que tota França estimava a Roosevelt.
Desafortunadament, la relació entre de Gaulle i Truman es demostrà tan difícil com ho havia estat amb Roosevelt. Amb les tropes aliades endinsant-se a Alemanya, tingué lloc una nova difícil situació entre les tropes franceses i americanes a Stuttgart i Karlsruhe, quan les tropes franceses van rebre l'ordre de deixar aquelles zones d'ocupació per a les tropes americanes. Desitjant mantenir tant territori alemany en mans franceses el màxim possible, de Gaulle ordenà a les seves tropes, malgrat que feien servir armament i munició estatunidenc, que resistissin, de manera que semblava imminent una confrontació armada. Truman amenaçà en tallar els subministraments de l'exèrcit francès i d'ocupar les zones per la força, deixant poc marge a de Gaulle. De Gaulle mai no perdonà al nou President, mentre que Truman simplement va dir al seu equip «no m'agrada aquell fill de puta.»
La primera visita de De Gaulle a Truman als Estats Units no va ser un èxit. Truman va dir al seu visitant que ja era hora que els francesos expulsessin els comunistes del seu govern, a la qual cosa de Gaulle replicà que això era un problema dels francesos. Però Truman, que admetia que els seus sentiments vers els francesos eren cada cop "menys i menys amigables", afirmà que sota aquelles circumstàncies, els francesos no podien esperar gaire ajut econòmic i es negà a acceptar la petició de De Gaulle d'ocupar la riba oest del Rin. Durant la discussió que seguí, de Gaulle recordà a Truman que els Estats Units estaven fent servir l'illa francesa de Nouméa, a Nova Caledònia, com a base contra els japonesos.

#### La victòria a Europa
Quan, al maig de 1945 la Wehrmacht es rendí als britànics i als estatunidencs a Reims, se signà també un armistici per separat amb els francesos a Berlín. De Gaulle rebutjà permetre qualsevol participació britànica a la desfilada de la victòria a París. Malgrat això, entre els vehicles que hi participaren hi havia una ambulància de la Unitat d'Ambulàncies Hadfield-Spears, equipada amb metges francesos i infermeres britàniques. Una de les infermeres era Mary Spears, que s'havia unit amb la unitat i havia treballat contínuament des de la batalla de França i, a partir de llavors, amb les Forces Franceses Lliures a l'Orient Mitjà, al nord d'Àfrica i a Itàlia. El marit de Mary era el general Edward Spears, l'oficial d'enllaç britànic amb els Francesos Lliures que personalment havia portat de Gaulle a la seguretat de Gran Bretanya el 1940. Quan de Gaulle va veure la Union Jack i la Tricolour onejant als costats de l'ambulància i escoltà als soldats francesos cridant «Voilà Spears! Vive Spears!», ordenà que la unitat es dissolgués immediatament i que el personal britànic fos enviat a la Gran Bretanya. Soldats francesos tornaren les seves medalles en senyal de protesta, i Mary va escriure «és penós quan un gran home es fa petit».
Una nova confrontació amb els americans esclatà poc després de l'armistici, quan els francesos enviaren tropes per ocupar la regió fronterera italiana de la vall d'Aosta, de població francòfona. El comandant francès amenaçà d'obrir foc contra les tropes americanes si aquests intentaven aturar-los, i un enfadat Truman ordenà acabar immediatament amb tots els enviaments d'armes a França, i envià una carta a de Gaulle on deia que trobava increïble que els francesos poguessin amenaçar d'atacar tropes estatunidenques després que haguessin fet tant per alliberar França.

#### Confrontacions al Llevant
El Dia de la Victòria a Europa hi va haver serioses revoltes a la Tunísia francesa, i poc després hi va haver disputes amb el Regne Unit sobre Síria i Líban, que no trigà a convertir-se en un seriós incident diplomàtic. Els dos països àrabs, que ocupaven una zona anomenada el "Llevant" havia estat governada per França gràcies a un mandat de la Societat de Nacions al final de la I Guerra Mundial, però durant diversos mesos hi havia hagut manifestacions a ambdós països contra els francesos. Bidault va dir als periodistes que França intentaria defensar els seus drets econòmics i culturals a Síria i al Líban, i que no hi hauria «cap problema, en tant que els britànics no interfereixin». Al maig, de Gaulle envià el general Beynet per establir una base aèria a Síria i una naval al Líban, provocant un esclat nacionalista on diversos ciutadans francesos van ser atacats i assassinats.
El 20 de maig, les tropes franceses van obrir foc contra els manifestats a Damasc amb artilleria i morters, mentre que els avions llançaven bombes. Posteriorment les tropes colonials senegaleses van arribar amb metralladores i després de diversos dies centenars de sirians eren morts als bazars i als carrerons de la capital, amb informes que les forces atacants els estaven saquejant. Els britànics, que tenien tropes a la regió, afirmaren que es veurien obligats a intervenir si la violència no acabava. El president Truman es mostrà d'acord amb els britànics, que declarà que «aquests francesos haurien de ser expulsats i castrats».
Després de la visita a París l'any anterior, i malgrat els seus esforços per preservar els interessos francesos a Ialta, la relació entre Churchill i de Gaulle es trobava en un dels punts més baixos. Al gener afirmà que creia que de Gaulle era «un gran perill per la pau i per la Gran Bretanya. Després de cinc anys d'experiència, estic convençut que és el pitjor enemic de França en els seus problemes... és un dels grans perills per la pau europea... estic segur que no hi haurà entesa amb el general de Gaulle.»
Finalment, el 31 de maig, quan els morts sirians ja superaven el miler, Churchill envià un missatge a de Gaulle on afirmava que «per tal d'evitar una col·lisió entre les tropes britàniques i franceses, li demano que ordeni immediatament a les tropes franceses que aturin el foc i es retirin a les seves casernes.» Mentrestant, els britànics, a les ordres del general Bernard Paget, traslladaren les seves tropes i tancs i tallaren la línia telefònica del general francès Oliva Roget amb la seva base a Beirut. Paget ordenà a les seves tropes l'alto el foc, però afirmà que no obeiria ordres dels britànics. Eventualment, i superat per molt en nombre, Rifet ordenà als seus homes que es retiressin a la seva base costanera, enfadat perquè els britànics havien arribat només quan ja "havia restaurat l'ordre. Va declarar a un periodista sirià: «Estan substituint els indolents francesos pels brutals britànics». Però aquella nit, amb els sirians matant qualsevol soldat francès o senegalès que poguessin trobar, els francesos es van veure obligats a acceptar l'escorta britànica per tornar amb seguretat a les seves casernes. Més tard, Roget va ser acomiadat, però una disputa furiosa esclatà entre Gran Bretanya i França.
A França hi va haver acusacions que els britànics havien armat els manifestants. De Gaulle s'enrabià per l'ultimàtum de Churchill, dient que «tot allò feia pudor de petroli». Va convocar a Duff Cooper i li va dir que «Reconec que no estem en condicions de fer la guerra en contra de vostès, però vostès han traït França i han traït Occident. Això no es pot oblidar.»
França quedà aïllada i patí una crisi diplomàtica. El secretari de la Lliga Àrab Edward Atiyah afirmà que «França havia posat totes les seves cartes i dues pistoles rovellades sobre la taula». A canvi, la premsa francesa atacà la Gran Bretanya com a enemic de França i acusà els Estats Units d'ajudar Itàlia i Alemanya més del que no ajudava a França. També criticà els soviètics quan es va fer evident que creien que França estava equivocada.

#### La Conferència de Potsdam
Durant la Conferència de Potsdam al juliol de 1945, a la que de Gaulle de nou no va ser convidat, Churchill va ser derrotat a les eleccions generals britàniques i substituït pel líder Partit Laborista Clement Attlee. A la Conferència de Potsdam es decidí dividir Vietnam, que havia estat una colònia francesa durant un segle, en esferes d'influència xinesa i britànica. Poc després de la rendició del Japó a l'agost de 1945, de Gaulle envià el Cos Expedicionari Francès de l'Extrem Orient per restablir la sobirania francesa a la Indoxina francesa, nomenant l'almirall d'Argenlieu Alt Comissionat i al general Leclerc comandant en cap i comandant del cos expedicionari. Malgrat això, els líders de la resistència a Indoxina proclamaren la llibertat i la independència del Vietnam.

#### Noves eleccions i dimissió
Des del moment de l'Alliberament, l'únic parlament a França havia estat una versió augmentada de l'Assemblea Consultiva d'Alger i, finalment, a l'octubre de 1945, es convocaren eleccions per establir una nova Assemblea Constituent, la tasca principal de la qual hauria de ser dotar d'una nova constitució a la Quarta República. De Gaulle es mostrà favorable a un executiu fort per la nació; però els altres tres principals partits volien restringir severament els poders del President. Els comunistes volien una assemblea amb poders constitucionals plens i sense límit temporal, mentre que de Gaulle, els Socialistes i el MRP volien un termini màxim de 7 mesos, període després del qual l'esborrany de la constitució hauria de ser sotmès a referèndum.
A les eleccions, que es basaren en una representació proporcional, la segona opció va ser l'aprovada per 13 milions dels 21 convocats. Els tres grans partits van aconseguir el 75% dels vots, amb els comunistes assolint 158 escons, el MRP 152, els socialistes 142 i la resta d'escons van anar a parar a diversos partits d'extrema dreta.
El 13 de novembre de 1945, la nova assemblea elegí de forma unànime a Charles de Gaulle com a cap de govern, però els problemes van aparèixer immediatament només per la tria del govern, a causa de la seva manca de voluntat un cop més de permetre que els comunistes ocupessin cap ministeri important. En aquells moments els comunistes eren el principal partit a la cambra, tenien en Maurice Thorez a un líder carismàtic, i no estaven preparats per acceptar-ho per segona vegada, esclatant una furiosa disputa durant la qual de Gaulle arribà a enviar una carta de dimissió al portaveu de l'Assemblea i declarà que era incapaç de confiar en un partit que considerava era l'agent d'una potència estrangera (la Unió Soviètica), amb autoritat sobre la policia i les forces armades franceses. Finalment el nou gabinet es formà el 21 de novembre, amb els comunistes rebent 5 dels 22 ministeris, i encara que no arribaren a obtenir cap de les carteres clau, Thorez aconseguí ser un dels quatre Ministres d'Estat.
De Gaulle trobà que treballar sota la nova Assemblea Constitutiva era molt diferent a fer-ho amb el Govern Provisional, que governava mitjançant decrets. Es trobà enfrontant-se amb el "règim de partits" frustrats i creia que l'esborrany de la constitució lliurava massa poder a les mans d'un parlament amb les seves aliances de partit. Un dels seus ministres el va descriure com «un home tan incapaç de monopolitzar el poder com de compartir-lo».de Gaulle dissenyà un programa de més nacionalitzacions i un nou pla econòmic que va ser aprovat; però sorgí una nova disputa quan els comunistes exigiren una reducció del 20% del programa militar. Negant-se a "governar per compromís", de Gaule tornà a amenaçar de dimitir. Va haver-hi un sentiment generalitzat que estava intentant fer xantatge a l'assemblea amenaçant en retirar el seu prestigi personal, que insistia que era l'únic que mantenia conjunta la coalició de govern. Tot i que el MRP aconseguí un compromís mitjançant el qual s'aprova el pressupost amb esmenes, no va ser més que un pedaç.
Dos mesos després de formar el nou govern, de Gaulle dimití de cop i volta el 20 de gener de 1946. Allò s'anomenà "un audaç estratagema polític que, en última instància, va ser una ximpleria", car de Gaulle esperava que, com a heroi de guerra, el poble francès el faria tornar amb un poder executiu més fort. Però això no succeí; i amb la guerra finalment acabada, el període inicial de crisi havia passat. Tot i que encara hi havia mancances, en particular de pa, França estava recuperant-se, i de Gaulle ja no semblava tan indispensable. La publicació comunista Combat va escriure: "No hi ha hagut cataclisme, i el plat buit no s'ha trencat."
Va ser succeït per Félix Gouin (SFIO), aquest per Georges Bidault (MRP) i, finalment per Léon Blum (SFIO).

### Fora del poder: 1946-1958
Després d'haver monopolitzat la política francesa durant sis anys, Charles de Gaulle quedà fora del centre mediàtic, tornant a la seva llar a Colombey-les-Deux-Eglises per escriure les seves memòries.
El famós paràgraf que obre les seves «Mémoires de guerre » comença declarant: «Tota la meva idea he tingut una idea clara de França», comparant el seu país amb una vella pintura de la Mare de Déu, i acaba afirmant que, donada la dispersió natural de la política francesa, «França no pot ser França sense 'grandeur'.» Durant aquest període de retir formal, però, de Gaulle mantenir un contacte regular amb els seus ajudants polítics de l'època de guerra i dels temps del govern provisional, incloent-hi simpatitzants que participaven en els afers polítics de l'Algèria Francesa, esdevenint "potser l'home millor informat de França".
L'abril del 1947 de Gaulle intentà de nou transformar l'escena política creant un Reagrupament del Poble Francès (Rassemblement du Peuple Français o "RPF"), que esperava podria anar més enllà de les disputes familiars del sistema parlamentari. Malgrat que el nou partit aconseguí el 40% dels vots a les eleccions locals i 121 escons el 1951, no disposava de premsa pròpia ni d'accés a la televisió, i el seu suport s'esfumà. Al maig de 1953 es retirà de nou de la política activa, tot i que el RPF aguantà fins a setembre de 1955.
Tal com succeí a la resta de països europeus durant aquest període, França començà a perdre les seves possessions d'ultramar d'arrel de l'esclat nacionalista que sorgí després de la Segona Guerra Mundial. Indoxina (actualment Vietnam, Laos i Cambodja, colonitzats per França durant el segle xix, havia estat perdut davant els japonesos després la derrota de 1940. De Gaulle havia intentat mantenir Indoxina com a colònia francesa, ordenant que es llancessin en paracaigudes agents i armes franceses a Indoxina des de la darreria des de 1944, amb ordres d'atacar japonesos i americans. Tot i que de Gaulle es mogué ràpidament per consolidar el control francès del territori durant el seu primer mandat com a president, el Vietminh comunista de Ho Chi Minh començà una decidida campanya per assolir la independència des de 1946. Els francesos van haver de fer front a una dura guerra que s'estengué durant set anys i mig (la Guerra d'Indoxina) per mantenir Indoxina sota control, fins a la seva derrota decisiva a la batalla de Dien Bien Phu al maig de 1954. En aquells moments, els Estats Units havien gastat $2.500 milions per finançar l'esforç bèl·lic francès a Indoxina, en un esforç contra el que veien com el comunisme global.
Amb més de 70.000 soldats francesos morts durant el conflicte, Pierre Mendes-France va ser nomenat primer ministre amb l'objectiu principal d'acabar la guerra i, al juliol de 1954 se signà un alto el foc, seguit amb l'abandonament del país per part de les forces franceses i que el país va quedar dividit en el Vietnam del Nord i el Vietnam del Sud. Això simplement quedà com un breu interludi abans de l'encara més salvatge Segona Guerra d'Indoxina, més coneguda a occident com la Guerra de Vietnam.
La derrota a Indoxina va tenir una gran influència sobre l'imperi francès al nord d'Àfrica, i va malmetre enormement la credibilitat de la Quarta República. El 1956, Marroc i Tunísia havien assolit la seva independència, mentre que a Algèria uns 350.000 soldats francesos estaven combatent contra els 150.000 membres del Front Nacional d'Alliberament d'Algèria (Front de Libération Nationale - FLN), un conflicte que amb els anys esdevindria cada cop més salvatge i sagnant, i que amenaçaria la mateixa França continental.
Entre 1946 i 1958 van arribar a haver-hi fins a 24 ministeris. El President relativament mantenia un escàs poder executiu real, i les maniobres entre els diversos grups radicals i socialistes a l'Assemblea van ocasionar repetits canvis de govern. Els governs duraven tan poc que gairebé no aconseguien fer res, i els polítics de la IV República començaren a mostrar les mateixes característiques que els de la III. Frustrat davant la divisió sense fi de la IV República, de Gaulle llançà la seva famosa pregunta de «Com es pot governar un país que té 246 varietats de formatge?»
L'opinió pública mostrà la seva frustració amb un marcat canvi de suport cap a l'extrema dreta, en particular els Poujadistes, un partit d'extrema dreta que aconseguí la confiança dels botiguers, grangers i d'altres petits homes de negocis als quals els amoïnava la pujada d'impostos i el control de preus establert per intentar controlar la inflació. Encapçalat per Pierre Poujade, el partit era antisemita, anti-americà i imperialista, aconseguint 2,6 milions de vots el 1956 i 52 escons.

#### 1958: El col·lapse de la IV República
La IV República patia d'inestabilitat política, del fracàs a Indoxina i es veia incapaç de resoldre la qüestió algeriana. Va aprovar, malgrat tot, la loi-cadre Deferre el 1956, que certificava les independències de Tunísia i Marroc, mentre que el primer ministre Pierre Mendès-France finalitzava la Guerra d'Indoxina a la Conferència de Ginebra de 1954. Sota Guy Mollet, mentre superava la Crisi de Suez de 1956, el prestigi francès patí una derrota humiliant amb les seves tropes havent-se de retirar d'Egipte sota la pressió internacional.
El 13 de maig de 1958, un grup de colons assetjaren els edificis del govern a Alger, atacant el que veien com a feblesa del govern davant les demandes de la majoria àrab per la independència d'Algèria. Es creà un "Comitè de Seguretat Pública Civil i Militar", sota la presidència del general Jacques Massu, un simpatitzant gaullista. El general Raoul Salan, comandant en cap a Algèria, anuncià per ràdio que assumia el poder provisional, i va fer una crida demanant que «es confiés en l'exèrcit i els seus comandants».
Sota la pressió de Massu, Salan proclamà Vive de Gaulle! des del balcó de l'edifici del govern general d'Alger el 15 de maig. La insurrecció a Algèria augmentà i es corria el risc que degenerés en una guerra civil. De Gaulle assumí dos dies després que estava preparat «per assumir els poders de la República». Molts es preocuparen, car veieren en aquesta resposta el suport per l'exèrcit. El 19 de maig, a una conferència de premsa, de Gaulle tornà a afirmar que estava a disposició del país. Mentre que un periodista expressava la preocupació d'aquells que temien que podia violar les llibertats civils, de Gaulle afirmà que «Quan ho he fet jo, això? Al contrari, les he restablertes quan havien desaparegut. Algú pot honestament creure que, als 67 anys, començaré la meva carrera com a dictador?»
Constitucionalista convençut, va mantenir durant tota la crisi que només acceptaria el poder de les autoritats legalment constituïdes. De Gaulle no volia repetir les dificultats que el moviment de la França Lliure experimentà per establir la legitimitat com a govern. Va dir a un dels seus ajudants que els generals rebels "no trobarien a de Gaulle entre els seus".
La crisi augmentà mentre que els paracaigudistes francesos d'Algèria arribaven a Còrsega i es plantejava portar-los prop de París (Operació Resurrecció). Els líders polítics de tot l'espectre acordaren donar suport a la tornada del general al poder, llevat de François Mitterrand, Pierre Mendès-France, Alain Savary, el Partit Comunista i diversos més d'esquerra. El 29 de maig, el President René Coty va fer una crida al "més il·lustre dels francesos" per parlar amb ell i estudiar que era immediatament necessari per a la creació d'un govern de seguretat nacional, i que es podria fer per portar a terme una profunda reforma de les institucions del país.
De Gaulle volia canviar la constitució de la IV República, la qual culpava de la feblesa política de França. Posà com a condicions pel seu retorn que se li havien de donar poders per sis mesos per fer front a l'emergència i que s'hauria de proposar una nova constitució als francesos. L'1 de juny de 1958, de Gaulle esdevingué President i va rebre poders d'emergència per sis mesos per l'Assemblea Nacional, amb 329 vots favorables de 533, complint-se així el seu desig d'una legitimitat parlamentària, sent autoritzat a portar a terme una reforma constitucional del país.
La nova constitució, elaborada durant l'estiu de 1958, era propera a les propostes anunciades a Bayeux, amb un executiu fort. El general de Gaulle acceptà, però, que el Parlament francès tingués més pes que el que ell desitjava. En particular, de Gaulle va haver de renunciar al fet que l'elecció del President de la República fos per sufragi universal (un element central del seu sistema constitucional que finalment s'imposaria el 1962).
El 28 de setembre de 1958 va tenir lloc un referèndum i el 79,2% dels participants van donar suport a la nova constitució i a la creació de la V República. Les colònies (Algèria era oficialment part de França, no pas una colònia) van poder triar entre la independència immediata o la nova constitució. Totes les colònies africanes votaren per la nova constitució i per la substitució de la Unió Francesa per la Comunitat Francesa, llevat de Guinea, esdevenint així la primera colònia africana en assolir la independència, tot i que a costa de perdre immediatament l'ajut francès.
Charles de Gaulle va ser elegit per un gran col·legi electoral com a President de la República Francesa i de la Comunitat africana el 21 de desembre, amb el 78,51% dels sufragis, prenent les seves funcions el 8 de gener de 1959. D'acord amb de Gaulle, el cap d'estat havia de representar "l'esperit de la Nació" a la pròpia nació i al món; una "une certaine idée de la France" (idea veraç de França)
Entre el moment de la seva entrada en funcions com a president del Consell i la seva elecció com a president de la República, de Gaulle inicià en gran manera les seves polítiques: a més del desig de donar a França una nova constitució, el general estava preocupat per la política europea de França (reunint-se amb el Canceller Adenauer el 14 de setembre), per la independència del seu país davant els Estats Units (el 17 de setembre dirigí un memorant al President Eisenhower), per l'afermament de les finances públiques i per la sort d'Algèria.

### 1958-1962: La Fundació de la V República

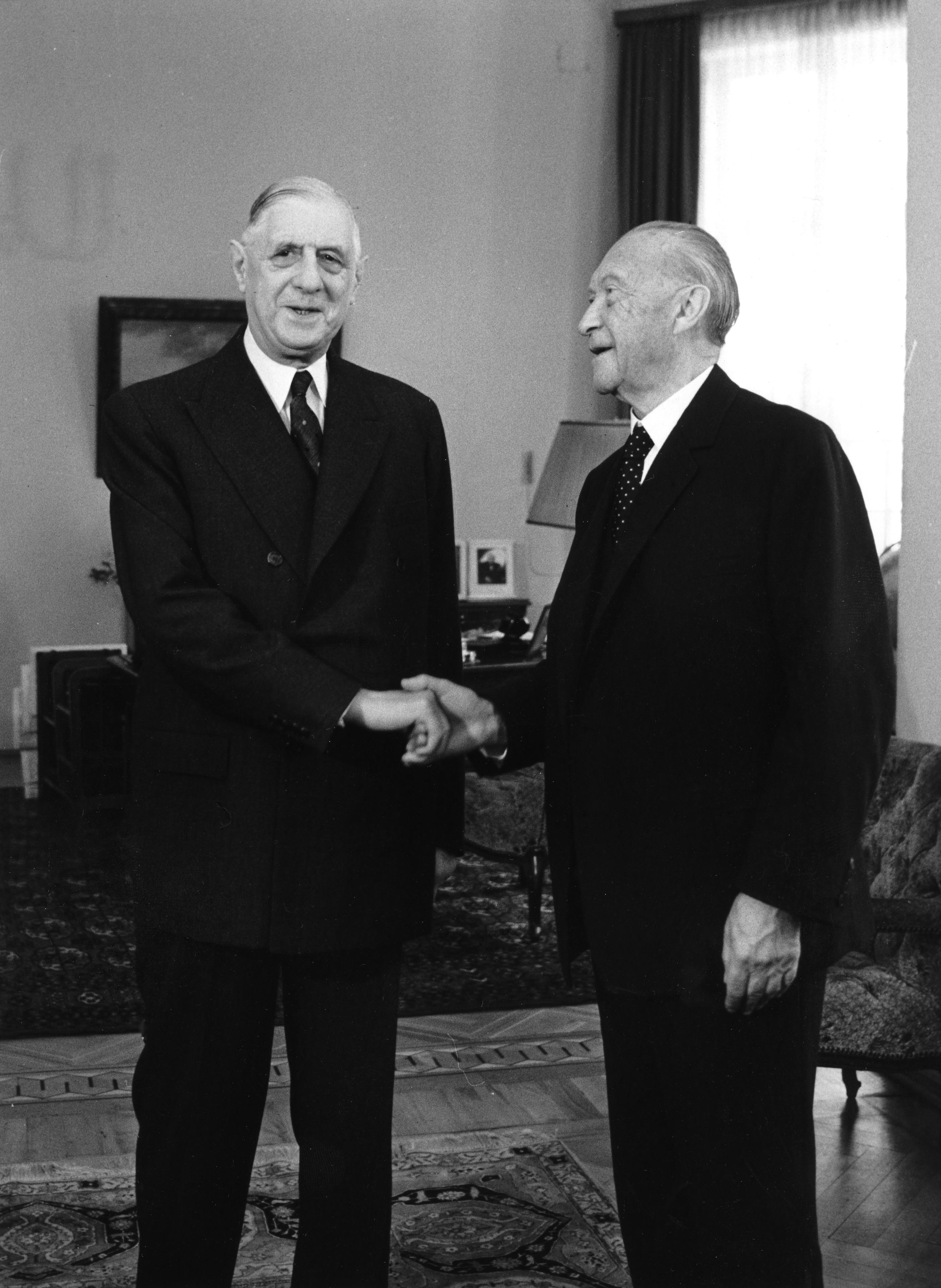
1963: trobada entre Charles de Gaulle i Konrad Adenauer.

Un cop elegit president, de Gaulle supervisà les mesures econòmiques per a revitalitzar el país, inclosa l'emissió d'un nou franc (a canvi de 100 francs antics). Internacionalment, es negà a alinear-se tant amb els Estats Units com amb la Unió Soviètica, preferint una França independent amb les seves pròpies armes nuclears, i donà suport a una "Europa Lliure", creient que una confederació de totes les nacions europees restauraria les passades glòries dels grans imperis europeus.
S'inclinà per construir una cooperació francoalemanya com a pedra angular per a la Comunitat Econòmica Europea (CEE), realitzant la primera visita d'estat a Alemanya d'un cap d'estat francès des de Napoleó. El gener de 1963, França i Alemanya signarien un tractat d'amistat, el Tractat de l'Elisi. França també reduiria les seves reserves en dòlars, canviant-los per or al govern estatunidenc, i reduint així la influència econòmica estatunidenca.
El 23 de novembre de 1959, en un discurs a Estrasburg, de Gaulle anuncià la seva per a Europa: «Sí, és Europa des de l'Atlàntic fins als Urals, és tot Europa qui decidirà el destí del món» ( Oui, c’est l'Europe, depuis l'Atlantique jusqu’à l'Oural, c’est toute l'Europe, qui décidera du destin du monde.). La seva expressió "Europa, de l'Atlàntic als Urals" ha estat sovint citada durant la història de la integració europea. Esdevingué durant anys un dels lemes favorits de De Gaulle. La seva visió contrastava amb l'Atlanticisme dels Estats Units i la Gran Bretanya; preferint en canvi una Europa que pogués actuar com a tercer pol entre els Estats Units i la Unió Soviètica. En oferir la seva idea d'Europa de tots els territoris fins als Urals, de Gaulle oferia implícitament una détente als soviètics.

#### Algèria
En esdevenir President, de Gaulle hagué de fer front a la tasca urgent de trobar un final per a la sagnant guerra a Algèria. Les seves intencions eren obscures: havia visitat Algèria de manera immediata declarant «Je vous ai compris» (Us he entès), però no va prometre res, ni va tornar a llançar la proclama « Algérie française ». El 6 de juny a Mostaganem va dir «Vive l'Algérie française» Tanmateix, adoptà diverses mesures liberals vers els insurgents algerians, revocant la condemna a mort del dirigent del FLN, o concedint el dret de vot a les dones algerianes. Però malgrat les seves intencions, fossin les que fossin, aviat s'adonà que la independència d'Algèria era inevitable. Els partidaris de l'esquerra estaven a favor de concedir la independència a Algèria, i l'urgiren a cercar la manera d'aconseguir la pau mentre que, al mateix temps, evitaven una pèrdua per a França. Tot i que el cop dels militars havia contribuït al seu retorn al poder, aviat de Gaulle ordenà a tots els oficials que abandonessin els Comitès rebels de Seguretat Pública. Aquestes accions van fer enutjar enormement els colons francesos i els seus simpatitzants militars.
Es va veure obligat a suprimir dos alçaments a Algèria de colons i tropes, en el segon dels quals (el Putsch dels Generals d'abril de 1961) França es va veure amenaçada per la invasió dels paracaigudistes rebels. El govern de De Gaulle també cobrí la massacre de París de 1961, realitzada sota les ordres del prefecte de policia Maurice Papon. També va ser objectiu del grup de colons resistents Organisation de l'armée secrète (OAS) i es realitzaren diversos intents per assassinar-lo, el més famós dels quals va ser el del 22 d'agost de 1962, quan el seu Citröen DS va ser ametrallat, en un atemptat dirigit pel coronel Jean-Marie Bastien-Thiry a Petit-Clamart. Els visitants de París en aquella època escoltaven "el soroll de les botzines dels cotxes, amb els 5 tocs de Al-gé-rie-Fran-çaise".
Després d'un referèndum d'autodeterminació d'Algèria fet el 1961, de Gaulle assolí un alto el foc mitjançant els Acords d'Évian de març de 1962, legitimats per un altre referèndum un mes després. Tot i que la qüestió algeriana estava assentada, el Primer Ministre Michel Debré dimití, sent substituït per Georges Pompidou el 14 d'abril de 1962. França reconegué la independència d'Algèria el 3 de juliol de 1962, mentre que es declarà una amnistia per tots els crims comesos durant la guerra, inclòs el genocidi contra els Harkis. Durant 1962, uns 900.000 colons abandonaren Algèria. Després del 5 de juliol, l'èxode s'accelerà a causa de les morts de francesos durant la matança d'Oran de 1962. Segons l'historiador Julian Jackson: «Els Pied-Noirs cobejaven una fantasia d'un país harmoniós de musulmans i europeus, però la història dels francesos a Algèria sempre havia estat una història de violència, expropiació i explotació. Després que l'organització terrorista OAS adoptés una política de terra cremada cap al final, era clar que els Pieds-Noirs ja no es podrien quedar a Algèria, convertint-se en un milió de refugiats enutjats i empobrits a França, on formaren una reserva d'anti-gaullisme apassionat i d'ultradreta.»

#### Les eleccions presidencials directes
El setembre del 1962, de Gaulle buscà com esmenar la constitució per permetre que el President fos elegit directament per la gent i preparà un referèndum amb aquesta finalitat. Després d'una moció de censura votada per l'Assemblea Nacional el 4 d'octubre de 1962 contra el govern Pompidou, de Gaulle no acceptà la dimissió que li presentà el Primer Ministre i va dissoldre la cambra, convocant a noves eleccions. Tot i que l'esquerrà augmentà, els gaullistes guanyaren i incrementaren la seva majoria, malgrat l'oposició del Mouvement Républicain Populaire i del Centre Nacional d'Independents i Agraris, que criticaven l'euroescepticisme i el presidencialisme de De Gaulle.
La proposta de De Gaulle per canviar el procediment electiu per a la presidència francesa va ser finalment aprovat el 28 d'octubre de 1962 per més de tres cinquenes parts dels electors, malgrat una àmplia "coalició del no" formada per la majoria dels partits, oposats a un règim presidencial. A partir d'aquell moment, el President s'elegiria mitjançant sufragi directe per primera vegada des de Louis Napoleon el 1848.

### 1962-1968: les polítiques degrandeur
Amb el conflicte d'Algèria superat, de Gaulle va poder assolir els seus dos principals objectius, la reforma i el desenvolupament de l'economia francesa i la promoció d'una política d'exteriors independent i una forta presència a l'escenari internacional. Els observadors estrangers ho van batejar com a politique de grandeur (política de grandesa).

#### Els "Trenta anys gloriosos"
En els anys de la postguerra immediata França estava en molt mal camí, les onades estaven a gairebé la meitat dels nivells de preguerra, l'hivern de 1946-47 va fer molt mal a les collites, portant a una reducció a la ració de pa, fam i malalties, fent que el mercat negre continués florint. Alemanya estava encara en pitjor posició, però després de 1948 les coses començaren a millorar enormement gràcies a la introducció del Pla Marshall, el pla d'assistència financera estatunidenc llançat per ajudar a reconstruir les economies i les infraestructures europees. Això marcà la fundació d'un programa meticulosament planejat d'inversions en energia, transport i indústria pesant, supervisat pel govern del Primer Ministre Georges Pompidou.
En el context d'un creixement de població mai no vist a França des del segle XVIII, el govern va intervenir enormement a l'economia mitjançant el dirigisme, una combinació única de capitalisme i economia d'estat dirigida, amb plans quinquennals com la seva eina principal. Això comportà una ràpida transformació i expansió de l'economia francesa.

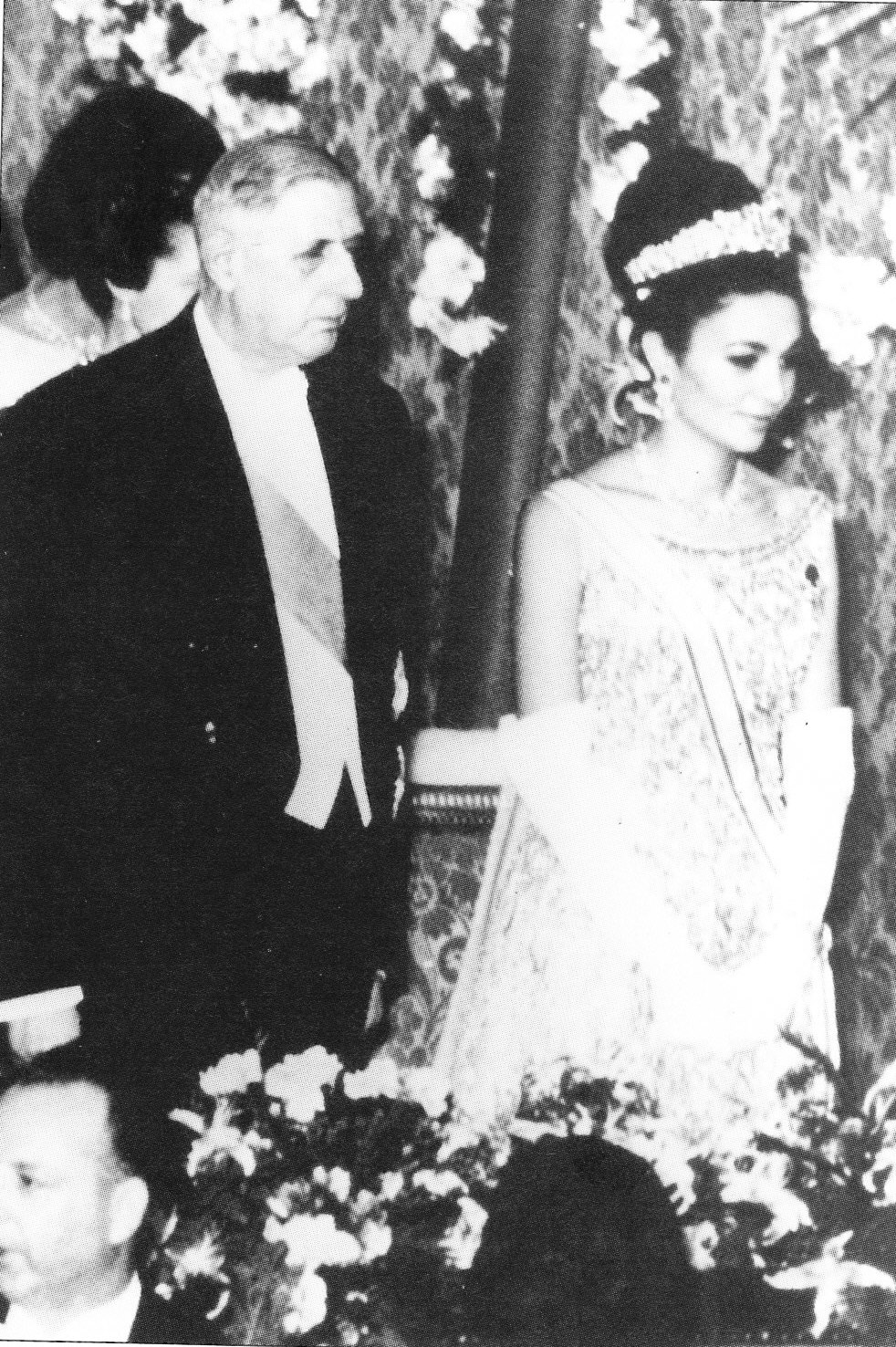
L'Emperadriu de Pèrsia Farah Pahlavi amb Charles de Gaulle a França, 1961

Es llançaren projectes d'alt perfil, tot i que no sempre amb èxits financers: l'extensió del port de Marsella (que aviat es convertiria en el tercer a Europa i el primer a la Mediterrània), la promoció del reactor de passatgers Caravelle (un predecessor de l'Airbus), la decisió de començar a construir l'avió supersònic franco-britànic Concorde a Tolosa de Llenguadoc, l'expansió de la indústria automobilística francesa amb l'empresa estatal Renault com a centre, i la construcció de les primeres autopistes entre París i les províncies.
Amb aquests projectes l'economia francesa assolí taxes de creixement no vistes des del segle XIX. El 1964, per primera vegada en gairebé 100 anys, el PIB francès va superar el del Regne Unit, una situació que es mantindria així fins a la dècada de 1990. Aquest període encara és recordat a França amb certa nostàlgia com el cim dels Trente Glorieuses (els "Trenta Anys Gloriosos" de creixement econòmic entre 1945 i 1974).

#### Quarta potència nuclear
Durant el seu primer mandat com a president, de Gaulle s'entusiasmà per les possibilitats de la potència nuclear. França havia fet una tasca important en les primeres etapes del desenvolupament de l'energia atòmica, i a l'octubre de 1945 establí el Comissariat de l'energia atòmica (Commissariat à l'énergie atomique - CEA), responsable de tots els usos de l'energia militar en els camps científic, comercial i militar. Però a causa en part a les influències comunistes al govern que s'oposaven a la proliferació, la recerca s'aturà i França va ser exclosa dels esforços nuclears americans, britànics i canadencs. A l'octubre de 1952 Gran Bretanya esdevingué el tercer país (després dels Estats Units i la Unió Soviètica) en provar i desenvolupar independentment les seves pròpies nuclears.
L'abril de 1954, de Gaulle havia proposat que França havia de tenir les seves pròpies armes nuclears. La recerca a escala total tornà a la fi de l'any quan el Primer Ministre Pierre Mendes-France autoritzà un pla per desenvolupar la bomba atòmica; s'havien descobert grans reserves d'urani prop de Limoges, fent que els investigadors obtinguessin un subministrament sense restriccions de combustible nuclear.
Amb la cancel·lació del projecte britànic Blue Streak, els Estats Units acordaren subministrar a Gran Bretanya els seus sistemes armamentístics Skybolt i Polaris, i el 1958 els dos països signaren l'Acord de Defensa Mútua, forjant grans enllaços en cooperació sobre qüestions de seguretat nuclear. Tot i que en aquella època França encara era un membre de ple dret de l'OTAN, França procedí a desenvolupar les seves pròpies tecnologies nuclears independents, car això li permetria convertir-se en un soci en qualsevol tipus de conflicte i li donaria veu pròpia en matèria de control atòmic.
Després de sis anys de desenvolupament, el 13 de febrer de 1960, França es va convertir en la quarta potència en energia nuclear del món quan un dispositiu nuclear va esclatar al Sàhara a uns set-cents quilòmetres al sud-oest d'Alger. L'agost de 1963 França decidí no signar el Tractat de prohibició parcial de proves nuclears, dissenyat per alentir la cursa d'armaments, i continuà portant a terme proves nuclears a Algèria fins al 1966, sota un acord amb la recentment independent Algèria. Posteriorment el programa de proves nuclears franceses es traslladà als atols de Fangataufa i Moruroa, al Pacífic Sud.
El novembre de 1967 un article del general Charles Ailleret, cap de l'estat major general francès (però inspirat en de Gaulle), publicat a la Revue de la Défense Nationale, causà una consternació internacional. Allà es constatava que la força nuclear francesa havia de ser capaç de disparar "en totes les direccions", la qual cosa incloïa els Estats Units com a objectiu. Aquesta sorprenent declaració era una declaració de la independència nacional francesa, i era una resposta a l'avís llançat per Dean Rusk que els míssils estatunidencs serien apuntats contra França si intentaven usar les armes nuclears fora d'un pla acordat. Malgrat tot, les crítiques sobre de Gaulle van créixer per la seva tendència a actuar sol amb poca atenció per les opinions dels altres. A l'agost, preocupat per les polítiques de De Gaulle havien estat anunciades per Valéry Giscard d'Estaing, quan senyalà «el solitari exercici del poder».

#### OTAN
Amb l'inici de la Guerra Freda i l'amenaça d'una invasió provinent de la Unió Soviètica i els països del bloc oriental, els Estats Units, Canadà i diversos països occidentals formaren l'Organització del Tractat de l'Atlàntic Nord (OTAN) per coordinar una resposta militar a qualsevol possible atac. França tingué un paper clau durant els inicis de l'organització, aportant un gran contingent de tropes i acordant la participació de les tropes de l'Alemanya Occidental. Però després que el 1958 fos elegit President, Charles de Gaulle va ser de l'opinió que l'organització estava massa dominada pels Estats Units i pel Regne Unit, i a causa dels seus problemes al Vietnam, els Estats Units no podrien complir la promesa de defensar Europa en cas d'una invasió soviètica.
De Gaulle exigí que França tingués una paritat política amb el Regne Unit i els Estats Units a l'OTAN, i que la seva cobertura geogràfica s'estengués als territoris francesos no continentals, inclosa Algèria, llavors en plena guerra civil. Això no era possible, i per això al març de 1959 França, senyalant la necessitat de mantenir la seva pròpia estratègia militar independent, retirà la seva flota de la Mediterrània de l'OTAN i, uns mesos després, de Gaulle demanà que els Estats Units retiressin totes les seves armes nuclears de França.
De Gaulle va fer d'amfitrió a una reunió de les superpotències el 17 de maig de 1960 per a converses de limitació d'armament poc després de l'Incident de l'U-2, entre el President dels Estats Units Dwight Eisenhower, el Premier soviètic Nikita Khrusxov i el Primer Ministre del Regne Unit Harold Macmillan. La càlida relació entre de Gaulle vers Eisenhower va ser percebuda pels observadors militars estatunidencs. De Gaulle va dir a Eisenhower «Òbviament vostè no es pot disculpar però ha de decidir com ho vol portar. Faré tot el que pugui per ajudar sense ser obertament un partisà». Quan Khrusxov condemnà els vols dels U-2, de Gaulle expressà a Khrusxov el seu malestar pels gairebé 18 vols simultànis de satèl·lits soviètics sobre territori francès; tot i que Khrusxov negà saber-ne res. El tinent general Vernon A. Walters va escriure que quan Khrusxov marxà «de Gaulle va anar cap a Eisenhower i li agafà del braç. Em va agafar també a mi i, portant-nos a part, va dir a Eisenhower "No sé què vol fer Khrusxov, o què passarà, però sigui el que sigui, vull que sàpiga que estic amb vostè fins al final". Vaig quedar bocabadat per aquestes paraules, i Eisenhower va quedar clarament commogut per aquesta inesperada expressió de suport incondicional». Llavors de Gaulle intentà reprendre les converses convidant-los a una altra conferència al Palau dels Camps Elisis per discutir la situació, però finalment no se celebrà a causa de l'incident de l'U-2.
El 1964 de Gaulle visità la Unió Soviètica, on esperava establir França com una influència alternativa a la Guerra Freda. Posteriorment proclamà una nova aliança entre les nacions, però tot i que Aleksei Kosiguin va visitar França, els soviètics no acceptaren França com a superpotència, sabent que en qualsevol conflicte futur necessitaria la protecció de l'aliança occidental. El 1965 de Gaulle va treure França del SEATO i rebutjà participar en futures maniobres de l'OTAN.
Al febrer de 1966, França es retirà del comandament militar de l'OTAN, tot i que seguí formant part de l'organització. Malgrat això, els protocols secrets preveien que les forces franceses podrien reincorporar-se ràpidament al comandament de l'OTAN, demostrant que aquell moviment no era més que un gest simbòlic de desafiament vers els Estats Units i el Regne Unit. De Gaulle volia que França fos sobirana de les decisions que l'afectaven a diferència de la dècada de 1930, quan es va veure obligada a seguir els passos de Gran Bretanya. També declarà que tots el personal militar estranger hauria d'abandonar França en el període d'un any. Aquesta darrera decisió va ser particularment mal rebuda als Estats Units, fent que el Secretari d'Estat Dean Rusk preguntés a de Gaulle si la retirada del personal militar estatunidenc incloïa l'exhumació dels 50.000 soldats estatunidencs morts enterrats als cementiris francesos.

#### La Comunitat Econòmica Europea
Malgrat la seva victòria a la guerra, el Regne Unit experimentà una època molt difícil al món de postguerra. Mentre que França i d'altres països europeus gaudien d'economies en expansió, el Regne Unit patien d'una inflació alta, un creixement estancat i unes pobres relacions laborals. Diverses de les seves possessions colonials ràpidament van guanyar la independència, i després de la Crisi de Suez, on britànics i francesos intentaren sense èxit evitar que els egipcis nacionalitzessin el Canal de Suez, el Regne Unit lluitaren per ajustar la seva pobra posició al món. El Secretari d'Estat dels Estats Units Dean Acheson comentà que Gran Bretanya havia «perdut un imperi i encara no havia trobat un paper».

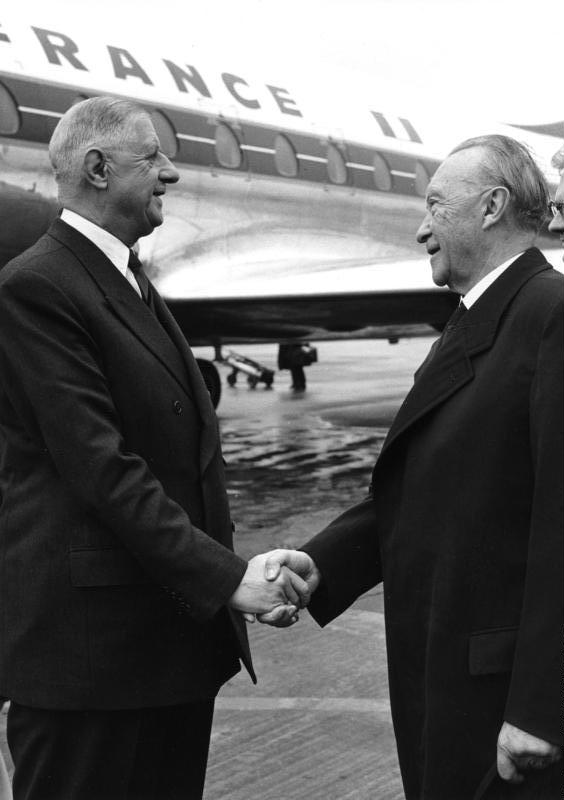
De Gaulle i Konrad Adenauer el 1961

França, mentrestant, experimentant la desintegració del seu propi imperi i tenint greus problemes a Algèria, es girà cap a Europa després de Suez, i en particular cap Alemanya. En aquests anys, les economies d'ambdós països van anar de bracet i es convertiren en companys en el lideratge vers la unitat europea.
Una de les condicions del Pla Marshall era que les nacions líders havien de coordinar els esforços econòmics i unificar els subministraments de les matèries primeres. De lluny les instal·lacions més crítiques eren el carbó i l'acer. França assumí que podia rebre grans quantitats de carbó d'alta qualitat alemany del Ruhr com a reparacions de guerra, però els Estats Units es negaren a permetre-ho, tement que podria ser una renovació de l'amargor posterior al Tractat de Versalles que, en part, causà la Segona Guerra Mundial.
Inspirat per Jean Monnet i Robert Schuman, i conjuntament amb el Canceller alemany Konrad Adenauer, les ferides entre ambdues nacions havien començat a cicatritzar i conjuntament amb Itàlia i els països del Benelux formaren la Comunitat Europea del Carbó i de l'Acer, que després de la signatura del Tractat de Roma de 1957 esdevindria la Comunitat Econòmica Europea, també coneguda com el "Mercat Comú". Tot i que de Gaulle no havia estat instrumental en la creació del nou organisme, de Gaulle parlà amb entusiasme de la seva visió d'una "confederació imposada" d'estats europeus i de formular una política exterior europea comuna.
De Gaulle, que, malgrat la història recent, admirava Alemanya i parlava un alemany excel·lent, en contrast amb el seu pobre anglès, establí una bona relació amb Konrad Adenauer, que culminà amb el Tractat de l'Elisi de 1963, i durant els primers anys del Mercat Comú, les exportacions industrials de França cap a la resta dels 5 països membres es triplicà, i les seves exportacions agrícoles gairebé es quadruplicaren. El franc esdevingué una moneda sòlida i estable per primera vegada en 50 anys, i l'economia explotà. Adenauer, malgrat tot, conscient de la importància del suport estatunidenc a Europa, es distancià de les idees més extremes del general, evitant que els americans poguessin pensar que la nova Comunitat Europea podia suposar un desafiament. Segons Adenauer, el suport dels Estats Units era més important que cap qüestió sobre el prestigi europeu. Adenauer també se sentia ansiós per assegurar a la Gran Bretanya que no s'estava fent res a esquenes seves i no trigava a informar el primer ministre Harold Macmillan qualsevol nou desenvolupament.
Inicialment Gran Bretanya declinà unir-se al Mercat Comú, preferint continuar en una altra organització coneguda com l'Àrea Europea de Lliure Comerç, formada principalment pels països del nord d'Europa i Portugal. A final de la dècada de 1950 els índexs de qualitat de vida alemanys i francesos començaven a superar els de Gran Bretanya, i el govern de Harold Macmillan, adonant-se que la CEE era un bloc de comerç més fort que la EFTA, començà les negociacions per unir-se.
De Gaulle vetà la sol·licitud britànica d'adhesió a la CEE el 1963, dient simplement «no» davant les càmeres de televisió, un comunicat utilitzat per resumir l'oposició francesa i bel·ligerància cap a Gran Bretanya per molts anys després. Macmillan posteriorment afirmà que sempre havia cregut que de Gaulle volia evitar que Gran Bretanya s'unís, però pensava que ho faria en silenci, darrere de les escenes. Més tard es va queixar en privat que «tots els nostres plans acaben per terra.»
Un motiu donat per la negativa de De Gaulle va ser el recent acord amb els Estats Units per subministrar a Gran Bretanya el míssil nuclear Skybolt. Ho va fer perquè, segons va dir, pensava que el Regne Unit no tenia la voluntat política necessària per a ser part d'una Europa forta. Així mateix veia a Gran Bretanya com un "Cavall de Troia" per als EUA. Va sostenir que hi havia incompatibilitats entre els interessos econòmics de l'Europa continental i Gran Bretanya. A més, va exigir que el Regne Unit acceptés totes les condicions establertes pels sis membres de la CEE (Bèlgica, França, Alemanya, Itàlia, Luxemburg, Països Baixos) i revoqués els seus compromisos amb els països dins de la seva pròpia àrea de lliure comerç. Era partidari d'aprofundir i accelerar les relacions internes del mercat comú, més que l'expansió.
Malgrat tot, en aquest darrer aspecte, un estudi detallat dels anys de formació de la CEE senyala que la defensa dels interessos econòmics francesos, especialment en l'agricultura, tingué un paper més dominant en la negativa de De Gaulle a l'ingrés del Regne Unit que no pas les diverses consideracions polítiques que va citar.
Dean Acheson creia que Gran Bretanya va cometre un gran error en no signar la idea europea de bell inici, i que continuarien patint les conseqüències polítiques vint anys després. Malgrat això també afirmà la seva creença que de Gaulle emprà el "Mercat Comú" com un «dispositiu d'exclusió per dirigir el comerç d'Europa cap als interessos de França i en contra de la dels Estats Units, Gran Bretanya i altres països.»
Afirmant la solidaritat continental, de Gaulle també es negà a la nova sol·licitud britànica d'ingrés a la comunitat europea al desembre de 1967 sota el govern laborista de Harold Wilson. Durant les negociacions, de Gaulle va reprendre als britànics que confiaven massa en els americans, dient que aviat o tard farien el que anés millor pels seus interessos. Wilson va dir que existia el fantasma de l'amenaça d'una nova poderosa Alemanya a conseqüència de la CEE, que de Gaulle acordà que era un risc. Després que de Gaulle abandonés la presidència, el Regne Unit tornà a sol·licitar l'ingrés, esdevenint membre de la CEE el gener de 1973.

#### El Reconeixement de la República Popular de la Xina
De Gaulle estava convençut que una França forta i independent podria actuar com una força d'equilibri entre els Estats Units i la Unió Soviètica, una política vista pels seus crítics com oportunista i poc més que una postura, particularment per Gran Bretanya i els Estats Units, formalment aliats de França. El gener de 1964, França va establir relacions diplomàtiques amb la República Popular de la Xina, el primer pas cap al reconeixement formal. Això es va fer sense tallar els vincles amb la República de la Xina (Taiwan), dirigida per Chiang Kai-shek. Fins ara, la Xina havia insistit a totes les nacions en complir amb la condició de "una única Xina", i en principi no quedava clar com es resoldria aquesta discrepància. No obstant això, l'acord per a l'intercanvi d'ambaixadors va ser objecte d'un retard de tres mesos, i el febrer, Chiang Kai-shek va solucionar el problema amb la suspensió de les relacions diplomàtiques amb França. Vuit anys més tard el President dels EUA, Richard Nixon va visitar la República Popular de la Xina i va començar a normalitzar les relacions - una política que va ser confirmat en un comunicat de Xangai, de 28 de febrer de 1972.
Com a part d'una gira europea, Nixon va visitar França el 1969. Ell i de Gaulle compartien un enfocament diferent del de Wilson sobre els assumptes mundials, creient en les nacions i les seves relacions de forces, més que en ideologies, organitzacions internacionals o acords multilaterals. De Gaulle és famosament conegut per anomenar le Machin ("la cosa") a les Nacions Unides.

#### La visita a l'Amèrica Llatina

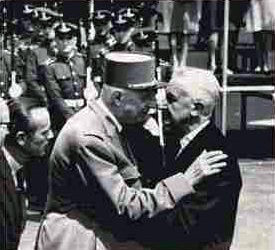
De Gaulle i el president argentí Arturo Illia el 1964.

Al setembre i octubre de 1964, malgrat una operació recent de càncer de pròstata i dels temors per a la seva seguretat, de Gaulle realitzà una gira esgotadora de 32.000 km per Amèrica Llatina. L'any anterior havia visitat Mèxic i havia parlat, en castellà, als mexicans abans de les celebracions de la seva independència al Palau Nacional de Mèxic DF. Durant la seva nova visita de 26 dies de durada, es dedicà a guanyar influència cultural i econòmica. Parlà constantment del seu ressentiment per la influència dels Estats Units al continent, «que alguns estats haurien d'establir una direcció de poder polític i econòmic fora de les seves pròpies fronteres.», encara que França no podia competir en les inversions o ajut que provenien de Washington.

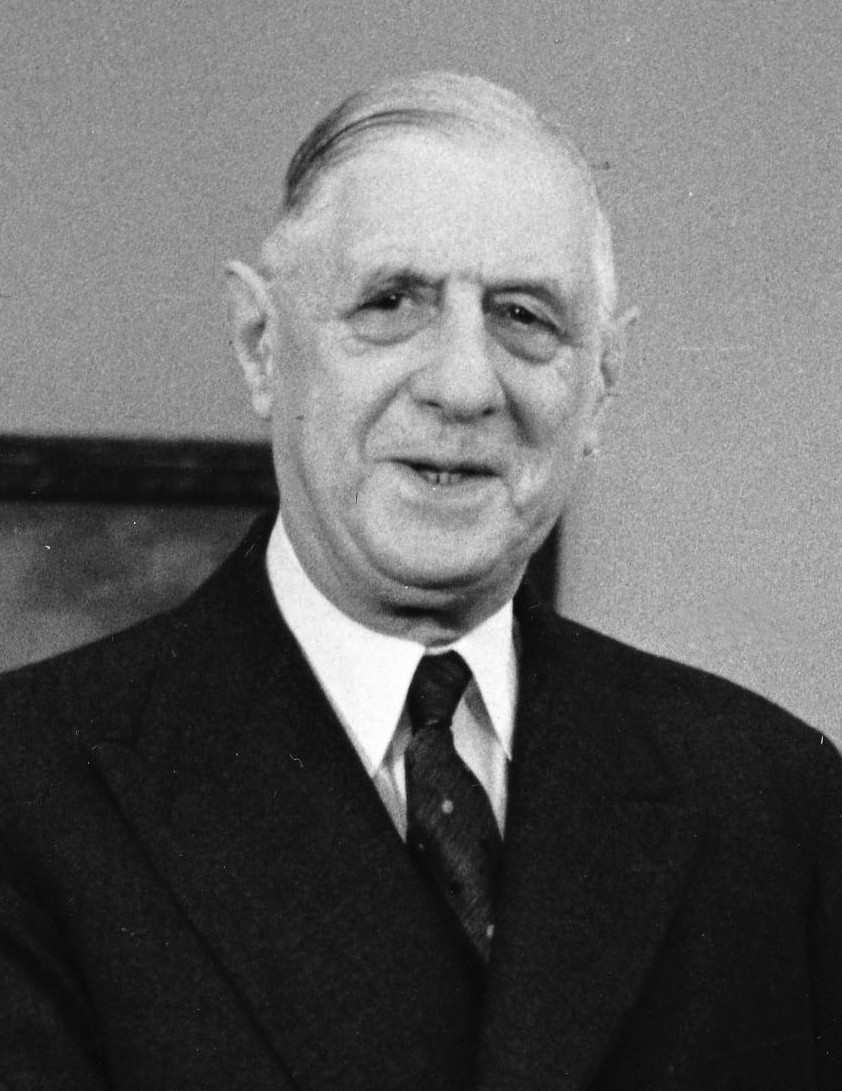
Charles de Gaulle el 1963.

### El segon mandat
El desembre de 1965, de Gaulle va tornar com a president per segon mandat de set anys, però aquesta vegada va haver de passar per una segona ronda de votació. A la primera ronda no va guanyar la majoria esperada, rebent només el 45% dels vots. Els seus dos principals rivals ho van fer millor del que s'esperava: el socialista Franços Mitterrand va rebre el 32% dels vots i Jean Lecanuet, que advocava pel que la revista Time anomenava el gaullisme sense De Gaulle rebé el 16%. A la segona ronda va derrotar a Mitterrand, qui ho va fer molt millor del que ningú s'havia imaginat, obtenint el 45% dels vots.
El setembre de 1966, en un famós discurs en Phnom Penh (Cambodja), va expressar el rebuig de França a la participació dels Estats Units a la Guerra del Vietnam, demanant la seva retirada del Vietnam com l'únic manera de garantir la pau. Malgrat això, de Gaulle conversava sovint amb George Ball, el sotssecretari d'Estat del President Lyndon Johnson, al qual confessà que temia que els Estats Units s'estiguessin arriscant a repetir la tràgica experiència francesa al Vietnam, país al qual de Gaulle anomenava el país podrit. Ball envià un memorandum a Johnson criticant la política estatunidenca al Vietnam a l'octubre de 1964.
De Gaulle visità l'illa de Guadalupe durant dos dies, després de la catàstrofe provocada per l'huracà Inés, portant ajut per milions de francs.

#### La crisi de la cadira buida

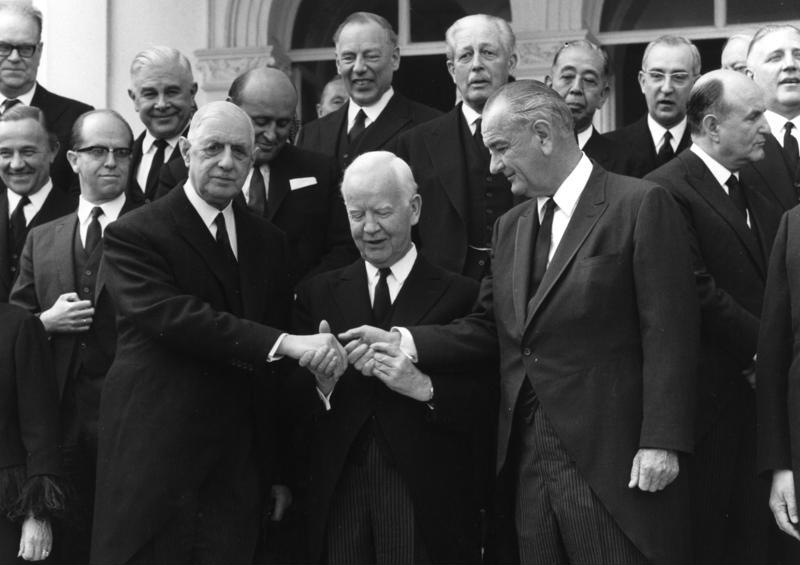
De Gaulle i Lyndon B. Johnson durant el funeral de Konrad Adenauer el 1967, amb el President de l'Alemanya Occidental Heinrich Lübke (centre)

Durant l'establiment de la Comunitat Europea, de Gaulle va ajudar a precipitar una de les majors crisis en la història de la CE, la crisi de la cadira buida. Es tractava del finançament de la Política Agrícola Comuna, però gairebé més important era l'ús de la majoria qualificada a la CE (en contraposició a la unanimitat). El juny de 1965, després que França i els altres cinc membres no es van poder posar d'acord, de Gaulle va retirar els representants de França de la CE. La seva absència va deixar l'organització essencialment sense poder actuar fins a assolir el compromís de Luxemburg el gener de 1966. De Gaulle va aconseguir influir en el mecanisme de decisió del Tractat de Roma, en insistir en la solidaritat basada en la comprensió mútua. Va vetar l'entrada de la Gran Bretanya a la CEE, una segona vegada, el juny de 1967.

#### La Guerra dels Sis Dies
Amb l'augment de la tensió a l'Orient Mitjà el 1967, de Gaulle, el 2 de juny va declarar un embargament d'armes contra Israel, tot just tres dies abans de l'esclat de la Guerra dels Sis Dies. Això, però, no afectava les peces de recanvi per als equips militars francesos amb els quals es van equipar les forces armades israelianes.
Aquest va ser un canvi brusc en la política. El 1956, França, Gran Bretanya i Israel havien cooperat en una acció per a recuperar el Canal de Suez d'Egipte. La força aèria israeliana utilitzava avions Mirage i Mystère francesos a la guerra dels Sis Dies, i la seva armada estava construint els seus nous vaixells per a míssils a Cherbourg. Tot i que estaven pagats, la seva transferència a Israel estava bloquejada pel govern de De Gaulle. Però van ser tretes de contraban en una operació que va provocar denúncies per part del Govern francès. Els darrers vaixells es van fer a la mar el desembre de 1969, immediatament després d'un important acord entre França i l'Algèria, ara independent, sobre intercanvi d'armament francès per petroli d'Algèria.
Amb de Gaulle, després de la independència de l'Algèria, França es va embarcar en una política exterior més favorable als països àrabs. La posició del general de Gaulle el 1967 en l'època de la Guerra dels Sis Dies va influir en la recent popularitat de França en el món àrab. Israel es va tornar cap als Estats Units per a l'obtenció d'armes, i l'accés a la seva indústria.
En una conferència de premsa televisada el 27 de novembre de 1967, de Gaulle va descriure el poble jueu com "aquesta gent d'elit, segur de si mateix i dominador". En la seva carta a David Ben-Gurion de data 9 de gener de 1968, va explicar que estava convençut que Israel havia fet cas omís de les seves advertències i sobrepassar els límits de la moderació en prendre la ciutat de Jerusalem, així com el Jordà, territoris de Síria i Egipte, per la força de les armes. Va sentir que Israel havia exercit repressió i expulsions durant l'ocupació que va acabar amb l'annexió. Assegurava que la retirada prevista de les forces d'Israel, apuntaven a poder arribar a una solució dins del marc de l'ONU, que podria incloure garanties d'un futur digne i just per als refugiats i les minories a l'Orient Mitjà, el reconeixement dels veïns d'Israel, i la llibertat de la navegació pel golf d'Aqaba i el Canal de Suez.

#### La Guerra civil de Nigèria
La regió oriental de Nigèria es declarà independent sota el nom de la República Independent de Biafra el 30 de maig de 1967. El 6 de juliol hi va haver els primers trets de la guerra civil, començant un conflicte que s'estendria fins a gener de 1970. El Regne Unit envià ajut militar a la República Federal de Nigèria, el qual la Unió Soviètica en va poder disposar. Sota el comandament de De Gaulle, França inicià un període d'interferències fora de la zona d'influència tradicional francesa. Una política orientada cap a la desintegració de Nigèria va posar Gran Bretanya i França en camps oposats. Les relacions entre França i Nigèria havien estat sota pressió des de la tercera explosió nuclear francesa al Sàhara al desembre de 1960. Des d'agost de 1968, quan es va aixecar l'embargament, França va proporcionar un suport limitat i encobert a la província separatista. Encara que les armes franceses van ajudar a mantenir Biafra en l'acció per als últims 15 mesos de la guerra civil, la seva participació va ser considerada com insuficient i contraproduent. El cap de l'estat major de Biafra va afirmar que els francesos "van fer més mal que bé en crear falses esperances i proporcionant als britànics amb una excusa per reforçar Nigèria."

#### Vive le Québec libre!
El juliol del 1967 de Gaulle visità Canadà, que estava celebrant el seu centenari amb una exposició universal a Montreal, Expo 67. El 24 de juliol, parlant a una gran multitud des del balcó de l'ajuntament de Montreal, de Gaulle proclamà "Vive le Québec libre!" (Visca el Quebec Lliure!) i després afegí "Vive le Canada français!" (Visca el Canadà francès!), i finalment, "Et vive la France." (I visca França). Els mitjans canadencs criticaren durament la proclama, i el Primer ministre del Canadà declarà que «als canadencs no ens cal ser alliberats.» De Gaulle marxà sobtadament del Canadà dos dies després, sense anar a Ottawa com estava programat. Mai no tornà al Canadà. El discurs molestà molts canadencs angloparlants, a més de ser molt criticat també a França, provocant malestar diplomàtic entre els dos països. Malgrat tot, els fets van ser vistos amb simpatia pel moviment sobiranista del Quebec i encara és una fita significativa de la història del Quebec a ulls de molts canadencs francesos.
L'any següent, de Gaulle visità Bretanya, on declamà un poema escrit pel seu oncle (qui també es deia Charles de Gaulle en bretó. Després del discurs hi hagué una repressió del nacionalisme bretó. De Gaulle va ser acusat d'hipocresia, car qui havia donat suport a un "Quebec Lliure" a causa de les seves diferències ètniques i lingüístiques amb la resta de canadencs, per un altre costat oprimia un moviment nacionalista bretó.

#### La conversió del dòlar
Sota la recomanació de l'economista que veia la conquesta de l'espai i el conflicte de Vietnam una interrupció de la balança de pagaments dels Estats Units, de Gaulle exigí a aquests la contrapartida en or d'una forta proporció dels dòlars en mans franceses. L'operació era legal, car el dòlar havia estat definit com a 1/35 unces d'or. La legislació internacional obligava als Estats Units a acceptar-ho, i aquests van haver de transferir l'or a França. El 1971 els Estats Units van posar final a la paritat a fi de fer "surar" el dòlar. Arran de la crisi del petroli de 1973 i 1979, el preu de l'or va a volar: el consell de Jacques Rueff era assenyat a llarg termini.

#### El Maig del 68
El govern de De Gaulle era criticat a França, particularment pel seu estiu de mà dura. Si bé la premsa escrita i les eleccions eren lliures, i emissores privades com Europe 1 podien emetre en francès des de l'exterior, la ORTF estatal tenia en monopoli de la televisió i la ràdio. Aquest monopoli significava que el govern podia fer un biaix de les notícies. En molts aspectes, la França Gaullista era conservadora, catòlica, i molt poques dones ocupaven càrrecs polítics de primer nivell (al maig de 1968, tot l'executiu estava format per homes). Molts factors van contribuir a un esgotament de parts de l'opinió pública, especialment dels joves estudiants, que portarien els fets del Maig de 1968.
Les grans manifestacions i vagues a França al maig de 1968 van desafiar enormement la legitimitat de De Gaulle. Juntament amb altres caps de govern temia que el país estava al llindar de la revolució o de la guerra civil. El 29 de maig, de Gaulle desaparegué sense notificar-lo al Primer Ministre Pompidou o a cap altre membre del govern, deixant bocabadat al país. Es dirigí a Baden-Baden per trobar-se amb el general Massu, cap militar francès a Alemanya, per discutir sobre la possible intervenció de l'exèrcit contra els manifestants. De Gaulle tornà a França després que se li assegurés el suport dels militars.
En una reunió privada on es discutí sobre les demandes dels estudiants i dels treballadors per a una participació directa als negocis i al govern afirmà que « La réforme oui, la chienlit non» (que es podria traduir com "reforma sí, mascarada/caos no"). El mot actualment és habitual als comentaris polítics francesos, tot i que llavors era una paronomàsia vernacla i escatològic.
Però de Gaulle oferí acceptar algunes de les reformes que exigien els manifestants. Tornà a considerar fer un referèndum per donar suport als seus moviments, però el 30 de maig, Pompidou el va convèncer per dissoldre el parlament (on el govern havia perdut la seva majoria a les eleccions del març de 1967) i convocar noves eleccions. Les eleccions de juny de 1968 van ser un gran èxit pels gaullistes i els seus aliats; quan mostraren l'espectre de la revolució o la guerra civil, la majoria del país es va situar al seu darrere. El seu partit va aconseguir 352 dels 487 escons, però de Gaulle seguí sent molt impopular; i una enquesta feta immediatament després de la crisi mostrà que el país el considerava massa vell, massa centrat en si mateix, massa autoritari, massa conservador i massa anti-americà. El consens general era que de Gaulle estava massa allunyat del francès mitjà, preocupat massa amb els militars i els afers exteriors mentre que es preocupava massa poc pels afers domèstics.

### Retir

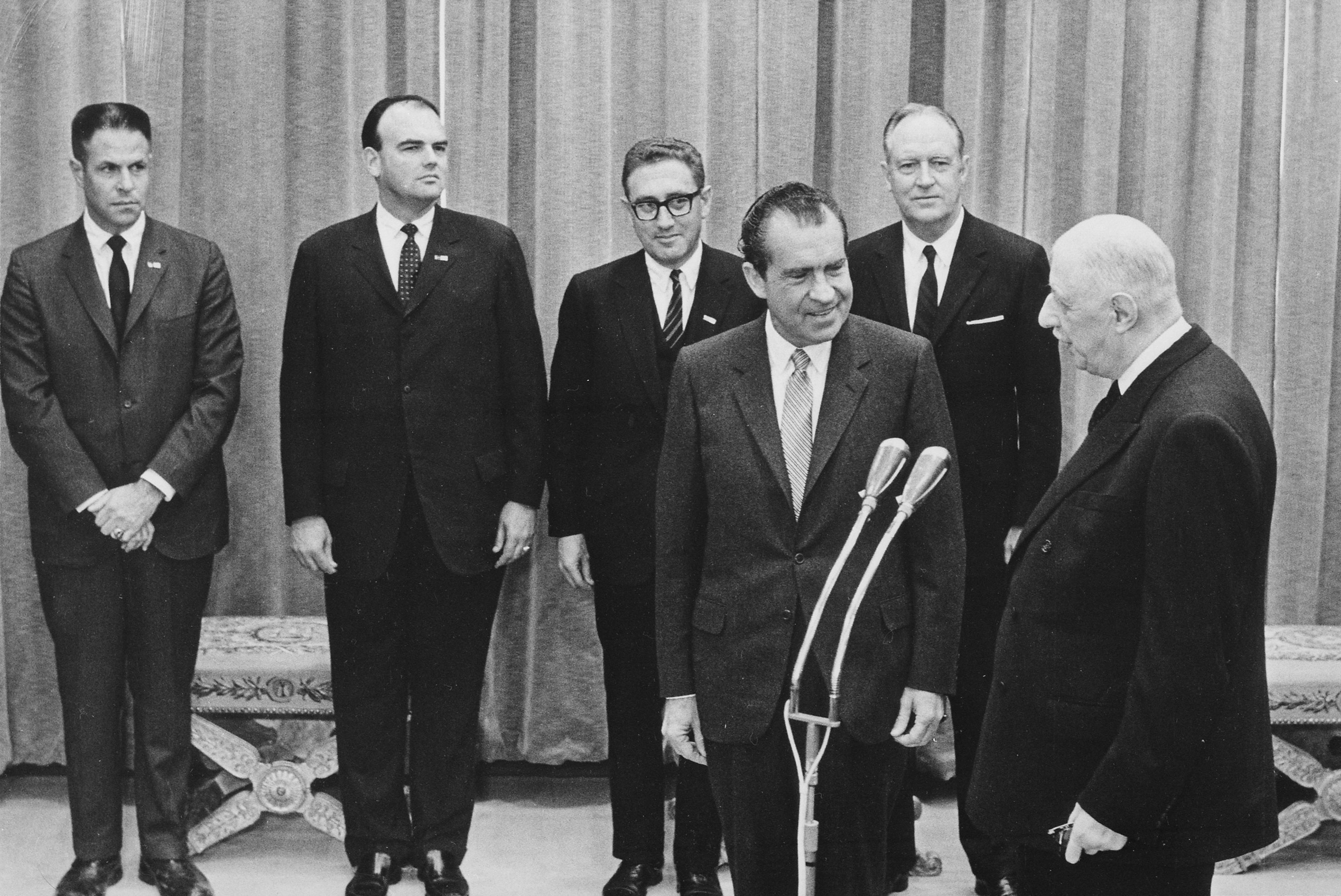
El President dels Estats Units Richard Nixon visità el President Charles de Gaulle un mes abans del retir del general.

Charles de Gaulle dimití de la presidència el vespre del 28 d'abril de 1969, després que es rebutgés la seva proposta de reforma del Senat i dels governs locals en un referèndum. De Gaulle havia promès que si el referèndum no prosperava, dimitiria del seu càrrec. Després d'un discurs de 8 minuts, dimití. Dos mesos després, Georges Pompidou va ser elegit com el seu successor.
De Gaulle es retirà de nou a la seva finca de La Boisserie, a, a 200 km al sud-est de París. Allà va continuar amb les seves memòries, dictades al seu secretari a partir de notes. Als visitants els deia «acabaré tres llibres, si Déu em dona vida». El primer d'ells, titulat « Le Renouveau, 1958-1962», en una sèrie que havia de titular-se "Memòries d'esperança», va ser acabat ràpidament i esdevingué l'èxit de vendes més ràpid de la història editorial francesa. Durant el dia realitzava habitualment dues passejades, una tot sol i l'altre amb la seva esposa Yvonne per la finca.
No acceptà les pensions corresponents a un president retirat i a un general retirat, sinó només la corresponent a un coronel, molt menor. Era molt primmirat pel que feia als diners, preocupant-se de separar les seves despeses privades de les de les seves funcions oficials: pagava els seus talls de cabells o els segells de la seva correspondència personal, i havia un comptador d'electricitat instal·lat a la zona privada de la seva residència oficial.
Realitzà un viatge a Espanya, durant el qual va fer una visita de cortesia al general Franco, afirmant lamentar no haver-se pogut trobar abans a causa de les circumstàncies oficials. Encara que de Gaulle llavors no exercia cap càrrec públic, que un home del seu prestigi es trobés amablement amb el dictador espanyol suscità nombroses crítiques.

### Mort

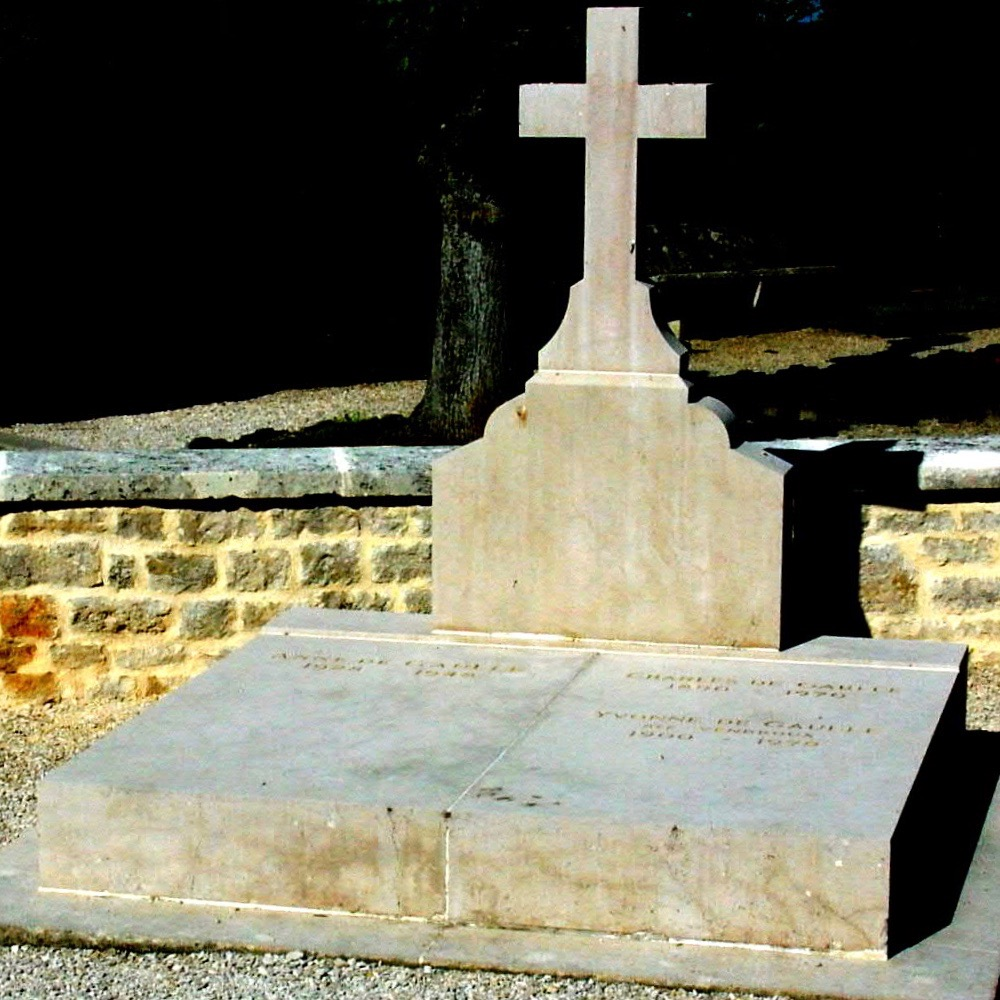
La tomba de Charles de Gaulle Colombey-les-Deux-Églises

El 9 de novembre de 1970 a les 19:10, es va emmalaltir a causa d'un trencament d'aneurisma i va morir vint minuts després. La notícia va ser difosa l'endemà amb un breu discurs televisat del president Georges Pompidou. La mort de De Gaulle que, en paraules del seu successor, deixava "França vídua", fou una oportunitat per fer un balanç del seu paper a la història de França, d'Europa i del món. D'aquesta manera, l'endemà de la seva mort, el rei Balduí de Bèlgica va viatjar acompanyat per la reina, a títol personal, per a donar el seu condol, a la senyora de Gaulle i la seva família. El rei desitjava expressar la seva simpatia per un home que, en les seves memòries de guerra, es va abstenir de condemnar el rei Leopold III de Bèlgica per la rendició de l'exèrcit belga el 1940. El rei belga, va estar també en nom dels vincles establerts durant la guerra, amb la França Lliure del general de Gaulle, quan el govern belga d'Hubert Pierlot i Paul-Henri Spaak des de l'exili a Londres va ser el primer dels governs aliats a reconèixer la legitimitat del gaullisme, tot i la pressió dels anglesos.
De Gaulle ha deixat una empremta inesborrable a la política francesa, ja que bona part de les seves idees encara són presents en la França actual, sota el corrent de l'anomenat gaullisme, representat pel partit polític Rassemblement pour la Republique.
El funeral del General es va celebrar el 12 de novembre de 1970, a Colombey-les-Deux-Églises en presència d'una gran multitud i una delegació dels exèrcits francesos, única representació oficial autoritzada per de Gaulle al seu testament. A París, es van reunir molts líders estrangers per honrar la seva memòria a Notre Dame, mentre que diversos centenars de milers de parisencs es varen manifestar pels Camps Elisis.
El seu testament, que havia estat redactat el 1952 en 3 exemplars numerats, va ser una darrera bufetada a les convencions:
- «Vull ser enterrat a Colombey»
- «A les meves exèquies, ni presidents ni ministres, o qualsevol altre representant de qualsevol assemblea» (el ministre d'hisenda Valéry Giscard d'Estaing hi assistí afirmant que no hi anava com a ministre, sinó que com un francès qualsevol. Tots els altres oficials, fins i tot el president Nixon, van assistir conjuntament a una simple missa en memòria del general a Notre-Dame de París).
- «Només els exèrcits de França, però una representació molt modesta... i els Companys de l'Alliberament estan autoritzats a assistir»
- «A la meva tomba: "Charles de Gaulle, 1890-..." Res més»
- «Declaro que rebutjo qualsevol distinció, promoció, dignitat, citació, condecoració, sigui francesa o estrangera. Si alguna em fos concedida, serà una violació de les meves darreres voluntats.»

## Distincions i honors
Gran Mestre de la Legió d'Honor (1959, com a President de la República Francesa)
 Oficial de la Legió d'Honor (1934)
 Cavaller de la Legió d'Honor (1915)
 Company de l'Alliberament (1940)
 Gran Creu de l'Orde Nacional del Mèrit (1963, com a President de la República Francesa)
 Creu de Guerra 1914-1918
 Creu de Guerra 1939-1945
 Medalla interaliada 1914-1918
 Medalla d'Honor dels Bombers

### Distincions com a Gran Mestre
Gran Mestre de la Legió d'Honor (1959)
 Gran Mestre de l'orde de l'Alliberament (1947)
 Gran Mestre de l'Orde Nacional del Mèrit (1963)

### Distincions estrangeres

Escut en tant que cavaller de l'orde del Serafí

Gran Creu de Cavaller amb Gran Cordó de l'orde al Mèrit de la República Italiana (16 de juny de 1959)
 Gran Creu de Cavaller del Reial Orde Noruec de Sant Olaf
 Gran Creu de Cavaller de l'orde de la Rosa Blanca de Finlàndia
 Cavaller de l'orde de l'Elefant (Dinamarca)
 Cavaller de l'orde del Serafí (Suècia)
 Gran Creu de Cavaller del Reial Orde Victorià (Regne Unit)
 Comandant de la Legió del Mèrit (Estats Units)
 Creu de plata de l'orde Virtuti Militari (Polònia)
 Gran Creu de l'orde Polònia Restituta
 Gran Creu de l'orde del Mèrit (RFA)
 Gran Creu de l'Orde del Redemptor (Grècia)
 Gran Creu de l'orde de Leopold (Bèlgica)
 Creu de Guerra (Bèlgica)
 Gran Creu de l'orde de Sant Carles (Mònaco)
 Gran Creu de l'orde del Lleó Blanc (Txecoslovàquia)
 Creu de Guerra 1939-1945 (Txecoslovàquia)
 Gran cordó de l'orde d'Ouissam Alauita (Marroc)
 Gran Collar de l'orde del Mohammedi (Marroc)
 Gran Creu de l'orde del Mèrit (Camerun)
 Gran Creu de l'orde nacional (Costa d'Ivori)
 Gran Cordó de l'orde del Drac d'Annam
 Gran Creu de l'orde reial de Cambodja
 Gran Creu de l'orde del Milió d'Elefants i del Parasol Blanc (Laos)
 Cavaller de l'orde de Chakri (Tailàndia)
 Gran Creu de l'orde del Sol (Perú)

### Homenatges

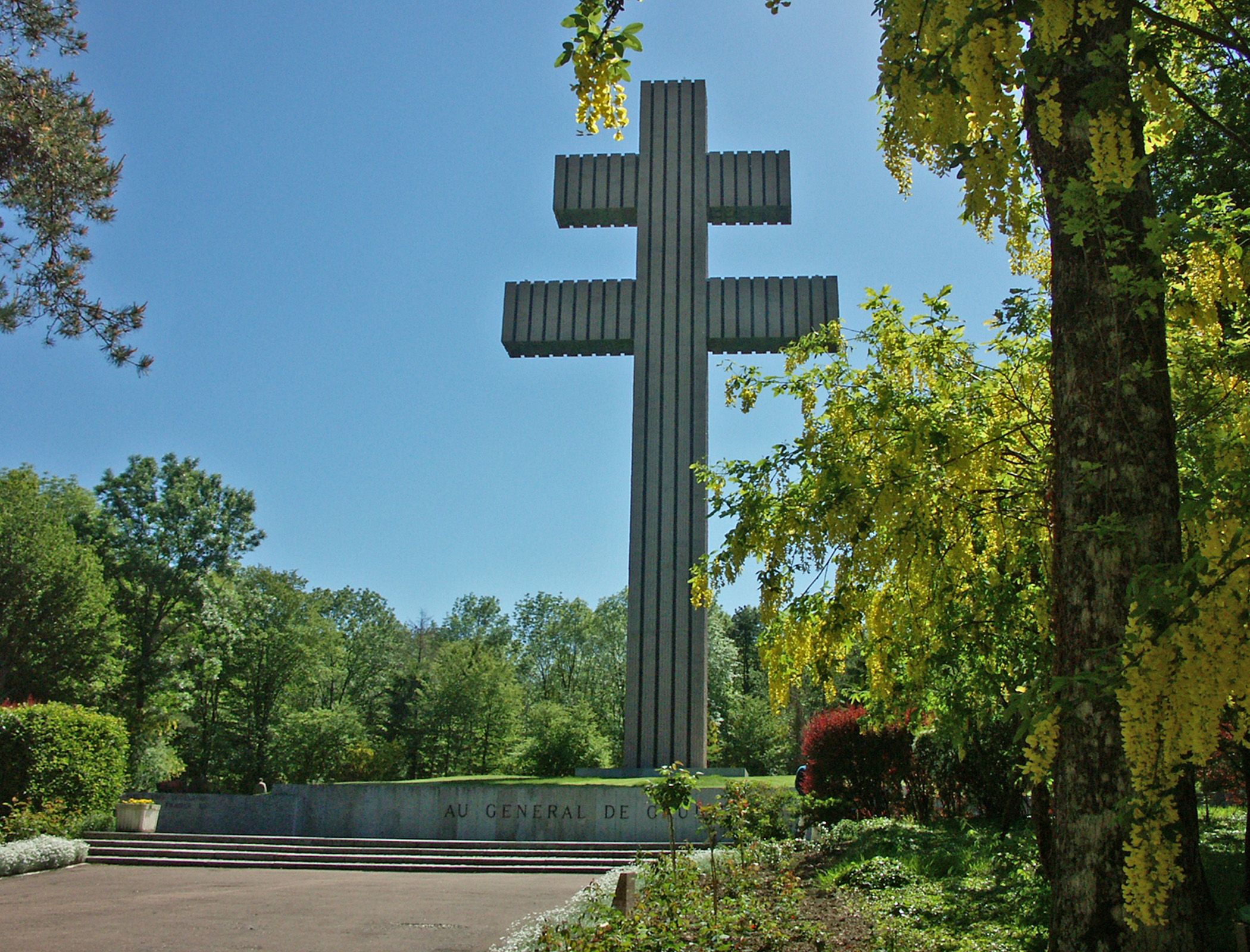
La Creu de Lorena del memorial Charles de Gaulle, a Colombey-les-Deux-Églises.

El 1972 s'inaugurà a Colombey-les-Deux-Eglises el memorial General de Gaulle, presidit per una gran creu de Lorena de granit. L'11 d'octubre de 2008 el President de la República francesa Nicolas Sarkozy i la Cancellera d'Alemanya Angela Merkel inauguraren el nou memorial.
Al febrer de 2008 s'inaugurà l'historial Charles de Gaulle al subsòl de l'Hôtel des Invalides; com a part del Museu de l'Exèrcit.
El nom de Charles de Gaulle ha batejat nombroses artèries, ponts i edificis per tota França: el 2007 l'Institut Charles-de-Gaulle comptabilitzà més de 3.600 vies "de Gaulle", els ajuntaments de dreta o de centre elegien l'apel·lació militar "General de Gaulle", mentre que les d'esquerra solien preferir la forma civil "Charles de Gaulle". Es pot destacar la plaça Charles de Gaulle (anteriorment la plaça de l'Estel) i el pont Charles de Gaulle de París, la plaça del General de Gaulle de Lilla, l'aeroport de París-Charles de Gaulle (anteriorment aeroport de Roissy) i el portaavions nuclear Charles de Gaulle.
El 4 d'abril del 2005, l'audiència d'un programa de televisió emès per France 2 des del Senat, nomenà a de Gaulle com el Francès més Gran de tots els temps, per davant de figures com Louis Pasteur, l'Abbé Pierre, Marie Curie, Coluche o Victor Hugo. Una part de centristes, com Régis Debray, actualment declaren que troben en de Gaulle un inspirador. Segons un sondeig efectuat el 2005 al context del desè aniversari del traspàs de François Miterrand, aquest darrer, llavors l'únic president d'esquerres durant la V República, va ser considerat com el millor president pel 35% dels enquestats, seguit per Charles de Gaulle (30%) i de Jacques Chirac (12%), qui s'afirmava gaullista. Un altre sondeig realitzat per la BVA quatre anys més tard indicà que el 87% dels francesos jutjaven positivament la presidència de Charles de Gaulle, ocupant la primera posició dels presidents de la V República. Un sondeig realitzat pel mateix institut el 2013 seguí la mateixa pauta: amb el 89% d'opinions favorables, de Gaulle aparegué com el president preferit dels francesos, mentre que Mitterrand ocupà la cinquena posició amb el 55%. Al novembre del 2010, en ocasió del 40è aniversari del seu traspàs, una enquesta qualificà el general de Gaulle com "el personatge més important de la història de França", amb un 44% dels sondeigs, davant de Napoleó Bonaparte (14%), Carlemany (14%), Jean Jaurès (12%), Lluís XIV (7%) i Léon Blum (4%). Una enquesta duta a terme per l'Ifop a l'abril de 2011 senyalà que el 45% dels francesos consideraven que el general de Gaulle com qui havia canviat França, davant de tota la resta de presidents de la V República (François Mitterrand, Jacques Chirac, Nicolas Sarkozy, Valéry Giscard d'Estaing i Georges Pompidou).

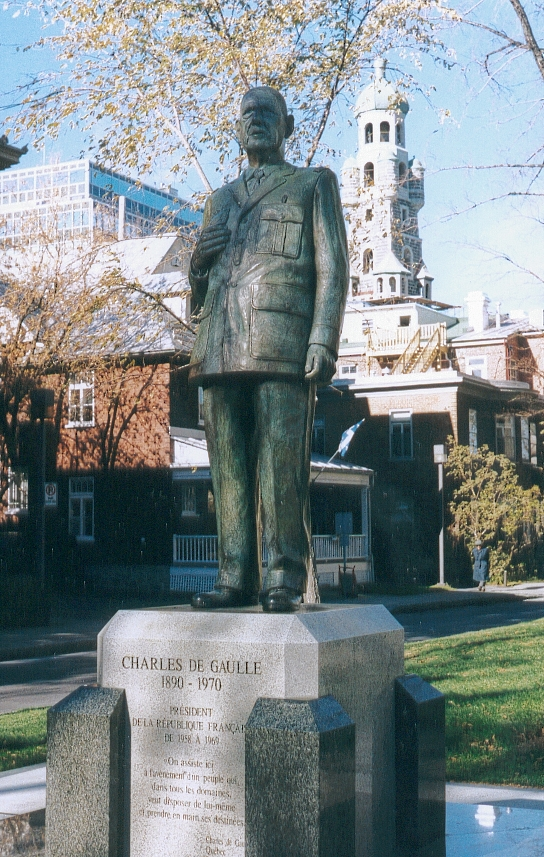
Estàtua a Quebec, davant l'hôtel Loews le Concorde.
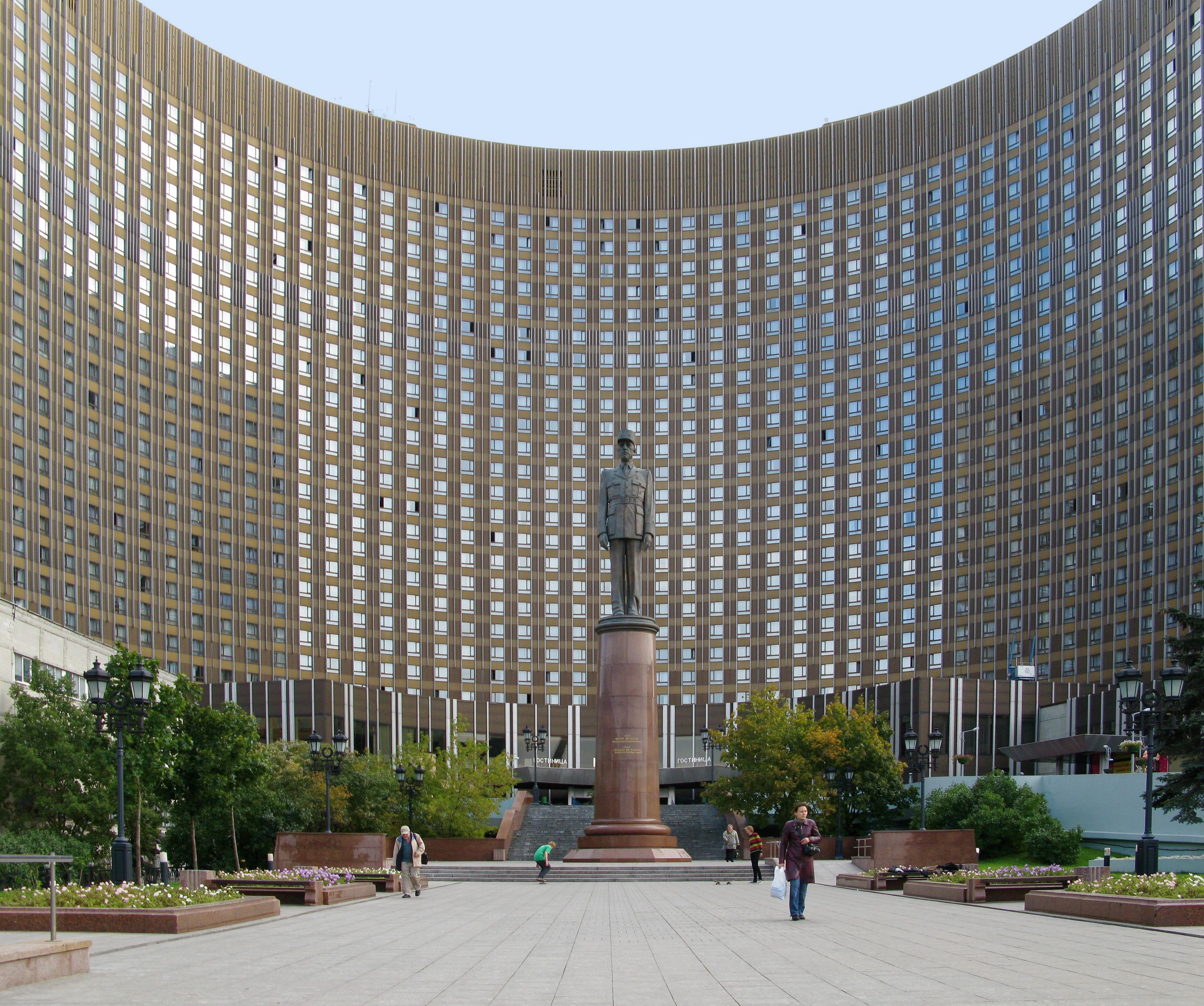
Estàtua a Moscou davant l'hôtel Cosmos.
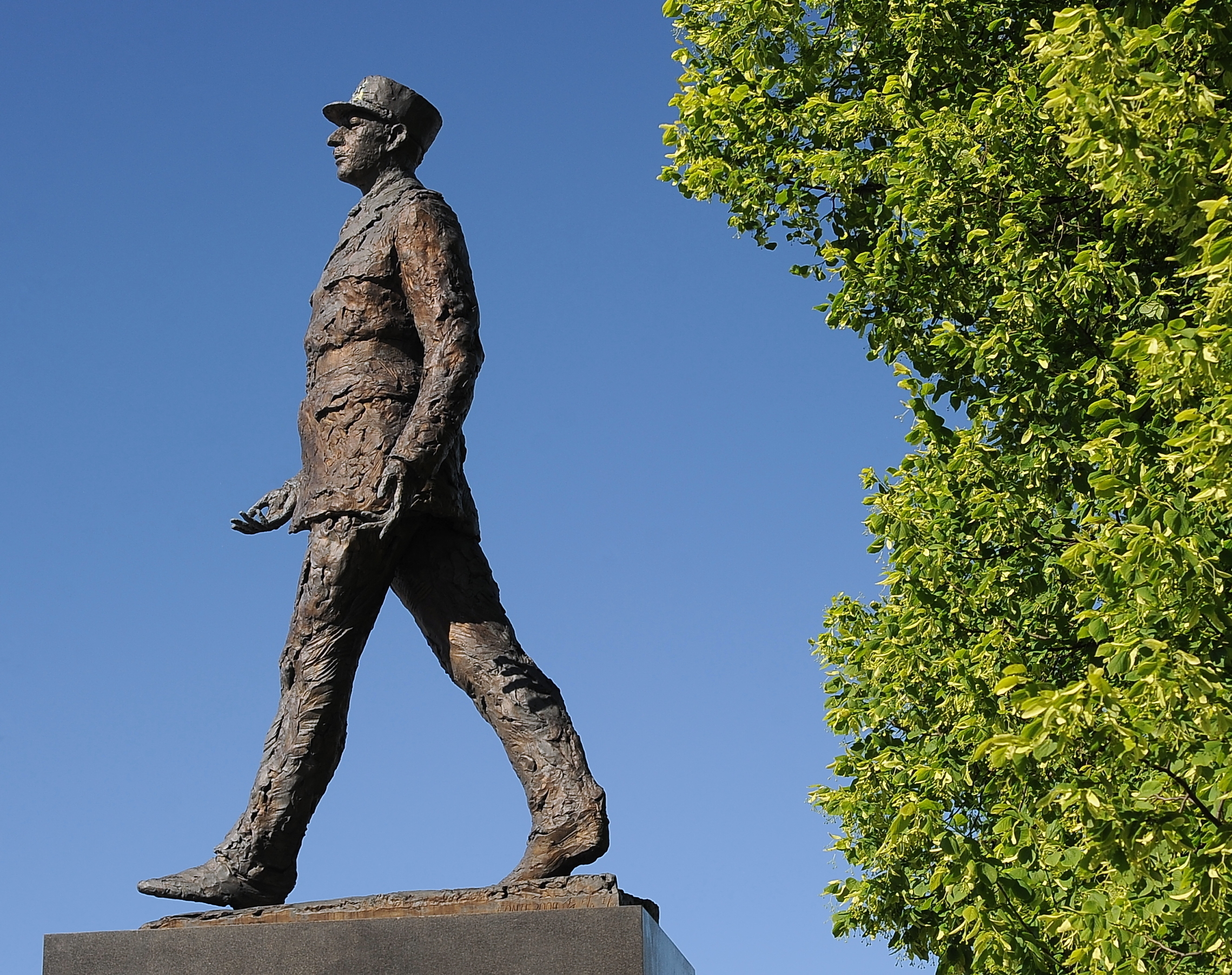
Estàtua a Varsòvia.
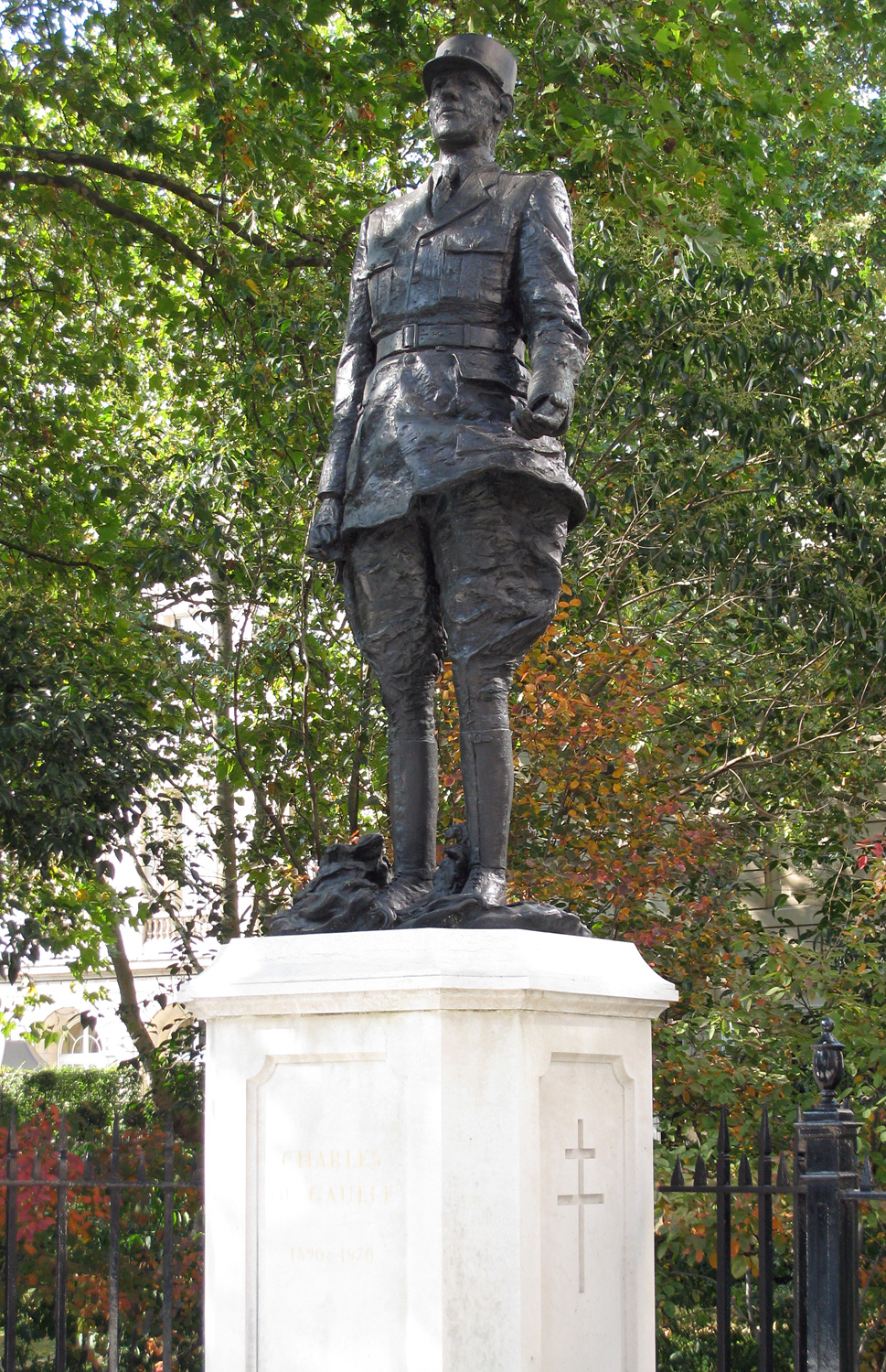
Estàtua a Londres.
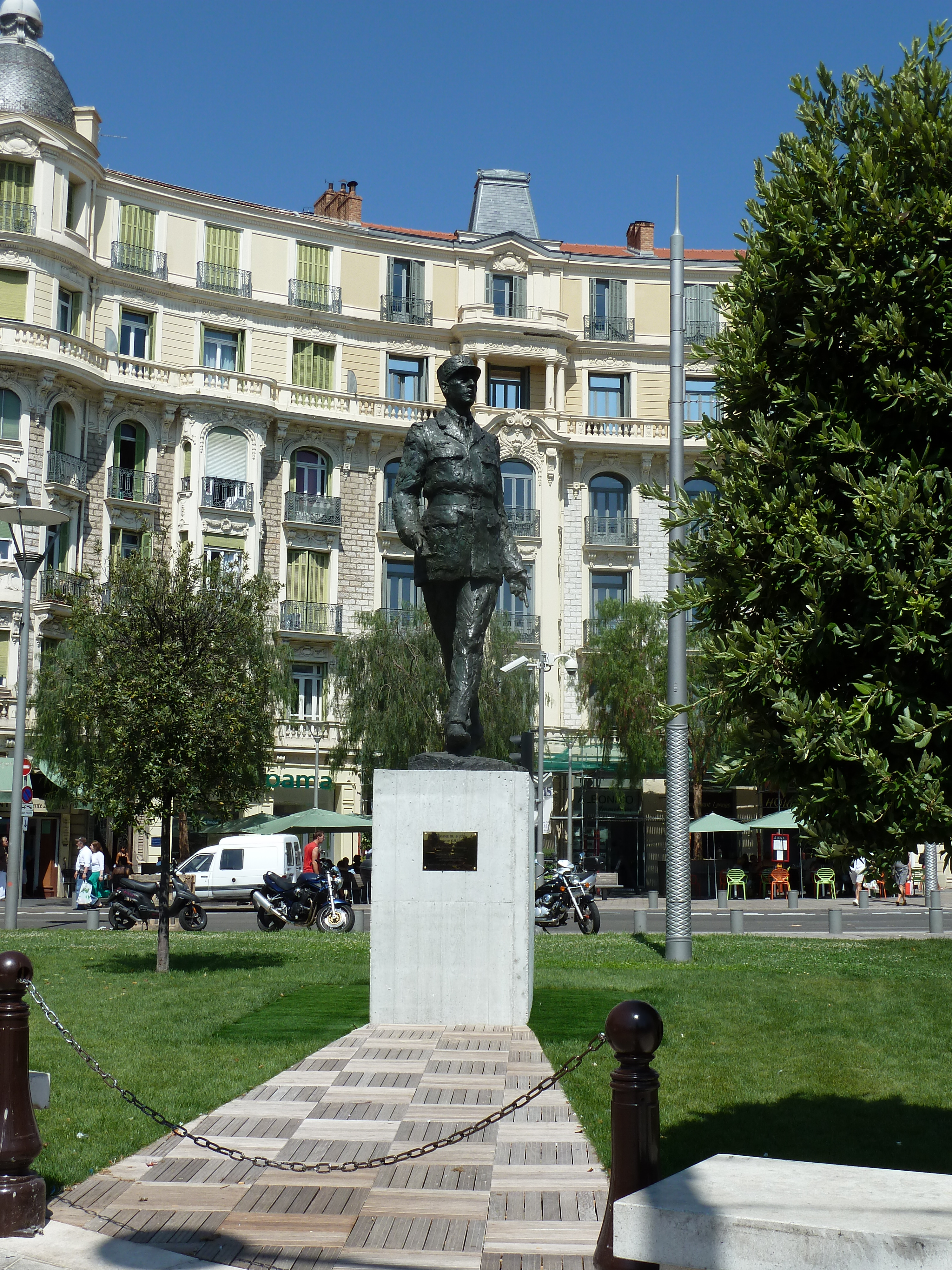
Estàtua a Niça.

S'han erigit estàtues a la seva memòria en ciutats com Quebec, Londres, Varsòvia o Moscou. La República Popular de la Xina té un gran reconeixement públic cap a ell per haver-los reconegut diplomàticament el 1964. Israel va sentir amb més duresa les declaracions sensacionals 1967 com el culte popular va ser dedicat a l'home de 18 de juny podria comparar fins llavors, com s'ha assenyalat Eric Roussel, que el "pare de la pàtria" David Ben-Gurion. El món àrab recorda les seves crítiques contra l'ocupació de Gaza i Cisjordània. Ben Bella rendí homenatge a de Gaulle com l'adversari més valerós del FNL: «Cap militar, és qui ens ha donat els cops més durs», però qui acabà acceptant la independència d'Algèria. En efecte, per a Ben Bella, «de Gaulle veia més enllà» i «de Gaulle no era un polític. Tenia aquesta dimensió universal que sovint es veu que manca als dirigents actuals.» A aquells que li critiquen ser un client de la França gaullista, Léopold Sédar Senghor replicà que pocs caps d'estat occidentals es podien ventar d'haver arriscat personalment la seva vida per portar una colònia a la independència. Fins i tot Fidel Castro declarà que havia trobat un model en de Gaulle llegint les seves "Memòries de Guerra".

### En la cultura popular

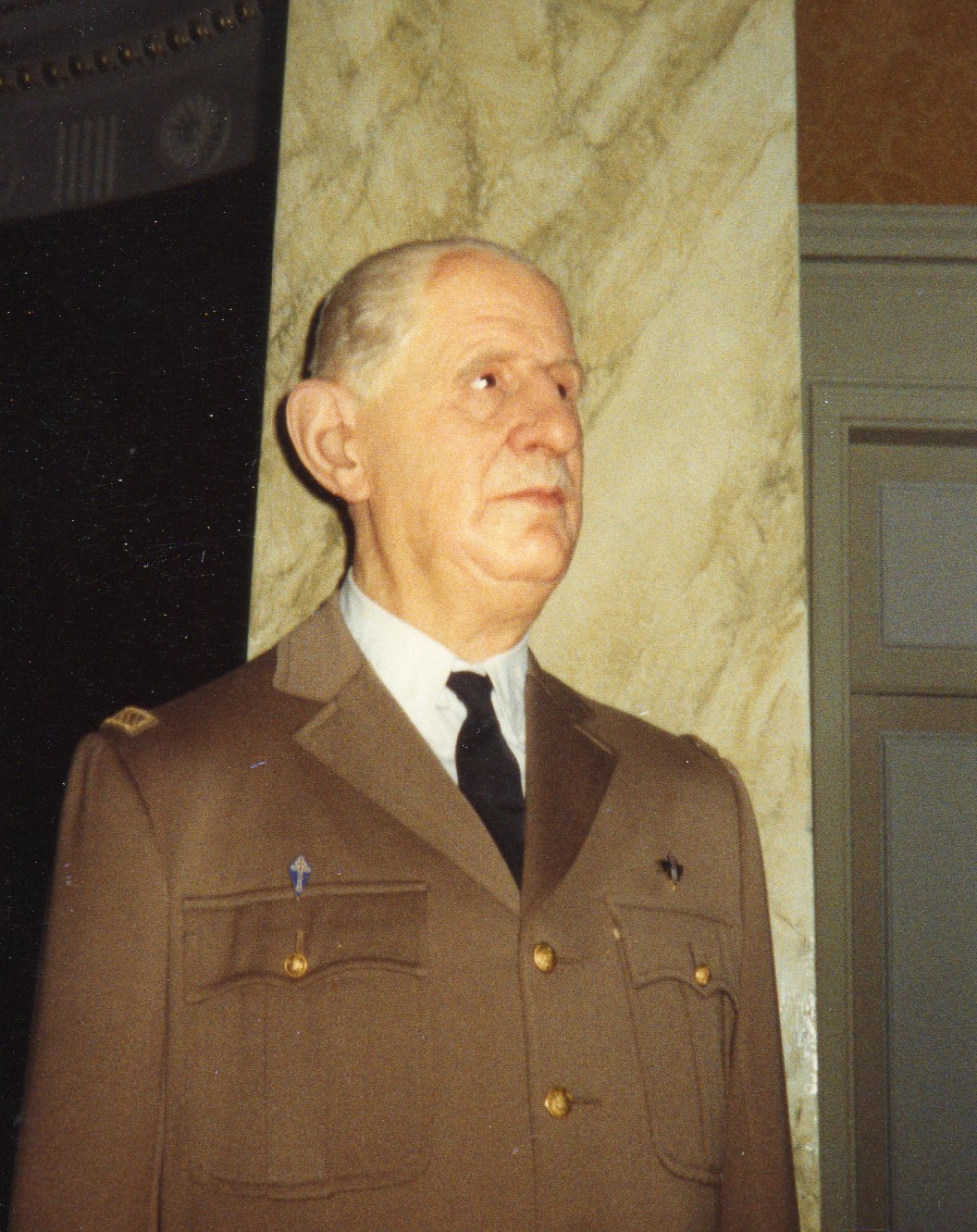
Estatua al museu Madame Tussauds de Londres

A França, de Gaulle és citat habitualment com Général de Gaulle o simplement com Le Général. Els membres de la França Lliure a vegades l'anomenaven "Le grand Charles". Els seus detractors a vegades l'anomenaven la Grande Zohra.
De Gaulle és el caràcter principal de la pel·lícula del 2009 "Adieu de Gaulle, adieu"
De Gaulle és una presència a la novel·la The Day of the Jackal de Frederick Forsyth, en la que l'Organisation de l'armée secrète, després de l'intent d'assassinat fet per Petit Clamart durant l'agost de 1962, contracten un assassí professional perquè l'assassini durant el Dia de l'Alliberament de 1963. La novel·la va ser adaptada al cinema el 1973, protagonitzada per Edward Fox i Michel Lonsdale
Charles de Gaulle apareix a la pel·lícula sobre sèrie Futurama Bender's Big Score, com a referència a la cançó de Scott Walker song 30 Century Man
El personatge de De Gaulle apareix a la pel·lícula Ike: Countdown to D-Day, interpretat per l'actor George Shevtsov.
En un episodi de la sèrie 'Allo 'Allo!, en René Artois ha de vestir-se de general francès, exclamant-se per què els generals francesos havien de tenir el nas gros (en referència al prominent nas de De Gaulle).

## Historial de promocions
Tinent – 1 d'octubre de 1913
 Capità – gener de 1915
 Major – 25 de setembre de 1927
 Tinent coronel – 25 de desembre de 1933
 Coronel – 25 de desembre de 1937
 General de brigada – 25 de maig de 1940

### Obres de Charles de Gaulle
- Une mauvaise rencontre, Imp. de Montligeon, 1906 (écrit à 15 ans)
- La Congrégation, Hors de France, Revue du collège d'Antoing (Plantilla:Numéro) 1908
- Carnet de campagne d'un officier français, Revue de Paris (Plantilla:Numéro) 1920
- La Discorde chez l'ennemi, Berger-Levrault 1924
- Le Flambeau (Plantilla:1re et Plantilla:2e parties) Revue militaire (Plantilla:Numéro et 70) 1927
- La Défaite, question morale, 1927-1928
- Philosophie du recrutement, Revue de l'Infanterie (Plantilla:Numéro) 1929
- La Condition des cadres dans l'armée, 1930-1931
- Histoire des troupes du Levant, Imp. nationale 1931 (en collaboration avec le cdt Yvon, le col de Mierry collaborant à la préparation du texte final)
- Le fil de l'épée, Berger-Levrault 1932
- Combats du Temps de paix, Revue de l'Infanterie (Plantilla:Numéro) 1932
- Pour une politique de défense nationale, Revue Bleue (Plantilla:Numéro) 1933
- Le soldat de l'Antiquité, Revue de l'Infanterie 1933
- Forgeons une armée de métiers, Revue des Vivants 1934
- Vers l'armée de métier, Berger-Levrault 1934
- Le problème belge, Revue Défense Nationale 1936
- La France et son Armée, Plon 1938
- Discours de guerre, Paris; Fribourg: LUF (Librairie universelle de France) Egloff, 1944-1945, 3 vol. (Collection Le Cri de la France. Série 2; 1; 2; 3), imprimés à Genève.
- Trois études, Berger-Levrault 1945 (Rôle historique des places fortes; Mobilisation économique à l'étranger; Comment faire une armée de métier) suivi par le Mémorandum du 26 janvier 1940.

 Memorias de guerra.  Barcelona: Planeta de Agostini, 2006. ISBN 84-674-3324-8.
- - Volume I - L'Appel, 1940-1942 Plon 1954
  - Volume II - L'Unité, 1942-1944 Plon 1956
  - Volume III - Le Salut, 1944-1946 Plon 1959
- Mémoires d'espoir
  - Volume I - Le Renouveau, 1958-1962 Plon 1970
  - Volume II - L'effort, 1962… Plon 1971
- Discours et Messages
  - Volume I - Pendant la Guerre, 1940-1946 Plon 1970
  - Volume II - Dans l'attente, 1946-1958 Plon 1970
  - Volume III - Avec le Renouveau, 1958-1962 Plon 1970
  - Volume IV - Pour l'Effort, 1962-1965 Plon 1970
  - Volume V - Vers le Terme, 1966-1969 Plon 1970
- Lettres, Notes et Carnets
  - Tome 1 - 1905-1918 Plon 1980
  - Tome 2 - 1919-juin 1940 Plon 1980
  - Tome 3 - Juin 1940-juillet 1941 Plon 1981
  - Tome 4 - Juillet 1941-mai 1943 Plon 1982
  - Tome 5 - Juin 1943-mai 1945 Plon 1983
  - Tome 6 - Mai 1945-juin 1951 Plon 1984
  - Tome 7 - Juin 1951-mai 1958 Plon 1985
  - Tome 8 - Juin 1958-décembre 1960 Plon 1985
  - Tome 9 - Janvier 1961-décembre 1963 Plon 1986
  - Tome 10 - Janvier 1964-juin 1966 Plon 1986
  - Tome 11 - Juillet 1966-avril 1969 Plon 1987
  - Tome 12 - Mai 1969-novembre 1970 Plon 1988
  - Tome 13 - Compléments de 1924 à 1970 Plon 1997
- Textes, allocutions déclarations et notes. La Documentation française Plantilla:Numéro (25 septembre 1967)
  - Voyage en Pologne du général de Gaulle, président de la République (6 - 11 septembre 1967)

### Obres dedicades a Charles de Gaulle

#### L'home
- Marc Alloueteau (dir.), Charles de Gaulle, 1890-1970, album souvenir, Histoire pour tous, 194 p., 1980, sans ISBN
- Yves Amiot, La capture - De Gaulle à Douaumont 2 mars 1916, Éditions Ulysse, 1997
- Claire Andrieu, Philippe Braud, Guillaume Piketty (dir.), Dictionnaire de Gaulle, Robert Laffont, coll. Bouquins, 2006
- Pierre Louis Blanc, Charles de Gaulle au soir de sa vie, Fayard, 1990 (Prix Pierre Lafue)
- Pierre Louis Blanc, Valise Diplomatique, Éditions du Rocher, 2004 (Grand prix de l'Académie Française)
- Pierre Louis Blanc, Retour à Colombey, Éditions Pierre Guillaume de Roux, 2011
- Jacques Boissay, De Gaulle en campagne, textes de Jean-Louis Lemarchand, préface de Jean Mauriac, Le Cherche Midi éditeur, 192 p, 2011.[207]
- Alain de Boissieu: Pour combattre avec de Gaulle; Souvenirs 1940-1946, Omnibus, 1999 ISBN 2-2591-9014-6 et Pour servir le Général; 1946-1970, Plon, 1990 ISBN 2-2590-2366-5
- Paul-Marie Coûteaux, Le génie de la France. Tome I : De Gaulle philosophe, Paris, Jean-Claude Lattès. 323 p., 2002
- Alexandre Duval-Stalla, André Malraux - Charles de Gaulle : une histoire, deux légendes, Gallimard, 2008
- Christian Fouchet, Au service du général de Gaulle Plon, 1971 et Les Lauriers sont coupés Plon, 1973
- Guy Forzy, Ça aussi, c’était de Gaulle, Dualpha, 2004
- Max Gallo, De Gaulle (4 tomes: L'Appel du Destin (1890-1940), La Solitude du Combattant (1940-1946), Le Premier des Français (1946-1962) et La Statue du Commandeur (1962-1970)), Éditions Robert Laffont et Pocket, 1998
- Max Gallo (avec la participation d'Yves Guéna), De Gaulle, les images d'un Destin, Éditions du Soleil, Fondation Charles de Gaulle
- Philippe de Gaulle – Michel Tauriac, Mon père en images, Michel Lafon, 2006 (ouvrage de photos inédites)
- Philippe de Gaulle, De Gaulle, mon Père. Entretiens avec Michel Tauriac, Paris, Plon, 2003
- Henri-Christian Giraud (dir.), Réplique à l'amiral de Gaulle, Monaco, éd. du Rocher, col. Documents, 2004
- Yves Guéna, De Gaulle, Gründ, collection Histoire sur le vif, 2007, 64 pages (illustrations couleurs, plus de 60 fac-similés) ISBN 2-7000-1696-3
- Henri Guillemin, Le Général clair obscur, Paris, Le Seuil
- Riccardo Brizzi et Michele Marchi, Charles de Gaulle, Bologna, Il Mulino, 2008
- Julian Jackson, De Gaulle. Au-delà de la légende, Alvik, 2004
- Henri de Kerillis, De Gaulle dictateur. Une grande mystification de l'histoire, Montréal, Beauchemin, 1945 (pamphlet contestable)
- Jean Lacouture, De Gaulle, Paris, Éditions du Seuil (3 volumes) : 1 — Le Rebelle (1890-1944), 1984 ISBN 2-0200-6968-7, 2 — Le Politique (1944-1959), 1985 ISBN 2-0200-8933-5, 3 — Le Souverain (1959-1970), 1986 ISBN 2-0200-9351-0
- Paul-Marie de La Gorce, De Gaulle, Éditions Perrin, 2000
- Alain Larcan, De Gaulle : le soldat écrivain, Paris: Textuel, col. Passion, 2005, 191 p., Plantilla:Unité ISBN 2-8459-7115-X
- Jacques Laurent, Mauriac sous de Gaulle, La Table Ronde, 1964
- Adrien Le Bihan, De Gaulle écrivain, Fayard/Pluriel, 2010 ISBN 978-2-8185-0069-9
- Adrien Le Bihan, Le Général et son double. De Gaulle écrivain, Paris, Flammarion, 1996.
- Corinne Maier, Le Général de Gaulle à la lumière de Jacques Lacan, L'Harmattan, 2001 ISBN 2-7475-0297-X
- Charles Morazé, Le Général de Gaulle et la République, Flammarion, 1993, col. Vieux Fonds Fic, ISBN 2-0806-0559-3
- Jean-François Revel, Le Style du Général, éd. Complexe, 1988
- Anne et Pierre Rouanet, Les Trois Derniers Chagrins du général de Gaulle, Paris, Grasset, 1980
- Éric Roussel, De Gaulle, Éditions Gallimard, 2002; rééd. Perrin, coll. Tempus, 2 tomes: 1890-1945 et 1946-1970, 2007; coll. Folio biographies, un tome, 2008 (la biographie de référence)
- Odile Rudelle, De Gaulle pour mémoire, Éditions Gallimard, 1991
- Venner, Dominique. éditions du Rocher. De Gaulle, la grandeur et le néant, 2004, p. 300.
- Henri De Wailly, De Gaulle sous le casque, Abbeville 1940, Librairie académique Perrin, 1990

#### La política
Obres generals
- Maurice Agulhon, De Gaulle. Histoire, symbole, mythe, París, Plon, 2000
- Serge Berstein, Histoire du gaullisme, Paris, Éditions Rémi Perrin, 2001
- Gérard Dalmaz, De Gaulle à la Une, Paris, Hoëbeke, 2010
- Max Lagarrigue, 99 questions… La France sous l'Occupation, C.N.D.P., 2007 ISBN 978-2-8662-6280-8
- René Rémond, Les Droites en France, Aubier éditeur, 1982
- Henry Rousso, Le Syndrome de Vichy, Seuil, Paris, 1990.

Estudis temàtics
- Guy Penaud, De Gaulle - Pétain - L'affrontement du printemps 1940, L'Harmattan, 2012 (ISBN : 978-2-296-56829-7)
- François Audigier, Histoire du S.A.C. La part d'ombre du gaullisme, Stock, 2003
- François Broche, Une histoire des antigaullismes, Bartillat, Paris, 2007 ISBN 978-2-8410-0395-2
- Alexandre Gerbi, Histoire occultée de la décolonisation franco-africaine : imposture, refoulements et névroses, Paris, Éditions L'Harmattan, Études africaines, 2006
- Philippe Bedouret, L'influence du monde germanique sur de Gaulle, Sarrebruck, Éditions Universitaires Européennes, 2011 ISBN 978-613-1-59983-5
- Vincent Jauvert, L'Amérique contre de Gaulle, Paris, Éditions du Seuil, 2000
- Pierre Quatrepoint, L'aveuglement, de Gaulle face à l'Indochine, Éditions Rémi Perrin, 2003

La Resistència
- Fondation et Institut Charles de Gaulle, Avec de Gaulle, tome 1, La Guerre et la Reconstruction, éd. Nouveau Monde, ISBN 2-8473-6026-3
- Robert Belot, La Résistance sans de Gaulle, Fayard, 2006
- Jean-Louis Crémieux-Brilhac, La France libre, Paris, Gallimard, 1996
- Yves Maxime Danan, La vie politique à Alger de 1940 à 1944, Paris, Librairie générale de Droit et de Jurisprudence, 1963
- Patrick Girard, De Gaulle, le mystère de Dakar, Calmann-Lévy, 2010
- Kersaudy, François. De Gaulle y Churchill.  Buenos Aires: El Ateneo, 2001. ISBN 950-02-7462-0.
- François Kersaudy, De Gaulle et Roosevelt: le duel au sommet, Éditions Rémi Perrin, 2004
- Elisabeth de Miribel, La liberté souffre violence, Plon, 1981
- Philippe Ratte, Charles de Gaulle, éd. Nouveau Monde, 2005 ISBN 2-8473-6095-6

De Gaulle oposat a la IV República
- Fondation Charles-de-Gaulle et université Michel-de-Montaigne-Bordeaux-III, De Gaulle et le RPF, Armand Colin, 1998
- Jean Charlot, Le Gaullisme d'opposition. 1946-1958, Fayard, 1983
- Frédéric Turpin, De Gaulle, les gaullistes et l'Indochine, Les Indes Savantes, 2005

La tornada al poder el 1958
- Christophe Nick, Résurrection. Naissance la Plantilla:Ve République, un coup d'État démocratique, Éditions Fayard, 1998
- Michel Winock, L'agonie de la IVe République. 13 mai 1958, Éditions Gallimard, col. Les journées qui ont fait la France, 2006
- Dimitri Kitsikis, «L'attitude des États-Unis à l'égard de la France, de 1958 à 1960», Revue française de science politique, 1966, vol. Missing parameter! (Template:Vol.)16, Plantilla:Numéro4, p. 685-716

La guerra d'Algèria
- Pierre Abramovici et Gabriel Periès, La Grande Manipulation, Hachette, 2006
- Jacques Baumel, Un tragique malentendu - De Gaulle et l'Algérie, Plon, 2006.
- Georges-Marc Benamou, Un mensonge français, Robert Laffont, 2003
- Jean-Paul Brunet, Charonne. Lumières sur une tragédie, Flammarion, 2003
- Alain Dewerpe, Charonne, 8 février 1962. Anthropologie historique d'un massacre d'État, Gallimard, col. Folio-histoire, 2006
- Mohamed Harbi et Benjamin Stora (dir.), La Guerre d'Algérie, Éditions Robert Laffont, 2004, rééd. Hachette, Pluriel-histoire, 2005
- Benjamin Stora, Le Mystère de Gaulle, son choix pour l'Algérie, Éditions Robert Laffont, 2009
- Irwin Wall, Les États-Unis et la guerre d'Algérie, Éditions Soleb, 2006

La Presidència
- Serge Berstein, La France de l'expansion, t.1 La République gaullienne (1958-1969), Seuil, col. Points Histoire, 1989
- Jean-Paul Bled (dir.), Le général de Gaulle et le monde arabe, Beyrouth, Éditions Dar An-Nahar, 2009
- Jean Charlot, Le Phénomène gaulliste, Fayard, 1970
- Jean Clémentin, L'Affaire Fomasi, Grasset, 1969
- Jean Cosson, Les Industriels de la fraude fiscale, Jean de Bonnot, 1986
- François Mitterrand, Le Coup d'État permanent, Plon, 1964, rééd. Julliard, 1984, et 10/18, 1993
- Pierre Péan, Affaires africaines, Paris, éd. Fayard, 1983; L'Homme de l'ombre. Éléments d'enquête sur Jacques Foccart, l'homme le plus mystérieux et le plus puissant de la Plantilla:Ve République, Fayard, 1990
- Pierre Viansson-Ponté, Histoire de la République gaullienne, Hachette, Pluriel, deux volumes, 1994, Plantilla:1re édition, 1970
- Bernard Krouck, De Gaulle et la Chine : la politique française à l'égard de la République populaire de Chine 1958-1969, Éditions Les Indes savantes, Paris, 2012
- Maurice Vaisse, La Grandeur, politique étrangère du général de Gaulle 1958-1969, Fayard, Paris, 1998.

Testimoniatges i records
- André Malraux, Les Chênes qu'on abat..., Gallimard, 1971, ISBN 978-2-0702-7811-4
- Alain Peyrefitte, C’était de Gaulle, 3 tomes, Fayard, 1994-2000
- Fondation Charles de Gaulle, Avec de Gaulle : témoignages. Tome 2, Le temps du rassemblement, 1946-1958, Paris, Nouveau Monde, 2005, 502 p., Plantilla:Unité ISBN 2-8473-6053-0
- Lucien Bitterlin, Nous étions tous des terroristes, Paris, éd. Témoignage chrétien, 1983
- François Flohic, De Gaulle intime. Un aide de camp raconte, Archipel, 2010
- Jacques Foccart, Journal de l'Élysée, Paris, éd. Fayard/Jeune Afrique, tomes 1 (Tous les soirs avec de Gaulle. 1965-1967, 1997) et 2 (Le Général en mai. 1967-1968, 1998)
- Claude Guy, En écoutant de Gaulle. Journal. 1946-1949, Paris, Grasset, 1996
- Constantin Melnik, Mille jours à Matignon. Raisons d'État sous de Gaulle. Guerre d'Algérie, 1959-1962, Grasset, 1988; La mort était leur mission Paris, Plon, 1996; Politiquement incorrect, Plon, 1999
- Jules Moch, Rencontres avec Charles de Gaulle, Plon, 1971
- Jean Pierre-Bloch, De Gaulle ou le temps des méprises, Paris, La Table Ronde, 1969
- Michel Tauriac, «Vivre avec De Gaulle», Plon, 2008